# Revolución Libertadora (Argentina)
La «Revolución Libertadora» fue la autodenominación de la dictadura cívico-militar que gobernó la República Argentina tras derrocar mediante un golpe de Estado al presidente constitucional Juan Domingo Perón en septiembre de 1955. Tras el golpe, la junta militar ordenó clausurar el Congreso Nacional, deponer a los miembros de la Corte Suprema y a las autoridades provinciales, municipales y universitarias, además de poner «en comisión» a todo el Poder Judicial.
El general de división Eduardo Lonardi, líder del golpe, asumió el poder el 23 de septiembre de 1955, instaurando un gobierno de ideología nacionalista católica y contrario a la proscripción del justicialismo. Lonardi fue rápidamente desplazado del poder el 13 de noviembre del mismo año por el general Pedro Eugenio Aramburu, mediante un golpe palaciego que dio inicio a la resistencia peronista.
Ambos presidentes de facto gobernaron como autoridades supremas, concentrando la suma de los poderes ejecutivos y legislativos tanto a nivel nacional como provincial, y atribuyéndose el título de Presidente de la Nación. La dictadura creó una Junta Consultiva Nacional, integrada por los partidos Unión Cívica Radical, Socialista, Demócrata, Demócrata Progresista, Demócrata Cristiano y Unión Federal.
Aramburu derogó mediante una proclama militar la Constitución Nacional vigente y restableció el texto constitucional de 1853, con las reformas de 1860, 1866 y 1898. Asimismo, el régimen dictatorial prohibió el peronismo, reprimió y censuró a quienes expresaran en público simpatías por el gobierno derrocado o por el justicialismo, e inició un proceso de «desperonización» de la ciudadanía que se extendió durante casi dos décadas.
Poco después, la dictadura organizó —mediante elecciones constituyentes condicionadas— una Convención Constituyente que convalidó la derogación de la Constitución de 1949 y agregó el artículo 14 bis a la Constitución Nacional.
Durante la dictadura del militar Aramburu fueron fusilados 16 militares y 13 civiles por orden presidencial, algunos de ellos de manera clandestina, con motivo del intento de levantamiento encabezado por el general Juan José Valle, razón por la cual los peronistas suelen llamarla la revolución fusiladora. Después de dos años, la dictadura organizó elecciones presidenciales condicionadas, las cuales dieron paso a un gobierno encabezado por el radical Arturo Frondizi a partir del 1 de mayo de 1958; a su vez Frondizi también sería derrocado por un golpe de Estado en 1962.

## Antecedentes
La dictadura autodenominada Revolución Libertadora fue uno de los seis gobiernos militares que tomaron el poder en la Argentina entre 1930 y 1983, en lo que se conoció como el ciclo golpe-elección, que postergó hasta la consolidación de la democracia en Argentina hasta fines del siglo XX. 
El ciclo de dictaduras militares comenzó con el golpe de Estado del 6 de septiembre de 1930 que derrocó al presidente constitucional Hipólito Yrigoyen, líder de la Unión Cívica Radical que había desarrollado la primera experiencia de gobierno democrático en Argentina a partir de las elecciones de 1916, las primeras en realizarse con la Ley Sáenz Peña de 1912, que estableció el sufragio secreto y obligatorio para todos los varones (la democracia universal plena recién se alcanzaría en 1951, con el voto femenino). En ese período fueron derrocados por golpes de Estado todos los gobiernos radicales (1930, 1962, 1966) y peronistas (1955 y 1973). También fue derrocada la experiencia de gobierno conservador-radical impuesta mediante elecciones fraudulentas, conocida como Década infame (1930-1943). Los últimos alzamientos militares fueron las sublevaciones carapintadas realizadas entre 1987 y 1990, durante los gobiernos democráticos del radical Raúl Alfonsín y el peronista Carlos Menem.
El peronismo surgió entre los años 1943 y 1945, a partir de un amplio movimiento de base sindical, que se caracterizó por un fuerte contenido social, conocido con el nombre de peronismo o justicialismo, debido al énfasis puesto en la justicia social. En simultáneo, surge el antiperonismo. El 12 de octubre Perón fue detenido y llevado a la Isla Martín García. En ese momento los líderes del movimiento opositor tuvieron el país y el gobierno a su disposición. «Perón era un cadáver político». Al conocerse la noticia una amplia movilización obrera el 17 de octubre de 1945 Perón fue liberado y varios de sus partidarios ocuparon cargos en el nuevo gabinete. 
Las elecciones de 1946 fueron ganadas por el peronismo, que llevaba como candidato a Juan Domingo Perón, en un hecho que sorprendió al establishment. Pocos días antes de las elecciones de 1946, la oposición también había preparado un golpe de Estado, que no llegó a ponerse en marcha. Un rol activo en la campaña electoral de 1947 contra Perón cumplirá la Sociedad Rural Argentina (SRA) contando con el respaldo activo del Embajador norteamericano en Argentina, Spruille Braden jefe de la oposición a Perón. Durante la campaña se produjeron dos hechos que afectaron profundamente el resultado, por un lado el descubrimiento de un importante cheque entregado por una organización patronal como contribución a la campaña de la Unión Democrática. Tras la salida de Braden de Argentina comenzó a promover la caída del gobierno constitucional mediante sabotajes a las redes eléctricas, descarrilamiento de trenes  sabotaje de vías férreas y campañas de prensa contra el gobierno argentino durante toda la década del 50. Parte de estas técnicas serían perfeccionadas en Guatemala en el golpe de Estado que derrocó al Presidente Jacobo Arbenz en 1954.
En 1954 jefe de la guarnición de Campo de Mayo general Eduardo J. Ávalos, un integrante del GOU que era amigo íntimo de Perón, y cuando Perón rechazó el pedido le invitó a reunirse con la oficialidad de Campo de Mayo, a lo que accede Perón. El 8 de octubre se hace la reunión en la Secretaría de Guerra asistiendo diez oficiales de Campo de Mayo y una treintena -invitada por Perón- de otras guarniciones cercanas a la Capital Federal. En tanto se sucedían en Campo de Mayo deliberaciones entre oficiales más jóvenes que continuaron al día siguiente. El 15 de mayo de 1953. Aquella jornada, un grupo de militantes de la UCR colocó tres bombas: en el Banco Italiano, en el hotel Mayo y también en la estación Plaza de Mayo del subte A. Mientras tanto, el entonces presidente de la Nación brindaba un discurso en el balcón de la Casa Rosada, donde una multitud lo escuchaba atentamente. El atentado radical dejó un saldo de 6 muertos y más de 90 heridos.
El gobierno enfrentó una dura oposición antiperonista que incluyó actos terroristas a partir de abril de 1953, y conatos militares a partir de septiembre de 1951. En general señalan su origen en las conspiraciones golpistas y los actos terroristas antiperonistas, como el intento de golpe de Estado de 1951, el atentado en la Plaza de Mayo del 15 de abril de 1953 que asesinó a seis manifestantes peronistas e hirió a otros noventa, y el bombardeo de la Plaza de mayo de 1955, en el que fueron asesinadas por sectores antiperonistas 308 personas identificadas,
En 1946 sectores ligados a la Sociedad Rural Argentina, la sección local de la UCR en Corrientes y el Partido Liberal de Corrientes planearon un atentado contra su vida, durante la campaña electoral que llevaría a Perón a la presidencia. El 3 de febrero de 1946, el diario ‘El Laborista‘ de Buenos Aires informaba que opositores políticos a Perón ante la marcha por las calles de Goya se posicionaron sobre los techos con armas. Desde un vehículo en el que viajaban los liberales Bernabé Marambio Ballesteros, Gerardo Speroni, Juan Reynoldi y Ovidio Robar, dispararon con armas de fuego a la gente que desde el puerto enterada de la noticia marchaba hacia el centro para repudiar el intento de asesinato.
Uno de los primeros antecedentes del intento de golpe de Estado se produjo en la madrugada del 28 de septiembre de 1951, cuando el capitán Alejandro Agustín Lanusse, futuro presidente de facto, se apoderó de la puerta número 8 de Campo de Mayo y por ella ingresaron Benjamín Andrés Menéndez. A todo esto llegó el jefe del C-8, teniente coronel Julio Cáceres, legalista que recibió el apoyo de los suboficiales para recuperar la barraca produciéndose un tiroteo en el cual cayó muerto el cabo Miguel Farina por las fuerzas golpistas. De los treinta tanques solo pudieron movilizar a siete –es probable que por sabotaje de los suboficiales jóvenes-, pero antes de llegar a la salida otros cinco tuvieron desperfectos y debieron ser abandonados.
El presidente Perón fue informado por los servicios de inteligencia que el complot estaba encabezado por el general, retirado del servicio desde 1942, Benjamín Andrés Menéndez, Julio Alsogaray, Tomás Sánchez de Bustamante y Alejandro Agustín Lanusse. En un segundo plano estaban los oficiales Larcher, Guglialmelli, Álzaga y el capitán de navío Vicente Baroja. Menéndez convocó a una reunión secreta para transmitirles a referentes de la oposición los pasos a seguir: asistieron Arturo Frondizi de la UCR, Américo Ghioldi, Horacio Thedy, en representación de los Demócratas Progresistas, y Reynaldo Pastor. Sin embargo, la intentona golpista fracasó pronto.
En 1953 el capitán de fragata Jorge Alfredo Bassi se embarcó en el rutinario viaje de instrucción de la Flota de Mar, durante el cual tuvo la idea de atacar la Casa Rosada de la misma manera en que los japoneses habían atacado Pearl Harbor. Mediante amigos comunes solicitó a Eduardo Lonardi su ayuda pero este hizo caso omiso.
El 15 de abril de 1953 se produjo un ataque terrorista que consistió en la detonación de dos bombas mientras se realizaba un acto sindical organizado por la Confederación General del Trabajo (CGT) en la Plaza de Mayo (frente a la Casa de Gobierno). Como resultado murieron seis personas y más de 90 quedaron heridas y 19 mutilados en lo que es considerado un primer ensayo del posterior bombardeo a Plaza de mayo de 1955 y del golpe de septiembre.
Luego del atentado de 1953 se reactivó la conspiración e incluso se elaboraron dentro de la Marina planes que bajo la apariencia de ejercicios de guerra tenían como finalidad prepararse para un futuro golpe. Tras el Golpe de Estado de 1955, que derrocó a Perón, fueron amnistiados por la Revolución Libertadora.
En el momento que se acallaron los ecos de las bombas detonadas en la Plaza de Mayo durante abril de 1953 un grupo de capitanes de fragata y de corbeta elaboraron un plan para capturar al Presidente en julio de 1954, en ocasión de su visita a la nave insignia de la flota durante las ceremonias del Día de la Independencia, que terminó en fracaso.
Raúl Lamuraglia era un hombre de negocios que había financiado la campaña de la Unión Democrática, que enfrentó en las elecciones de 1946 a la fórmula de Perón, a través de millonarios cheques del Bank of New York que habían tenido como destino sostener el Comité Nacional de la Unión Cívica Radical y a sus candidatos José P. Tamborini y Enrique Mosca. En 1951, el empresario había aportado recursos para apoyar la asonada fallida del general Benjamín Menéndez, lo que lo llevó a prisión, y tras salir en libertad marchó al Uruguay. Gracias a su fortuna, compró un avión de combate en Estados Unidos para bombardear la Plaza de Mayo y matar a Perón. Tripulado por un aviador naval, Luis Baroja, el cazabombardero volaría hasta la Plaza de Mayo, en pleno acto del peronismo, para ametrallar el balcón donde hablaría Perón. Lamuraglia se reunía con referentes del Partido Colorado de Uruguay. Días antes, se encontró en secreto con el presidente Batlle Berres y el empresario argentino Alberto Gainza Paz en su residencia veraniega de Punta del Este, quienes le ofrecieron apoyos para el plan de magnicidio. Instalado de nuevo en Buenos Aires, el empresario radical Lamuraglia ofreció su quinta en Bella Vista para organizar la conspiración y se comprometió a financiar un futuro golpe. En noviembre de 1954 se reunieron Bassi, Lamuraglia, Francisco Manrique, Néstor Noriega, el excapitán del ejército Walter Viader, Carlos Bruzzone, el comandante de tropas de la Fuerza Aérea Agustín de la Vega, y políticos opositores, entre ellos el político radical Miguel Ángel Zavala Ortiz, el intelectual conservador Américo Ghioldi, Jaime Mejía, Mario Amadeo y el abogado Luis María de Pablo Pardo, futuro Ministro del Interior de Eduardo Lonardi, Adolfo Vicchi, futuro embajador ante Estados Unidos durante la dictadura de Aramburu, y Alberto Benegas Lynch (padre). Olivieri no solo admitió haber ordenado disparar contra los civiles que rodeaban el alzado Ministerio de Marina (hoy edificio Guardacostas, sede de la Prefectura Naval, en la Avenida Madero y Perón, entonces Cangallo), sino que incluso ordenó disparar después de haber dispuesto un alto el fuego y enarbolar la bandera blanca de parlamento. Al redactar sus memorias dos años más tarde, Olivieri seguirá reivindicando haber ordenado disparar a los civiles.
El 16 de junio de 1955 un sector de la Aviación Naval bombardeó Buenos Aires causando 364 muertos (algunas versiones elevan esa cifra a 500) y un millar de heridos. Bajo la cobertura de los ataques aéreos, las tropas de Argerich atacaron a los granaderos que defendían la Casa Rosada. Los sublevados mataron a los conscriptos que los manejaban, para que las tropas no llegaran al destino. Numerosos oficiales de la Marina a cargo de naves se negaron a bombardear la destilería platense, incluidos dos comandantes que se habían plegado al golpe.
En Buenos Aires, el 29 de agosto el diario La Época informaba que en el Barrio Norte, residencial de clase alta, había sido desbaratada una organización de "pitucos" que disponían de dinero, armas y autos en abundancia. Planeaban atentados y estaba integrada por Emilio de Vedia y Mitre (h.), Mario Wernicke, Emilio Allende Posse, Carlos Ocantos, Héctor López Cabanillas y Julio E. Morón.
Para principios de septiembre de 1955 la UCR había convocado a un acto en la Casa Radical, donde repartieron armas en comités y en parroquias. Los comandos civiles ultracatólicos (llamados “palomas”) convocaron a la acción armada. Previamente negociaron un crédito con la Sociedad Rural Argentina para que financie actividades desestabilizadoras, como sabotajes a la red eléctrica, a los cables de la empresa telefónica Entel y disparos a las ruedas de camiones de bomberos y ambulancias; días antes representantes de la UCR y comandos civiles viajaron a Uruguay, entrevistándose con Emilio Eduardo Massera, Horacio Mayorga, Oscar Montes y Osvaldo Cacciatore. En Córdoba se sucedieron atentados con bombas o incendios: contra seis unidades básicas peronistas, la sede de la Unión de Estudiantes Secundarios (UES), de la Confederación General Universitaria y un busto de Eva Perón en Unquillo. Respecto a los motivos del golpe de Estado, el almirante Arturo Rial, uno de los Jefes de la revuelta, diría semanas más tarde frente a representantes sindicales: «Sepan ustedes que la Revolución Libertadora se hizo para que en este bendito país el hijo de barrendero muera barrendero». El plan  incluía ataques terroristas a conocidos simpatizantes del gobierno y el secuestro de funcionarios y dirigentes políticos peronistasTras la profunda parálisis causada en la sociedad civil tras el bombardeo antiperonista a la Plaza de Mayo, las fuerzas golpistas, bajo el mando del Eduardo Lonardi, iniciaron el combate en la Ciudad de Córdoba contra las tropas legalistas. Para el día 17 la lucha parecía estar a favor del gobierno constitucional. Sin embargo, una parte de la Armada bajo el comando Isaac Rojas, llegó a recurrir a un ultimátum amenazando con bombardear la Ciudad de Buenos Aires y otras ciudades como Mar del Plata.
Respecto a los diversos motivos del golpe de Estado, se mencionó la revisión y/o eliminación de las reformas realizadas durante el gobierno de Juan Domingo Perón, el proyecto de regresar al país agro pastoril, y revisar los supuestos derechos laborales, y beneficios sociales. Por otra parte el 16 de marzo de 1957, uno de los dirigentes sindicales que lideraban la Comisión Pro Recuperación de los Sindicatos Libres (CPRSL).
El día 13 de junio se realizó un acto de repudio popular al golpe en la plaza Eva Perón con el intento de desagraviar la bandera nacional y la memoria de Eva Perón, el cual tuvo amplias proporciones. En la Escuela Antiaérea se realizó otro acto de las mismas características. Tres días más tarde, cuando estaba siendo bombardeada la Plaza de Mayo, el gobierno municipal exhortó al pueblo a reunirse en Plaza San Martín, mientras tanto, cerca de 500 obreros de la CGT regional Mar del Plata viajaron a la Capital Federal con motivo de la concentración en plaza de Mayo.

## El golpe de Estado
El jueves 14, Lonardi llegó a Córdoba, centro de la conspiración. Lonardi estaba casado con Mercedes Villada Achával, perteneciente a una familia de clase alta relacionada con los círculos católicos lo que le dio acceso a la élite cordobesa. El 16 de septiembre de 1955 se inició el golpe de Estado que derrocaría al presidente constitucional Juan D. Perón, al Congreso de la Nación y a los gobernadores provinciales. El golpe de Estado se inició en Córdoba, fue liderada por el general Eduardo Lonardi y se extendió hasta el 23 de septiembre. El golpe de Estado estaba en marcha. Sáenz Quesada narra que en la Casa Radical entregaban armas cedidas por la Fuerza Aérea para combatir a las fuerzas constitucionales.
Los mayores enfrentamientos se produjeron en Córdoba, donde hubo al menos 112 muertos. Allí, Lonardi atacó a la de Infantería, cuyos mandos no quisieron plegarse al golpe y habían decidido defender al gobierno. Al mediodía del 16 aparecía la poderosa Flota de Mar bajo el almirante Isaac Rojas la comandancia de la Marina de Guerra en Operaciones. 
Días después es el responsable de la represión el 17 de octubre de 1955 –y cuya ejecución estuvo a cargo del general Raúl Justo Bengoa- donde tres tanques Sherman ametrallan a una manifestación de alrededor de 5000 personas en Pavón y Centenario Uruguayo, dejando muertos y heridos. El apoyo de la jerarquía católica fue decisivo. El colegio católico San José de Córdoba se había convertido en un depósito de armas, llegando a almacenarse armas molotov en los dormitorios de los sacerdotes, y en los sótanos del seminario mayor se hacían ejercicios de tiro con fusiles.
El 17 de septiembre de 1955, el pueblo de Río Colorado sufrió el primer bombardeo por parte de las fuerzas militares que habían desatado el golpe. Ese día la Infantería de Marina ocupó Bahía Blanca tras bombardear la ciudad, pero tropas leales al gobierno marcharon sobre ella. También fue bombardeada por los golpistas Mar del Plata. El 18 de septiembre, Policía de la Provincia de Buenos Aires y el Regimiento 7 de Infantería derrotaron a la sublevada Escuela Naval de Río Santiago. Estos buques habían sido abastecidos días antes por buques de bandera uruguaya, que habían prestado colaboración logística y monetaria al golpe en el Río de la Plata. WHITAKER, Arthur. La Argentina, un calidoscopio. 1955. Junio a diciembre. 1956. Proceso, 159 págs</ref>El 19 de septiembre fueron acorraladas las tropas golpistas de Córdoba en el centro de la ciudad y su comando operativo en el Cabildo de dicha ciudad estuvo a punto de ser tomado por parte del general legalista Miguel Iñíguez y su tropa. Cuando el golpe parecía fracasar se dieron dos factores: una parte de la Escuadra de Mar a cargo de Isaac Rojas llegó a la altura de Pontón Escalada y lanzó su ultimátum: si el presidente Perón no renunciaba, bombardearían la ciudad de Buenos Aires y la destilería de petróleo de La Plata. Para demostrar su decisión, ordenó el bombardeo de ésta, destruyéndola. El crucero ARA 17 de Octubre abrió fuego desde una distancia de 9000 metros que dio en los depósitos de combustible del puerto, que estallaron y se incendiaron, disparando 69 proyectiles, que los destruyeron por completo. Tras esa demostración de fuerza, la Armada golpista hizo conocer su ultimátum para que Perón renuncie. A partir de ese momento, «comandos civiles» comienzan a actuar realizando actos de terrorismo. Cerca del mediodía, los destructores San Juan, San Luis y Entre Ríos cañonearon durante doce minutos la “Escuela de Artillería Antiaérea” unidad leal al gobierno constitucional que había sido evacuada. Las fuerzas golpistas también dispararon desde los bombardeos contra tropas del Ejército que habían tomado posición con piezas de artillería en la zona del Golf Club para mantener el orden democrático. En paralelo civiles armados se apostaron en la escollera norte con el propósito de evitar el desembarco del grupo de marinos golpistas.
En ese momento, la sociedad marplatense se encontraba dividida en dos fuerzas sociales, la peronista y la antiperonista. Dentro de la primera se encontraban la mayoría del movimiento obrero organizado, los cuadros políticos del PP local, el círculo del puerto del Partido Comunista local, el Partido Socialista Revolución Nacional regional Mar del Plata, el grueso de los efectivos de la policía y algunos soldados del ejército. Por parte de los antiperonistas de la Armada, la Federación Libertaria Argentina filial Mar del Plata, la UCIP, el Club Español, entre otros.
Desde el campo golpista, el general Lucero, al momento de producirse el bombardeo en la Capital, ordenó bombardear a las guarniciones de Tandil, Azul y Mar del Plata que se mantenían leales al gobierno. Rojas ordena que avanzarán sobre la base naval de esta última ciudad y se apoderaran de ella. A su vez, la Compañía N.º 7 de Infantería de la Marina a cargo del capitán de navío César Poch, se dirigió hacia el aeropuerto de Camet para embarcarse en dos aviones que los trasladarían a Buenos Aires. Al llegar a las proximidades del aeropuerto observaron que las instalaciones estaban custodiadas por efectivos del ejército con el objetivo de impedir que se acercasen. Ante este hecho el jefe de la compañía, el teniente de navío José Antonio de Urquiza, intentó persuadir a los oficiales del ejército que estaban a cargo de la defensa del lugar. Ante la negativa de éstos se dispusieron para iniciar el combate que no llegó a desatarse debido a la noticia del fracaso del golpe en la Capital Federal. En 2017, el Archivo Nacional de la Memoria concluyó una investigación sobre la cantidad de personas muertas en el golpe, documentando al menos 156 víctimas fatales.
Al amanecer del día 19 dos buques de la Armada a cargo  Isaac Francisco Rojas, son apostados a unos 8500 metros de la costa lanzaron sus bombas hacia los depósitos de YPF ubicados en el puerto de la ciudad. La ciudad se despertó el 19 de septiembre bajo el fuego del sector golpista de la Armada. Miles de personas salieron de sus hogares en la zona portuaria y abandonaron el lugar ante lo que sucedía. Desde la madrugada se producìa el constante bombardeo del Puerto y la populosa barriada portuaria habitada por cerca de 30 mil personas.
El primer muerto fue un suboficial de la Policía Federal asesinado en la madrugada del 16 por un grupo de civiles ligados al radicalismo en el barrio de Belgrano. Según consta en el acta de defunción, fue asesinado por un comando civil como los que integraba Mariano Grondona.En 2008, Mariano Grondona reconoció públicamente, en su programa de televisión Hora Clave, su participación en el atentado terrorista del 15 de abril de 1953 en Plaza de Mayo que consistió en la detonación de dos bombas mientras se realizaba un acto sindical organizado por la Confederación General del Trabajo (CGT) en la Plaza de Mayo (frente a la Casa de Gobierno). Como resultado murieron seis personas y más de 90 quedaron heridas, entre ellos 19 mutilados.2Grondona también se había reivindicado como parte de los terroristas, al mismo tiempo que reconoció haber formado parte de los comandos que ayudaron al golpe de Estado de 1955 que llevó al derrocamiento de Juan Domingo Perón y la instauración de las posteriores dictadura de Lonardi y Aramburu
En Córdoba, la mayor cantidad de muertos se produjo en el ataque del ejército golpista a la Jefatura de Policía legalista.
En el Río de La Plata, seis de los muertos fueron producto del bombardeo de la Armada al barrio Campamento de Ensenada, dos soldados del Regimiento 7 de La Plata (legalista), dos policías de la provincia de Buenos Aires que enfrentaron junto con los vecinos a los marinos golpistas, un dirigente ferroviario que se quedó a atender a los soldados y otro vecino que murió horas después. También hubo 28 muertos en Buenos Aires, capital y provincia; 16 en Ensenada, y cinco en Santa Fe, de los cuales cuatro eran de Rosario y uno de Reconquista. Otras fuentes indican que los golpistas se cobraron alrededor de 2000 víctimas fatales.
El golpe contó con el apoyo activo de Comandos civiles, de un sector de la Iglesia católica que hizo de nexo y el Reino Unido, que mostró una fuerte hostilidad al gobierno de Juan D. Perón y financió el golpe de septiembre, proveyendo dinero, armamento y combustible a las fuerzas golpistas. También apoyaron el golpe algunos partidos políticos, como la Unión Cívica Radical. El santo y seña de los conspiradores fue "Dios es justo". En efecto, mientras se peleaba en La Calera y parte de la población de Malagueño estaba refugiada en las canteras o en los sótanos de las viviendas, las radios de Córdoba tomadas transmitían la proclama firmada por dirigentes de la Unión Cívica Radical (UCR) que convocaba a la rebelión armada. Pécora señala que estos comandos, tuvieron diferentes formas de organización, “pero cumplieron idénticas funciones de represión y persecución política e ideológica de ciudadanos, dirigentes partidarios y destrucción de elementos de orden simbólico vinculados al peronismo (…)” (2012, p. 264).
“Dentro de los llamados gorilas, los comandos civiles ocuparon un espacio central”. Después del golpe de septiembre de 1955 “en acciones paramilitares o parapoliciales (…) ocuparon sindicatos y oficiaron de rompehuelgas”. Al no contar con Infantería porque esta fuerza permaneció leal al gobierno constitucional de Perón.(Tcach, 2006, p. 261).
El 20 de septiembre, Lonardi se autoproclama desde Córdoba «Presidente provisional de la Nación», disponiendo como sede del nuevo gobierno a la provincia de Córdoba, hasta su traslado a la Capital Federal. El 23 de septiembre de 1955 se hizo cargo de la suma del poder público. La banda presidencial le fue entregada por el cardenal rosarino Antonio Caggiano, quien también firmó el acta de toma del poder. Sus primeras medidas fueron disolver el Poder Legislativo, derrocar a los miembros de la Corte Suprema de Justicia y a todos los gobernadores y legislaturas provinciales y hacerse cargo de los poderes legislativo y ejecutivo, atribuyéndose el título de «Presidente». En los días siguientes nombraría por decreto a los miembros de la Corte Suprema y a los interventores de las provincias.Su primer paso fue clausurar el Congreso Nacional y deponer a los todos miembros de la Corte Suprema de Justicia, interviniendo a las provincias y creándose la Comisión Nacional de Investigaciones, que actuó contra el Peronismo; de igual forma se puso en comisión a todo el poder judicial, se intervinieron todas las universidades nacionales provocando una cesantía masiva de docentes y con la expulsión y renuncia de alrededor de un tercio de los titulares de cátedra, los principales medios de comunicación fueron intervenidos por la Armada, alrededor de 120 radios 4 cadenas de televisión y 131  periódicos fueron clausurados. El día 30 de septiembre se suspende la personería del Partido Justicialista, el Partido Comunista Argentino, el Partido de la Concordia Social y alrededor de otros 37 partidos nacionales y 43 provinciales vinculados al peronismo, al comunismo y a la izquierda socialista.
Lonardi sería quien cometió el primer asesinato de la dictadura al darle un tiro en la cabeza al jefe de la Escuela de Artillería en Córdoba, por no sumarse al golpe. Días después es el responsable de la represión el 17 de octubre de 1955 –y cuya ejecución estuvo a cargo del general Raúl Justo Bengoa- donde tres tanques Sherman ametrallan a una manifestación de alrededor de 5000 personas en Pavón y Centenario Uruguayo, dejando muertos y heridos.
La Junta Consultiva Nacional juró la nueva Constitución sancionada durante el régimen militar con importantes proscripciones políticas (reforma constitucional de 1957) y convalidó los fusilamientos de militares y civiles que participaron la sublevación liderada por el general Juan José Valle en 1956.

## Primeros levantamientos de resistencia
El  16 de septiembre de 1955, apenas iniciado el golpe contra el gobierno constitucional, aparecieron focos de resistencia en Rosario, que durante 7 días soportaron el asedio de los golpistas. El general Bengoa, con refuerzos militares, armamento y municiones suficientes, sitia a la ciudad provocando una guerra civil en Rosario. Sitiados, sin alimentos y sin armamento, las fuerzas leales a Perón, el Regimiento Militar II de Infantería de Rosario junto a los trabajadores del cordón industrial, avanza sobre los sectores golpistas. Allí la resistencia peronista fue una de las más activas. Tenía una base social amplia. En Rosario, el golpe y la posterior represión se cobró más de 400 muertos entre niños, mujeres y hombres de distintas edades, además de cientos de heridos. Rosario, no bien se dio el golpe de Estado, fue uno de los lugares más resistentes: ese día, obreros del puerto, de la zona sur, de los mataderos con sus caballos, del frigorífico Swift, estibadores, las mujeres con el pecho desnudo, la ciudad es prácticamente tomada por el pueblo peronista. Levantaron barricadas en las calles, en las esquinas y cortaron el tránsito.
Con resistencias en Rosario, Mar del Plata, Tucumán y en el conurbano bonaerense, Lonardi se autoproclama Presidente Provisional en Córdoba. Ante el golpe militar, el norte de la Patagonia también intentó una resistencia. En septiembre de 1955 fuerzas de la guarnición militar de Esquel, Neuquén y Bariloche convergieron hacia Bahía Blanca para ayudar al regimiento V de Infantería a reconquistar la plaza. Las fuerzas que salieron de Neuquén fueron detenidas en Río Colorado y las que provenían de Bariloche y Esquel en Stroeder (provincia de Buenos Aires).
En tanto, en Mar del Plata en las primeras horas del golpe hubo incidentes, como la irrupción de partidarios del golpe en el local de la CGT, donde destruyeron distintivos y documentación, para luego sacar todos los muebles a la calle y quemarlos en una gran hoguera en medio de la calle Catamarca (Incendio de locales peronistas de 1955).
La misma suerte corrieron el local del consejo de distrito del Partido Peronista, en la calle Mitre, varias unidades básicas masculinas y femeninas, el Centro de Empleados de Comercio, locales de gremios y la delegación del ministerio de Trabajo y Previsión.

## Dictadura de Eduardo Lonardi

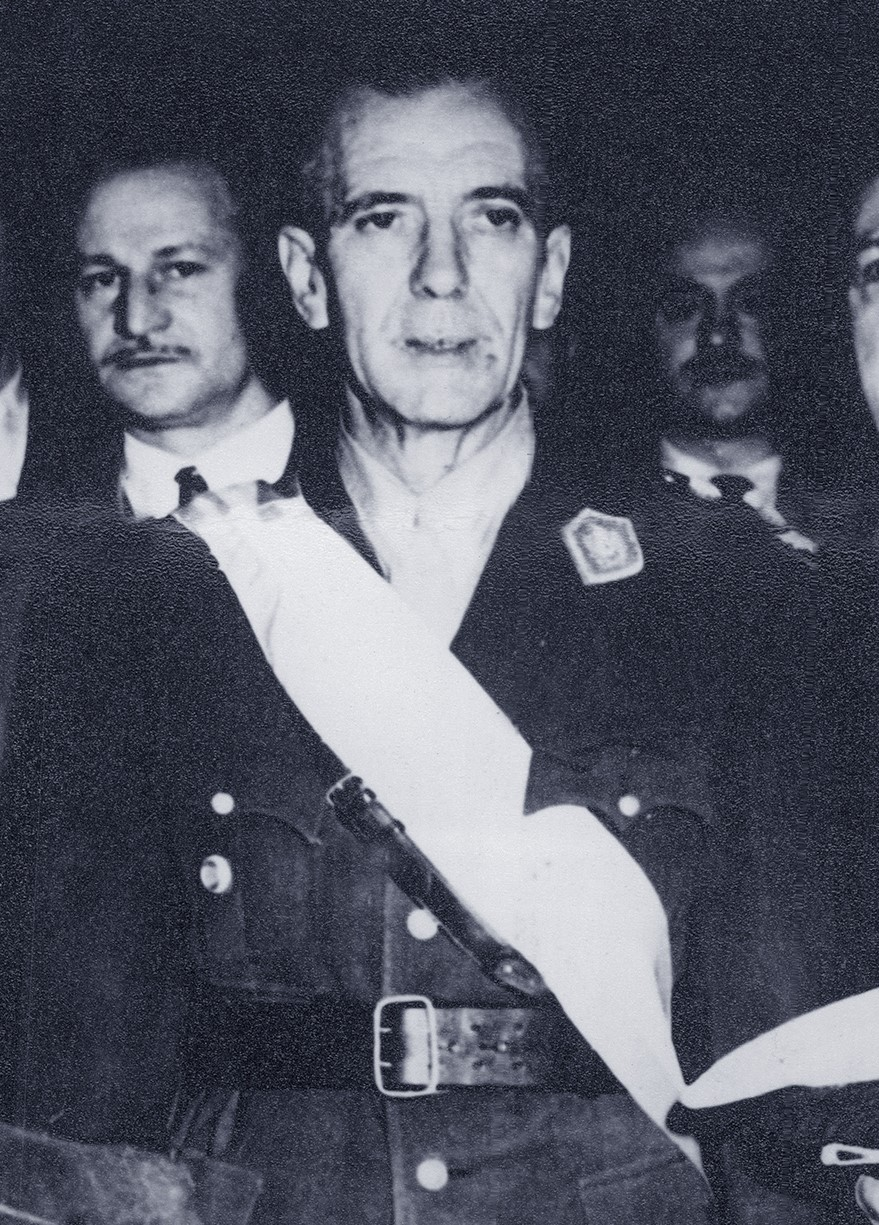
Eduardo Lonardi el día que asume de facto el poder en 1955.

Cuando Eduardo Lonardi llegó a Buenos Aires tomar el gobierno provisional, los comandos armados realizaban misiones de protección en el Aeroparque donde llegó junto a Isaac Rojas. El 21 de septiembre las fuerzas armadas recibieron desde Córdoba, la orden de eliminar uno de los focos de resistencia al golpede Estado  en el corazón de la city porteña y avanzaron sobre él con cañones y dos tanques Sherman, enviando un emisario para que se rindieran. Los cañones y los tanques dispararon y unos cincuenta hombres, encabezados por Guillermo Patricio Kelly, se rindieron. Los que quedaron dentro murieron bajo los escombros del edificio de tres pisos, destruido a cañonazos. Se ignora el número de muertos que algunos elevan a más de 400.
Una de sus primeras medidas fue el "saneamiento moral de la sociedad" e sancionaron distintos bandos y proclamas militares con el objetivo reprimir el de vagabundeo, a las personas sin hogar, enfermos mentales otros comportamientos considerados antisociales entre ellos a las personas transexuales y también a los homosexuales. Varios edictos llevaron a una criminalizacion de facto de la homosexualidad, lo que derivó en la persecución contra los hombres homosexuales más violenta en la historia argentina hasta ese momento, con allanamientos policiales, suspensiones laborales y otras medidas, que lograron encarcelar a muchos homosexuales, forzando a otros al exilio.
Durante los primeros meses de la dictadura de Lonardi surgieron grupos civiles armados que operaban en conjunto con unidades de la Policía y la Fuerza Aérea para atacar las barricadas, las tomas de fabricas y las protestas obreras contra el derrocamiento del gobierno constitucional de J.D Perón. Estos grupos de destacaban por la utilización de armamento militar provisto por la fuerza aérea y su organización en forma de escuadrón que participa en ejecuciones extrajudiciales y que llega a forzar desapariciones y fusilamiento de personas como parte de campañas de contra el peronismo.
Eduardo Lonardi gobernó de facto 52 días manteniendo algunos algunas políticas precedentes que se habían gestado durante el gobierno constitucional de Juan Domingo Perón. Durante su breve dictadura concentro los tres poderes del Estado en su figura.
Durante sus primeros días grupos de choque armados denominados Comandos Civiles habían ocupado por la fuerza una cantidad considerable de locales sindicales. Entre ellos se encontraban los locales de la Asociación Bancaria, la Federación Gráfica, La Confederación de Empleados de Comercio, la Fraternidad, el SUPE, la Unión Ferroviaria, entre otros. El 16 de septiembre de 1955, durante los bombardeos aéreos llevados a cabo por el antiperonimo que buscaban derrocar al gobierno constitucional, uno de los artefactos explosivos fue arrojado sobre el palacio presidencial, pero cayó sobre los jardines del edificio sin destruirlo. Durante los días posteriores al golpe de Estado de 1955 la casa sufrió un incendio y saqueos de parte de militares cercanos al bando golpista. Meses más tarde determinó que el Palacio Unzué debería ser demolido completamente en 1958 Estos comandos atacaron en 1954 diferentes centros de estudiantes; en abril el edificio de la UES sufrió un atentado que daño parte de sus instalaciones en Nuñez, donde estaría implicado el dirigente de extracción radical David Michel Torino. Tras el Golpe de Estado que derrocó a Juan Domingo Perón la UES fue disuelta por la dictadura y la mayoría de sus integrantes y dirigentes  encarcelados, al igual que la mayoría de centros de estudiantes del país excepto los vinculados al radicalismo. Decreto 478 7 de octubre de 1955 Pone “en comisión” a todo
el Claustro y da atribuciones
a los Interventores para designar docentes, cesar a los titulares de cátedra que no adhirieran a los principios de la revolución Fueron expulsados y cesanteados todos los rectores y cientos de titulares de cátedra formándose comisiones investigadoras donde eran clasificados según su simpatía al gobierno constitucional depuesto. Las clases fueron suspendidas durante dos semanas con el objeto de depurar los planes de estudio y al profesorado. En la capital del país los comités radicales actuaron como centros de interrogatorio. Fueron designados por decreto todos los nuevos titulares de cátedra teniendo como criterio superior para su designación su oposición al peronismo. Una semana más tarde se suprimía la autonomía universitaria y se establecía la pena de expulsión a quienes actuaran contra las directrices del  gobierno dictatorial. Fueron prohibidos todos los centros de estudiantes en las universidades y cualquier tipo de organización estudiantil. Las centros órganos de representación estudiantil fueron clausurados y sus bienes interdictados y puestos bajo administración directa de los interventores, a excepción de la UBA cuya diligencia fue encarcelada y su conducción puesta bajo dirección de la UCR y el Partido Socialista como brazo político dentro de la UBA Uno de sus máximos representantes, Marta Ezcurra, fundadora de la juventud de la Acción Católica en 1931, bajo las órdenes de Aramburu ordena el 23 de diciembre de 1955, la ocupación militar de cada una de las Escuelas Hogar de la Fundación Eva Perón. Son quemadas pilas de frazadas, sábanas, colchones, medicamentos, etc. Convoca para ello, a los miembros de los “comandos civiles” ligados a la Acción Católica Argentina y se ordena el desalojo inmediato de todos los niños y niñas internados en la Clínica de Recuperación. EL día 27 de diciembre se determina la confiscación de todos los muebles de los hospitales, hogares para niños, hogares escuelas y hogares de tránsito, entre ellos el mobiliario muchos muebles terminarían en las casas de los miembros de los comandos civiles. A pedido del coronel Ernesto Alfredo Rottger se ordena que sean expulsados a la calle todos los estudiantes de la Ciudad Estudiantil Presidente Juan Perón, tras el triunfó del Golpe de Estado de septiembre de 1955, allí funcionaria el cuartel de los Comandos Civiles.
El dictador Lonardi padecía un cáncer cuyos síntomas ya eran notables al comienzo del golpe y que provocaría su deceso marzo del año siguiente. Representaba una fracción de las fuerzas armadas, de orientación nacionalista católica, que tenía como objetivo derrocar a Perón y excluirlo de la vida nacional, así como impedir que el peronismo volviera al poder. Lonardi liberó de la cárcel a Luciano Benjamín Menéndez condenado por el golpe de Estado de 1951 y el intento de 1953 y también liberó y nombró como Jefe de Granaderos a Agustín Lanusse. Lonardi fue derrocado por el sector liberal de los golpistas en un golpe palaciego. Durante el régimen dictatorial se eliminaron varios derechos laborales constitucionales entre ellos el concepto de un salario mínimo vital se incluyó en el punto 2 («Derecho a una retribución justa») del título I («Del trabajador») del artículo 37 de la Constitución de 1949 votada por dos terceras partes del Congreso. Sin embargo, esa constitución fue derogada el 27 de abril de 1956 mediante una «proclama» militar de Pedro Eugenio Aramburu. Al año siguiente (1957), la dictadura convocó a una asamblea constituyente, que redujo el concepto de salario mínimo, junto con  varios derechos de los trabajadores, eliminando gran parte de la protección laboral.
El régimen militar de Lonardi clausuró el Congreso de la Nación, dejó cesante por Decreto 415 del 6 de octubre de 1955 a todos los jueces de la Corte Suprema de Justicia, por primera vez desde su organización, la Corte era renovada sin el procedimiento constitucional. Desaparecía el respeto por los pasos constitucionales y los gobiernos militares o civiles que se sucederían apelarían a toda clase de violación de tales normas para cambiar los jueces de la Corte e incluso los de instancias inferiores. De esta manera, la independencia y la inamovilidad de los jueces desapareció. El dictador Eduardo Lonardi nombró por decreto 5 jueces amigos para esa Corte, que entre sus primeras acordadas restableció la Doctrina de los gobiernos de facto. Y en junio de 1956 Pedro Eugenio Aramburu abolió mediante una proclama la Constitución Nacional de 1949 y retrocedió 104 años al reimponer mediante simple proclama militar el texto de 1853. El dictador Eduardo Lonardi nombró por decreto 5 jueces amigos para esa Corte Suprema, que entre sus primeras acordadas restableció la Doctrina de los gobiernos de facto. Y en junio de 1956 Pedro Eugenio Aramburu abolió mediante una proclama la Constitución Nacional de 1949 y retrocedió 104 años al reimponer el texto de 1853. Entre septiembre de 1955 y enero de 1956 fueron dejados cesantes dos tercios de los jueces de paz y alrededor de la cuarta parte de los miembros de la fiscalía, cesantía que solo sería superada dos décadas después durante el Proceso de Reorganización Nacional. En el fuero comercial la tasa de cesantía llegó al 23 por ciento civil. El fuero laboral fue el más golpeado por la dictadura, alrededor de dos tercios se sus miembros fueron dejados cesanteas, en su lugar se nombraron a abogados de los estudios jurídicos de grandes empresas entre ellas Bunge, Shell, California Oil Company, British Petroleum que dominaron el fuero  laboral. Todos los nuevos jueces interventores fueron nombrados por decreto militar, sin concurso, la mayoría no contaba con antecedentes en la carrera judicial. Los nombramientos fueron realizados según las preferencias políticas dándose la situación de ser nombrados jueces estudiantes del primer año de la carrera de derecho que pertenecían a grupos de comandos civiles ligados al radicalismo y al partido Demócrata Cristiano.
Paralelamente fue removido el procurador vía decreto y del mismo modo fue nombrado procurador general por Decreto N.º 415 del 6 de octubre de 1955 Sebastían Soler cuyo anti peronismo puso de manifiesto en varios dictámenes. Así mismo mediante una acordada concentro todo el poder público en su persona con la suma del poder Ejecutivo, Legislativo y Judicial. Todo el Poder Judicial fue intervenido por la dictadura. El decreto 318/55 separó a los miembros de la Corte Suprema de Justicia y el 415 del 6 de octubre, sumando el decreto 112/55, que  declaró en comisión a todos los magistrados y jueces de la Justicia federal y nacional, disponiéndose que cesarían de sus funciones excepto los que no fueran expresamente confirmados por el Poder Ejecutivo Provisional.
El golpe de 1955 produjo la suspensión del Estado de derecho, de las actividades políticas, partidarias y gremiales y el cese de todos los mandatos electivos. En las provincias los gobiernos fueron intervenidos y de modo similar se procedió con los municipios. La CGT fue intervenida y robaron de su sede el cadáver de Eva Duarte. Se inició juicio de traición a la patria contra Perón y a todos los legisladores peronistas. A partir de septiembre de 1955 el Estado utilizó el racismo como instrumento de poder para llevar adelante su proyecto 'desperonizador' y "purificar" así a la sociedad argentina. El un gobierno dictatorial bajo un afán 'desperonizador', no solo se buscaba la desaparición física de Perón, sino su muerte política y la de sus simpatizantes, a través del ejercicio de la violencia tanto material como simbólica: muerte masiva, miles de detenciones, torturas, terror, discriminación y segregación de la identidad política peronista, sus símbolos y sus líderes, al prohibir su mención so pena de prisión. La virulencia de las estrategias se manifestó tanto en los bombardeos a la Plaza de Mayo de junio, los bombardeos sobre ciudades portuarias durante el golpe de 1955, la quema de locales peronistas, el secuestro y desaparición del cadáver Eva Duarte, como en la legislación prohibitiva de mención al peronismo, los fusilamientos ilegales de 1956, el estado de sitio y la implantación de la ley marcial, la utilización extendida de la propaganda antiperonista y la elaboración de una leyenda negra del gobierno constitucional depuesto.
En materia universitaria la primera norma fue el Decreto 1339, del 30 de septiembre de 1955 a la semana de tomar el poder, en él se decreta la intervención de la Universidad de Buenos Aires y el resto de las universidades nacionales, los colegios nacionales y los institutos dependientes de ellos, se deroga las leyes 13031 y 14297, y confiere al Interventor en la Universidad de Buenos Aires, y a los Delegados Interventores, las facultades del Rector, Decano y respectivos Consejos que quedan suprimidos. El 7 de octubre de 1955, se dicta el Decreto 47812, consecuencia del anterior, por el cual se pone “en comisión” a todo el claustro de profesores de la universidad. Con el artículo 3 de dicho decreto se abre paso a las nuevas designaciones de forma arbitraria eliminando los concursos docentes y se faculta a los interventores en las universidades a designar, a propuesta de los Delegados Interventores de cada unidad académica, profesores titulares, adjuntos o auxiliares, con carácter interino. También se obliga que: " Quienes fueron cómplices en esa tarea de subvertir la función de la cátedra o expresaron públicamente, o desde la Universidad, o desde cargos públicos, su adhesión a (el gobierno constitucional depuesto), carecen de autoridad moral necesaria para desempeñar funciones de profesor universitario”.
La dictadura adoptó una política económica que favorecía a los sectores exportadores agropecuarios y financieros. También prohibió el sindicalismo y asociaciones gremiales, en las fábricas se impuso una férrea disciplina laboral que junto con la intervención militar en los sindicatos Buscaba un fuerte disciplina miento de la clase obrera. Los países compradores de las exportaciones argentinas estaban aplicando prácticas restrictivas. Se registraron déficits en el balance de pagos constantes entre 1955 y 1958, las reservas declinaron y se acumularon las deudas comerciales, la balanza de pagos comenzó a ser deficitaria seriamente. El deterioro de los salarios para detener el incremento de los precios, y la alarmante situación inflacionaria provocarían tensiones sociales.
Su lema fue «ni vencedores ni vencidos», tomada de Justo José de Urquiza, A las cinco y media de la tarde del 11 de noviembre, los obispos Antonio Caggiano y Fermín Emilio Lafitte visitaron a Lonardi. La Conferencia Episcopal agradeció la exención impositiva que decretó Lonardi para las escuelas católicas como gentileza por el apoyo de la cúpula eclesiástica al golpe de Estado de septiembre. Fueron clausuradas publicaciones como la revista "De Frente" y el periódico Palabra Argentina.
Lonardi era un militar que había tenido una controvertida actuación, fue agregado Militar en Chile en 1942 donde se vio envuelto en un caso de espionaje que lo llevó a estar detenido en aquel país. En Chile en 1942 mantuvo vínculos con el empresario germano August Siebrecht, presidente del Club Alemán. Siebrecht le proporcionaba un canal con los círculos nazismo y con el capitán Gerardo Ilabaca. El 2 de abril de 1938, el capitán llegó a las oficinas del pasaje Matte, donde esperaban Lonardi y su amante Ana María Cormack. Ilabaca entregó los documentos y reclamó el dinero acordado. Cuando Cormack salía a buscar el dinero a cambio de la información, la policía de Investigaciones ingresó a la oficina, allanó el departamento y detuvo a los espías. Los diarios chilenos del día siguiente informaban que en el lugar se había encontrado un maletín lleno de dinero. Lonardi fue llevado a la penitenciaría de Santiago, y fue discretamente puesto en la frontera y deportado del país por orden directa del presidente Arturo Alessandri. Cuando se conocieron los hechos, el embajador Quintana y la cancillería prometieron que Lonardi sería castigado. Al llegar a Buenos Aires, el oficial Lonardi fue detenido y permaneció durante 15 días bajo arresto en el Hotel Savoy, a la espera de que se le formara un consejo de guerra. Mercedes Villada Achával, esposa de Lonardi, miembro de una aristocrática familia de Córdoba, vinculada con obispos y militares, movilizó todas sus influencias para evitarle el procesamiento. Lo salvó de la destitución y de la baja deshonrosa gracias a un generoso donativo. Lonardi participó en el golpe de 1943 y en el intento de golpe contra Juan Domingo Perón de 1951, tras lo cual fue pasado a retiro.
Los interventores nombrados para reemplazar a los gobernadores provinciales electos depuestos recibieron una ampliación de facultades que les permitió actuar sin consulta previa en cuestiones vinculadas con los fines revolucionarios, el régimen constitucional, municipal, impositivo y legislativo, y acumulando en sus personas los poderes legislativo, judicial y ejecutivo. Este constructo entre la legalidad avasallada -la Constitución Nacional- y la ilegalidad imperante -la proclama revolucionaria- constituye un rasgo peculiar del gobierno de facto (Spinelli, 2005).
Por primera vez desde su organización, la Corte Suprema era renovada sin el procedimiento constitucional, desaparecía el respeto por los pasos constitucionales y los gobiernos militares o civiles que se sucederían apelarían a toda clase de violación de tales normas para cambiar los jueces de la Corte e incluso los de instancias inferiores. De esta manera, la independencia y la inamovilidad de los jueces desapareció. Por el decreto citado de Lonardi y su elenco del ministerio de Justicia, fueron removidos todos los jueces supremos.
El régimen dictatorial de Eduardo Lonardi y Pedro Eugenio Aramburu proclama como objetivo el "saneamiento moral", lo que llevó a la persecución masiva de homosexuales. A través del diario porteño La Prensa, de línea editorial cercana al régimen dictatorial se elaboraban listas rosas con artistas, escritores, dramaturgos homosexuales que representaban un peligro para el país, la prensa cercana a la dictadura de Aramburu publicó largas listas de personas de gran prestigio que supuestamente eran homosexuales, muchas de las cuales vieron acabadas sus carreras y marcharon al exilio. Tras el golpe de Estado se elaboraron en las comisarías el país listas de homosexuales y "travestidos" con el objetivo de encarcelamiento masivo bajo el delito de escándalo público establecido en 1955 por Eduardo Lonardi, las listas se extendieron a los colegios y universidades.
El gobierno militar formó 60 comisiones investigadoras, con amplias facultades, el grado de discrecionalidad y poder atribuido a los comandos civiles antiperonistas y a las comisiones investigadoras dio como resultado miles cesantías, encarcelamiento, procesamiento de funcionarios y allegados. Hasta se llegó a sancionar a la Selección Argentina de Básquetbol que había logrado el campeonato mundial de 1950, y que luego pasó 30 años sin obtener títulos. Entre las facultades que recibieron se hallaban la posibilidad de detener personas, allanamiento y secuestro de la documentación sin autorización de ningún juez, bloqueo de bienes, traslado de detenidos, ocupación de viviendas de sospechosos de simpatías con el peronismo, expropiación de bienes, etc. Estas comisiones quedaron mayormente en manos de las agrupaciones políticas como la UCR, impulsora de denuncias. Las comisiones instaban a la población mediante comunicados de prensa, audiciones radiales y bajo amenaza de detención a los ciudadanos de cada ciudad a denunciar a sus vecinos, colegas, empleados o patrones que adherían al peronismo. La mayor parte de las consecuencias recayeron sobre los municipios, policía, escuelas, sindicatos y centros de asistencia. Los medios de prensa también fueron perseguidos por estas comisiones y sus brazos parapoliciales, los comandos civiles. Se indicó a los directores de establecimientos escolares secundarios y a los profesores universitarios que entregaran listas con estudiantes simpatizantes del peronismo o que indicaran de cualquier discurso que pudiera ser tildado de peronista durante la asistencia a clases. El interventor  del Museo Nacional por la dictadura militar autodenominada Revolución Libertadora llevó adelante una purga de obras de arte consideradas "extranjerizantes", de pintores y autores simpatizantes del gobierno constitucional depuesto y a "vanguardias artísticas degeneradas".Zanelli Alberto (2002). La cultura como herramienta política. Buenos Aires: Ediciones de autor. ISBN 987-05-0463-9.

Las autoridades militares colaboraron activamente en la represión mediante la creación de comandos civiles, que actuaban como grupos de choque en apoyo al gobierno de facto, a los que pusieron bajo su dependencia a las policías locales cuyo objetivo delatar y castigar a simpatizantes del peronismo, que fueron organizados siguiendo el modelo de las Einsatzgruppen y las Organizzazione per la Vigilanza e la Repressione dell'Antifascismo. El radicalismo aceptó integrar las comisiones investigadoras junto con sectores del partido Demócrata Nacional. Opina la historiadora Martha Ruffini que" La fiebre de denuncias y delaciones se advierte en la documentación relevada que da cuenta de un espíritu revanchista, temeroso del resurgimiento de la hegemonía peronista pero complaciente con el gobierno de facto". Los soportes financieros para las actividades de tales organizaciones también se emparentan en sectores agropecuarios y financieros. Los soportes técnicos militares y logísticos fueron proporcionados en su mayoría por sectores de las Fuerzas Armadas y de Seguridad. Tras  la toma del poder de Lonardi los bienes del partido comunista y decenas de partidos de izquierda y obreros fueron expropiados junto con sus locales partidarios incendiados por comandos católicos Tras perseguir al peronismo se lanzó una razzia contra los comunistas sufrieron la
persecución de la Revolución Libertadora. La desconfianza se acrecentó con la
profundización de la línea política impuesta por
Aramburu-Rojas, con la prédica anticomunista
coherente con los tiempos de la Guerra Fría y el
alineamiento argentino a los dictados provenientes de Washington” El 25 de septiembre se dispuso pasara retiro a todo personal civil que no comulgase con los principios revolucionarios, los principales centros fabriles fueron intervenidos con objetivo de poner fin a una serie de protestas laborales haciendo uso de la represión estatal, otorgándole jurisdicción sobre las fábricas a las Fuerzas Armadas.

Durante su dictadura se entonara la Marcha de la Libertad, cuya letra y musicalización corresponde Manuel Rodríguez Ocampo y Manuel Gómez Carrillo (h)— quienes la compusieron justo después del 16 de junio, con un tono reminiscente del himno franquista Cara al sol.

### Asesinato de Manuel Chaves y violación de su esposa
La noche del 22 de septiembre de 1955, menos de una semana después del golpe, un comando militar integrado por marinos y un comando civiles antiperonistas de la UCR irrumpió en la casa del secretario general de ATE y la CGT en la localidad bonaerense de Azul, Manuel Chaves, derribando la puerta. Tras allanar el domicilio, los hombres que integraban el comando civil, por miembros del comité de la UCR de Recoleta, violaron a la esposa de Chaves, bajo la atenta mirada de los marinos quienes no intervinieron, excepto para golpear a Chaves cuando intentó defender a su esposa, hasta dejarlo inconsciente. Cometida la violación los civiles radicales procedieron a intentar violar a la pequeña hija de Chaves, Merceditas, de 4 años de edad, pero ante los gritos de la niña que alertó a los vecinos desistieron. Tras el allanamiento y la violación mataron de una ráfaga de ametralladora al dirigente sindical delante de su mujer y sus cuatro hijos.

### Represión
El 1 de noviembre la Marina ocupó el Ministerio de Trabajo con el fin de desencadenar la represión de los sindicalistas peronistas. Cerruti Costa resiste la presión y logra un pacto con la CGT, por el cual vuelven a ser reconocidas las autoridades de la central sindical y se decide designar de común acuerdo a los interventores sindicales que procederían a la normalización. un conjunto con los grupos de choque denominados Comandos Civiles habían ocupado por la fuerza una cantidad considerable de locales sindicales. Entre ellos se encontraban los locales de la Asociación Bancaria, la Federación Gráfica, La Confederación de Empleados de Comercio, la Fraternidad, el SUPE, la Unión Ferroviaria, entre otros, provistos con armas de la Marina.
Su gobierno de facto estuvo teñido por las persecuciones al peronismo, que sin ser tan acentuado como el que le siguió con Aramburu, ponía en evidencia su debilidad para controlar a los sectores más antiperonistas que se lanzaron a ocupar espacios en todos los niveles, ingresando a punta de pistola en locales partidarios, sindicatos y universidades. Además se procedió en encarcelar e interrogar a miles de dirigentes peronistas y sindicales, mientras sus hogares eran allanados. La hija del general Lonardi señala al coronel Carlos Eugenio Moori Koenig como el cabecilla de los comandos civiles que actuaron como fuerza parapolicial organizada, en todos los ataques sufridos por locales peronistas y sindicatos, además ese militar fue el que cumplió la misión de ultrajar el cadáver de Eva Perón. En tanto la familia de Evita fue perseguida y los Duarte se exiliaron en Chile y regresaron recién en 1962.
La Confederación General Económica (CGE) fue intervenida por Lonardi. Fue declarada ilegal e intervenida militarmente. Para el 30 de septiembre de 1955, se había ocupado numerosos sindicatos, como la Federación Gráfica, la Unión Ferroviaria, la UTA, la Asociación Bancaria, el SUPA (portuarios), entre otros. Frente a la inacción del gobierno para frenar estas ocupaciones ilegales por parte de comandos armados, la CGT pidió una reunión de urgencia con Lonardi.
Como Lonardi se negaba a firmar su renuncia, el día siguiente el gobierno militar dio a conocer tres comunicados con la firma de Aramburu informando de los motivos del desplazamiento de Lonardi: el primero se limitó a informar del cese de Lonardi; el segundo sostuvo que Lonardi había sido depuesto debido a la "presencia de grupos que orientaron su política hacia un extremismo totalitario incompatible con las convicciones democráticas de la Revolución Libertadora"; y el tercero amplía las razones acusando al grupo de Lonardi de "escudarse tras el estandarte de la religión católica".
Lonardi sería acusado por limitar la libertad de prensa, condenado la imposición de la uniformidad de la prensa, agravado por la presencia de «veedores» en algunos de ellos, negándose por su conducto todo principio de libertad aplicado a la prensa. También habilitó la prohibición explícita e implícita de determinadas informaciones es una consecuencia natural aunque vergonzosa de la intervención de las empresas, el dirigente radical Carlos Walter Perkins, colaborador civil de Lonardi declaró: «A todos los que atacan una revolución que ha venido a restablecer la libertad de palabra, yo les cortaría la lengua»
Después de septiembre de 1955 se procede a la expulsión de los empleados identificados con el peronismo. La Asociación Bancaria fue intervenida y puesta bajo la dirección de César González. Fue una de las tantas intervenciones de facto realizadas por los comandos antiperonistas munidos de armas largas. El asalto tuvo lugar el 4 de octubre. Empleados de distintas extracciones organizaron una asamblea de 1957 a la que asistieron más de mil personas. Visto el poder de la convocatoria decidieron tomar la sede de la Asociación Bancaria, expulsar a la intervención y designar una Mesa Coordinadora. La dictadura militar había decretado un aumento salarial para los bancarios, pero el proceso inflacionario de una tasa anual superior al 25% fue erosionando la capacidad de compra.
En tanto el peronismo intentó maniobrar aprovechando las diferencias entre ambas corrientes militares, para obtener ventajas y ganar tiempo para reorganizarse alrededor del movimiento sindical. Por esa razón ese momento fue conocido como la entente cordiale.
El 5 de octubre de 1955 la conducción de la Confederación General del Trabajo (CGT) renunció asumiendo la dirección provisoria Andrés Framini y Luis Natalini de Luz y Fuerza.
La CGT aumentó su presión sobre el gobierno para que se abstuviera de intervenir en la situación interna de los sindicatos, buscando imponer direcciones no peronistas y antiperonistas. El 26 de octubre, en una reunión con el Ministro de Trabajo Luis Cerruti Costa, La CGT le exigió dejar de apoyar a los grupos opositores, bajo amenaza de declarar una huelga general. Cerruti Costa entonces rechaza la exigencia sindical y, dos días después establece nuevas reglas para la "normalización sindical" que, en los hechos, dejaban sin efecto el acta firmada con la CGT. Las nuevas reglas establecían la caducidad de los mandatos de los dirigentes de la CGT y los sindicatos, y el llamado a elecciones controladas por las Fuerzas Armadas. Ante ello los sectores liberales del régimen militar se movieron para obtener mayor poder.
Al día siguiente de asumir la dirección de la CGT, Framini y Natalini firmaron un pacto formal con el ministro Cerruti Costa, por el cual el gobierno reconocía a las autoridades de la CGT, Ya bajo el Gobierno de Aramburu se pasó al más crudo revanchismo, con despidos en masa, intervención en las organizaciones sindicales y caída en el salario real de los trabajadores. Esta actitud hizo que los trabajadores identificaran peronismo y derechos sociales, en mayor medida aún que durante el Gobierno de Perón, y convirtieran el regreso del peronismo —o del propio Perón— como objetivos deseables.
La dictadura de Aramburu secuestró también e hizo desaparecer el cadáver de Eva Perón, luego de profanarlo y someterlo a violencias que expresaban un odio profundo. El peronismo en la clandestinidad, encabezado sus mujeres, comenzaron a marchar a Plaza de Mayo para reclamar la devolución del cuerpo, con banderas que decían «¿Dónde está Evita?», que se convertiría en uno de los principales reclamos de la Resistencia. Por su parte, la CGT aceptó la eliminación del preámbulo del estatuto donde se adoptaba la doctrina peronista y la eliminación del 17 de octubre como feriado. Durante su gestión un los grupos de choque denominados Comandos Civiles habían ocupado por la fuerza una cantidad considerable de locales sindicales. Entre ellos se encontraban los locales de la Asociación Bancaria, la Federación Gráfica, La Confederación de Empleados de Comercio, la Fraternidad, el SUPE, la Unión Ferroviaria, entre otros, provistos con armas de la Marina.
A fines de septiembre se reabrió la Cárcel de Ushuaia de la Armada Argentina, que en 1947, durante el gobierno de Juan D. Perón, el penal fue clausurado por su entonces director Roberto Pettinato (padre) por razones humanitarias. Más de 2 mil dirigentes peronistas volvieron serían prisioneros políticos en el penal, entre ellos los sindicalistas Andrés Framini y José Espejo (titular de la CGT en la década peronista), además de Héctor J. Cámpora. El momento de mayor tensión entre el PC y
el gobierno dictatorial se produjo a comienzos de abril de 1957, con la
ilegalización del comunismo y una serie de razzias contra sus militantes que llevaron a la cárcel
a varios centenares de adherentes de izquierda de todo el país,
entre ellos, el poeta chileno Pablo Neruda, el músico Osvaldo
Pugliese y el escritor Leónidas Barletta. Estas
acciones, que se denominaron ‘Operación Cardenal’, miles de  de comunistas y camaradas 
fueron encerrados en el vapor París, varios kilómetros adentro del Río de la Plata, bajo la amenaza de la Marina coomandada por Isaac Rojas de hundir el buque. Algunas de las personalidades encerradas fueron los políticos Héctor P. Agosti, Rodolfo y Orestes Ghioldi, personalidades que habían participado y alentado en el derrocamiento del gobierno constitucional  de Juan Domingo Perón En abril de 1957, decenas de intelectuales, políticos, dirigentes sindicales y simples militantes del PC fueron arrestados en todo el país, acusados de participar en un complot para derrocar al régimen de Aramburu-Rojas. El plan anticomunista que el gobierno pretendió mostrar como un logro de su política interna a los ojos locales e internacionales -en especial Estados Unidos- se desvaneció en pocos días.
La operación se dio en el marco de un enfrentamiento dentro del gobierno militar entre sectores de la marina por un lado y el ejército y la fuerza aérea por otro; estas últimas mayoritarias dentro de las fuerzas armadas se oponían al régimen militar y en su mayoría no habían plegado al golpe de septiembre al que consideraban un levantamiento elitista de la armada Con el objetivo de obtener apoyo de Estados Unidos en caso de una rebelión del ejército contra el régimen dictatorial, se incorporó al país al FMI, se autorizó el uso de bases argentinas en la Antártida por parte del comando sur de EEUU y se lanzó una cacería de comunistas y socialistas en el marco de la Guerra Fría.Horas  después de una entrevista de Aramburu con el embajador estadounidense fueron clausurados locales del PCA y encarcelados numerosos dirigentes de ese partido, alojados en un barco convertido en prisión flotante.
Sobre esta etapa se producirá una persecución muy violenta a la clase trabajadora. Eso implica la intervención de todos los sindicatos, que lleva a que los sectores más antiperonistas y reaccionarios a través de lo que se llamaban los comandos civiles coparan a punta de pistola los sindicatos y trataran por todos los medios de poner gente adicta como interventores. Eso generará una gran resistencia que poco a poco se va conformando. El coronel Raimundez asumía como interventor administrativo de la CGT. Mientras tanto, diversos gremios serán asaltados y ocupados por el sindicalismo "libre", con el apoyo de los comandos civiles y fuerzas de la marina. A principios de octubre había comenzado sus funciones la Comisión Nacional de Investigaciones, destinada a esclarecer los supuestos delitos del régimen derrocado. Carente de facultades legítimas, ese organismo disponía allanamientos de domicilios y arrestos.
Es saqueada la Escuela de Enfermeras 7 de mayo perteneciente a la Fundación Eva Perón, que entre 1947 y 1955 formó a 858 enfermeras y 430 especialistas. Las enfermeras fueron perseguidas con saña y crueldad. Allanaron sus casas, quemaron sus uniformes, destruyeron sus libros y apuntes. Se destruyeron los legajos de los hospitales con las historias clínicas de los pacientes. A los enfermos mentales los sacaron a empujones de los hospitales, los arrastraron hasta una ruta y los fusilaron. Por lo demás, todo lo que tuviera que ver con la Fundación fue destruido. De los hospitales, los vándalos de los Comandos Civiles robaron lo que pudieron y lo que no, lo rompieron: vajillas, nebulizadores, aparatos de presión, entre otros objetos.
Una abogada antiperonista fue nombrada interventora del Hogar Escuela de San Juan. Decidió convertirlo en una agencia de empleo. Así las niñas internas debían trabajar como mucamas en las casas de sus amigas. Las asistentes sociales protestaron y desde el patio las niñas gritaron,”¡Queremos que vuelva Perón!” (Clarín, 7 de agosto de 2006, “Hogar Escuela de San Juan”).
En 1947, bajo la presidencia de Juan Domingo Perón se ordenó la construcción del complejo turístico en Chapadmalal, consistente en un conjunto de edificios y pabellones los cuales fueron pensados para albergar niños, en especial hijos de obreros. Las obras se dieron en el marco del Primer Plan Quinquenal peronista. La Fundación Eva Perón se encargó de llevar contingentes de niños hasta cuatro mil por cada dos semanas. El uso del complejo turístico por parte de obreros fue mermando con el avenimiento de la Revolución Libertadora. En lo que respecta al turismo, el cambio devino en un giro en la forma de concebirlo y estructurarlo. Así, con el derrocamiento del peronismo, el turismo social fue desplazado. Se observa la omisión por parte de la dictadura militar a las políticas públicas sobre turismo social llevada a cabo por el peronismo. Los trabajadores en su condición de “pobres” dejarían de contar con este beneficio que le había dado el gobierno peronista y las vacaciones pasarían a ser vistas como un privilegio y no como un derecho garantizado. Se intervinieron todos los complejos hoteleros, siendo privatizados mediante decreto y vendidos en algunos casos a una décima parte de su valor a empresarios cercanos a Lonardi, entre ellos a su cuñado Villada Achával. El gobierno dictatorial trata de endilgarle todo tipo de crímenes a Perón, e incluso trucaron fotos donde se lo veía a Perón siendo violado por un campeón de boxeo, el negro Archie Moore. La llamada Revolución Libertadora tejió una "leyenda negra" para desacreditar al peronismo. Simultáneamente, la Secretaría de Difusión de la Presidencia convocaba al periodismo a presenciar la proyección de una película, en la que el exvicepresidente Alberto Tessaire denostaba a Perón y efectuaba diversas revelaciones sobre la intimidad de su gobierno, que fue presentada como una confesión "espontánea"; confesión que sería forzada, según el historiador Fabián Bosoer, ya que horas antes la familia de Tessaire fue secuestrada por un comando militar perteneciente a la Marina. Este cortometraje se exhibió en las salas cinematográficas previo a las proyecciones de las películas. No obstante, su confesión no le alcanzó para salir indemne ya que la Marina lo mantuvo detenido en la isla Martín García desde ese momento hasta 1958.
Se le atribuyó la tenencia de "un número de automóviles que varía curiosamente: primero siete, luego diecisiete y más tarde veintisiete". En esta época, apareció una serie de obras sobre Evita, que en términos generales, repetían los chismes, cuentos y versiones que corrían en los salones y camarillas opositoras contra el peronismo. No había en ellas la mínima tentativa de cuestionar los rumores o las anécdotas que reproducían y ninguna era el producto de una investigación medianamente rigurosa desde el punto de vista histórico. Surge de inmediato su propósito panfletario, ya desde el título. Tanto las obras publicadas hasta 1955 como las que aparecieron a partir de esa fecha son ensayos imbuidos de espíritu revanchista que tienen un propósito común: atacar todo cuanto el peronismo representó para así poder destruirlo. Así mismo, se utilizan fondos públicos para producir películas para desacreditar al peronismo.
El ministerio del Interior reparte los medios de comunicación y a cada sector ideológico le asigna un órgano de información. Lo mismo sucede con las radios; varias emisoras van a manos de la Marina o a sectores vinculados a ella. Los vencedores tienen así el control total de la prensa.Su puesto en la Revolución Libertadora se debió a su oposición al peronismo desde empresas que integraba. Durante su gestión dispuso que fueran intervenidos los más importantes periódicos para reorientar su mensaje, colocando en ellos personas favorables al régimen de Aramburu. Carlos Alberto Erro fue el interventor de ALEA y ATLAS y se asignó a José Barreiro, director de El Mundo; Ricardo Mosquera, director de Democracia; Walter Costanza, director de La Época; Ernesto Sabato, director de Mundo Argentino; Vicente Barbieri, director del Hogar y de Crítica. El 13 de junio de 1957 apareció muerto en su estudio de la calle San Martín 536, el doctor Marcos Satanowsky. El crimen estaba vinculado con la tenencia de las acciones del diario La Razón, intervenido por Aramburu. Peralta Ramos había recibido presiones y extorsiones para que entregara el diario al gobierno de Aramburu. Se dictaron desde un primer momento una serie de disposiciones tendientes a eliminar todas aquellas referencias que de forma gráfica, escrita u oral hicieran mención al gobierno peronista. Como parte de la campaña de "desperonización de la sociedad" se encargo de aplicar el decreto 4161 que prohibía los nombres de Juan Domingo Perón y Eva Duarte de Perón, así como cualquier mención referida a la ideología peronista. Se establecía una pena de prisión de treinta días a seis años para los infractores. Adicionalmente las personas culpables debían pagar una multa y quedaban inhabilitadas para desempeñar cargos públicos, sindicales o en partidos políticos. Si se trataba de una empresa comercial, en la primera ocasión era clausurada quince días y si infringía el decreto por segunda vez era clausurada permanentemente.
Los medios de comunicación fueron controlados y se prohibió cualquier tipo de propaganda favorable a Perón o del Peronismo. Bajo penas de clausura del medio se obligó a llamar a Juan Domingo como "tirano prófugo" o "dictador depuesto". Gracias a los cambios ministeriales dispuestos por el dictador Aramburu, el Ministerio de Comunicaciones pasó a intervenir y ocupar un lugar central en la política educativa primaria haciendo foco en las tareas de desperonización, llegando a disponer desde los cambios y censuras de textos en las currículas escolares, hasta la organización y el control de los aparatos del gobierno educativo encargados de aplicar la legislación. Todo con el fin de borrar las ideas peronistas y a desacreditar la figura de Perón y de diversos funcionarios pertenecientes a todos los niveles estatales.
Fueron reformados los planes de estudio y se eliminó la materia Educación Cívica. Se combinó un gran despliegue de su aparato de propaganda: la autodenominada Marcha de La Libertad, marcha militar símbolo del golpe de Estado de 1955, fue impuesta obligatoriamente dentro de las escuelas y al inicio de los informativos en todo el territorio nacional.
Durante su gestión cedió la LU2 Radio Bahía Blanca y la licencia del Telenueva Canal 9 al periódico La Nueva Provincia que, manteniendo una línea fuertemente oficialista para con la dictadura Aramburu, le valdría grandes beneficios económicos por parte del gobierno de facto. A partir de 1955, con la instauración de la dictadura, la mayor parte de las radios fueron intervenidas por el Estado. A partir de 1957, con la nueva reglamentación de la radiodifusión, el medio entró en un terreno complejo. La censura y el cuidado de los contenidos en los programas se convirtieron en una práctica frecuente. Durante la misma dictadura, figuras identificadas con el depuesto gobierno constitucional fueron prohibidas. Entre ellas: Hugo del Carril, Alberto Castillo, Tita Merello, Nelly Omar, Luis Elías Sojit, Américo Barrios, y Antonio Tormo.

### Golpe palaciego

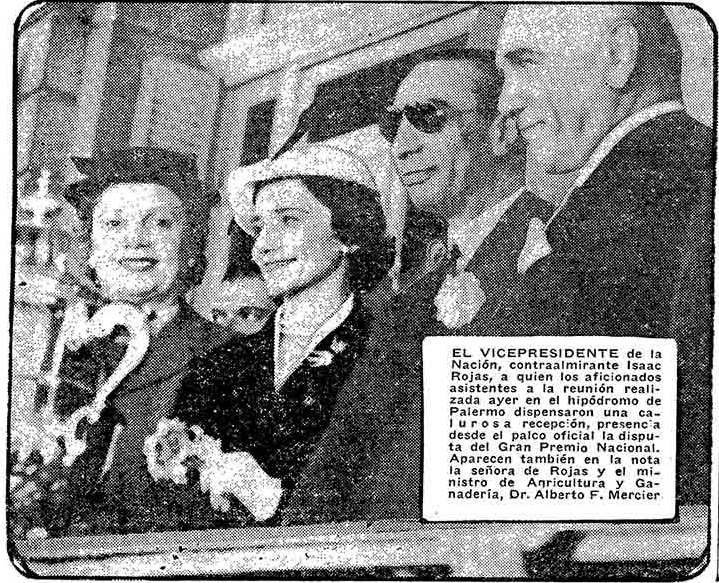
Isaac Rojas, vicepresidente de facto, con el ministro de agricultura y ganadería, Alfredo Mercier, desde el palco observando la disputa por el Gran Premio Nacional en el hipódromo de Palermo. 9 de octubre de 1955.

La dictadura  de Lonardi duraría solo 51 días tras la cual sería depuesto mediante un golpe palaciego perpetrado por Isaac Rojas y Aramburu.
A pocos días de asumir Clemente Villada Achával su cuñado, ganaba terreno en el gobierno. Su designación como “secretario de asesoramiento” de la Presidencia -con rango de ministro- había indignado a varios jerarcas de la cúpula militar. En medio de enormes presiones internas y divisiones al interior de la cúpula que había tomado el poder, Lonardi el día 10 de noviembre se vio obligado despedir al secretario de Prensa y Propaganda. Juan Carlos Goyenenche, su más cercano colaborador, quien arrastraba desconfianza por su colaboración con los regímenes fascistas y sus simpatías y vínculos con el nazismo.
Desde el golpe de septiembre manifestaron las profundas diferencias entre las dos alas del régimen militar:
- El ala nacionalista católica, representada por Lonardi.[127]

- El ala liberal, liderada por el vicepresidente Isaac Rojas, sostenía un antiperonismo radical, pretendía erradicar totalmente al peronismo de la vida política y sindical argentina, derogar las medidas sociales y laborales establecidas durante el gobierno peronista y establecer una política económica dirigida por los economistas más conservadores.

En el Ministerio del Interior fue designado, Sebastián Soler, cómo procurador general de la Nación. En el Ministerio de Marina estuvo Américo Ghioldi. En su gabinete sumó además sectores nacionalcatolicos, junto a un nazi declarado y confeso como Goyeneche, quien fue un colaborador cercano del Ausland-Sicherheitsdienst, el servicio de inteligencia de ultramar de la Alemania nazi, y simpatizantes fascistas como Bengoa, Uranga y Villada Achával.
Lonardi integró su gobierno con los siguientes ministros:
- Ministro de Aeronáutica: Comodoro Julio César Krause.
- Ministro de Agricultura y Ganadería: Alberto Mercier.
- Ministro de Asistencia Social: Ernesto Rottger.
- Ministro de Comercio: César Augusto Bunge.
- Ministro de Comunicaciones: Luis María Ygartúa.
- Ministro de Educación: Atilio Dell'Oro Maini.
- Ministro de Ejército: Justo León Bengoa (reemplazado por Arturo Osorio Arana).
- Ministro de Finanzas: Julio Alizón García
- Ministro de Hacienda: Eugenio Folcini
- Ministro de Industria: Horacio Morixe
- Ministro del Interior y Justicia: Eduardo Busso
- Ministro de Marina: Contraalmirante Teodoro Hartung
- Ministro de Obras Públicas: José Blas Paladino
- Ministro de Relaciones Exteriores y Culto: Mario Amadeo
- Ministro de Trabajo: Luis B. Cerruti Costa
- Ministro de Transporte: Juan José Uranga

Pocas semanas después de haber derrocado al gobierno constitucional de Juan Domingo Perón, el régimen  militar surgido del pronunciamiento enfrentaba una severa crisis. Desde la toma del poder en septiembre, Lonardi era hostigado por los sectores más duros y radicalizados del régimen. De inmediato se perfilaron dos corrientes en el seno de la dictadura militar.
Al día siguiente del desplazamiento de Lonardi, Aramburu hizo públicos, a través de tres comunicados, sus motivos. El primero se limitó a informar del cese de Lonardi; el segundo sostiene que Lonardi había sido depuesto debido a la “presencia de grupos que orientaron su política hacia un extremismo totalitario.
En noviembre, Eduardo Lonardi dividió el Ministerio del Interior y Justicia, renunciando entonces Busso; el 12 de noviembre asumió de facto Luis María de Pablo Pardo como Ministro del Interior y Julio Velar de Irigoyen como Ministro de Justicia. El cambio de gabinete provocó la disconformidad del sector más antiperonista. La posibilidad de un golpe de palacio contra Lonardi fue cada vez presente, cuando las Fuerzas Armadas decidieron destituir a Lonardi
Para fines del mes de octubre, las tensiones al interior de la cúpula militar se acentuaron. El peronismo comenzó a reorganizarse y a recuperar su capacidad de acción, y llegó a realizar una silbatina al "vicepresidente" de facto, Almirante Isaac Rojas, en ocasión de una visita de este al Hipódromo de San Isidro, que se frustró a los pocos minutos cuando aviones de la Marina de Guerra comenzaron a realizar vuelos rasantes sobre las tribunas.
A las 2.35 de la madrugada del 12 de noviembre, la casi totalidad de los miembros de la Junta Consultiva presentó su renuncia ante Rojas. Permanecieron en sus puestos los «lonardistas» Ariotti y Storni. El hijo de Lonardi, Luis Eduardo, en su libro "Dios es justo", detalló las últimas horas de su padre en el poder: "Ossorio Arana se adelantó y […] le dijo: Señor general, debo manifestarle, en nombre de las Fuerzas Armadas, que ha perdido su confianza y exigen su renuncia. Otorgan solo cinco minutos para presentarla. Vencido este plazo se adoptarán medidas de fuerza y habrá derramamiento de sangre. Alguien confirmó: "Cuando salí ya estaban calentando los motores los Glosters". Entre otras amenazas estaba bombardear la Quinta de Olivos, y amenazaron con repetir en pequeña escala los bombardeos del 16 de junio. Entre ellos estuvieron Ossorio Arana, el almirante Hartung, los generales D’Andrea, Huergo, Videla Balaguer y Dalton, los contraalmirantes Toranzo Calderón y Rial, y el secretario general de la Presidencia coronel Boncarrere. Los dos miembros de la Junta Consultiva que no habían renunciado la noche anterior fueron muy pronto separados de la misma. En medio de fuertes presiones cívico-militares debió huir acompañado por su mujer, Mercedes Villada Achával, a Nueva York. A las 17.45 del 29 de noviembre de 1955, partieron a bordo del Río Tunuyán, un moderno vapor de pasaje y carga hecho construir por el gobierno peronista en Italia. En la escala de Caracas, Lonardi se enteró de que su casa había sido allanada.
Un foco sedicioso para el derrocamiento de Lonardi estuvo ubicado en la Casa Militar, organismo que debía ocuparse de la seguridad de casa rosasa, las audiencias y el protocolo, cuyo jefe era el coronel Bernardo Labayrú. El jefe del despacho de la Casa de Gobierno era el coronel Emilio Bonnecarrere y el jefe del regimiento de granaderos a Caballo era Alejandro Lanusse,  sin embargo fueron miembros activos y determinantes de la conspiración.
Poniendo en evidencia el desplazamiento inminente del sector nacionalista católico, Luis Pandra escribió en el diario La Época:

Vamos a hacer la Revolución Libertadora desde el gobierno, con el gobierno, sin el gobierno o contra el gobierno.
Luis Pandra, La Época, 11 de noviembre de 1955.

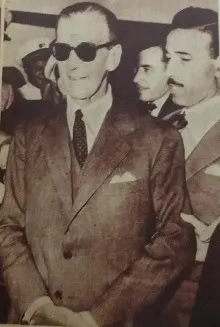
Eduardo Lonardi en los primeros días de marzo de 1956.

Los sectores más duros, encabezados por Aramburu y Rojas, acusaban al Lonardi de cierta complacencia para con el peronismo depuesto. Las presiones llegaron al límite y ante la negativa de Lonardi a renunciar, sus enemigos amenazaron con bombardear la residencia presidencial. En los últimos días de septiembre, fuerzas militares ocupaban las barriadas populares de Rosario y las localidades de Berisso, Ensenada y Avellaneda. Las manifestaciones opositoras al régimen eran violentamente reprimidas. Muchos empresarios comenzaban a despedir arbitrariamente a los delegados sindicales y a suprimir beneficios sociales establecidos legalmente, al punto de que el 27 de septiembre, el ministerio de Trabajo debió efectuar un llamado de atención a las patronales que producían esos hechos. En medio de enormes presiones, Lonardi había perdido a uno de sus más cercanos colaboradores el día 10 cuando se vio obligado a renunciar tras un escándalo el secretario de Prensa de la Presidencia, Juan Carlos Goyenenche del sector e “filonazi”
El 13 de noviembre un golpe palaciego desalojó del poder a Lonardi, instalando como nuevo presidente de facto a un liberal, el general Pedro Eugenio Aramburu. Al día siguiente el gobierno militar dio a conocer tres comunicados con la firma de Aramburu informando de los motivos del desplazamiento de Lonardi: el primero se limitó a informar del cese de Lonardi; el segundo sostiene que Lonardi había sido depuesto debido a la "presencia de grupos que orientaron su política hacia un extremismo totalitario incompatible con las convicciones democráticas de la Revolución Libertadora"; y el tercero amplía las razones acusando al grupo de Lonardi de "escudarse tras el estandarte de la religión católica".
La manera en que se produjeron los arrestos a oficiales de alto cargo al interior de las fuerzas fue considerada escandalosa. El general Uranga fue detenido en su domicilio, de manera violenta, mientras que J.Bengoa, junto con numerosos civiles y militares que habían detentado altos cargos durante el régimen de Lonardi, fueron arrestados inmediatamente de forma arbitraria y, como en el caso de tantos otros, sin seguir las vías procesales necesarias. De  inmediato Lonardi junto a su esposa huye del país hacia Uruguay El propio Arturo Frondizi sostuvo más tarde que cuando el general Aramburu irrumpió en la sede del gobierno, buena parte de la población se enteró de la noticia mientras asistía a los habituales espectáculos deportivos dominicales. Seguidamente se intervino la CGT, hasta entonces bajo la custodia de dos dirigentes de extracción peronista, como así la totalidad de los sindicatos; se inició una sañuda persecución contra el justicialismo, sus dirigentes e incluso sus militantes de base; se prohibió su actividad y sus símbolos; se encarceló indiscriminadamente a millares de personas; se decretó la interdicción de bienes y se confiscaron patrimonios personales.
Meses después, ya durante la dictadura de Aramburu, los personajes cercanos a la dictadura de Lonardi sufrieron el encarcelamiento y largos meses en prisión (alrededor de un año en la mayoría de los casos). De esta manera se explicitó una particularidad de la Revolución Libertadora: quienes habían participado en el golpe contra Perón el 16 de septiembre de 1955 estaban, tan solo un año más tarde, encarcelados por sus propios compañeros golpistas.
Para fines de 1955, tras el golpe palaciego las políticas del régimen militar se hacia cada vez más duras y radicalizadas. La utilización de secciones de la  policía y los comandos civiles como  fuerzas de choque paralela, las torturas, el encarcelamiento masivo de dirigentes peronistas, la clausura de diarios, la intervención de todas las universidades, el encarcelamiento de toda expresión disidente, la destrucción del gremialismo  y el despojo de los bienes a miembros de los partidos políticos sobre todo el Justicialista, su posterior prohibición.
La persecución no solo se limitaba a la tortura y encarcelamiento sino también al escarnio público, el exilio, la prohibición de empleo a quienes estaban afiliados al partido Justicialista, la expulsión de los docentes peronistas o considerados peronistas de las universidades y escuelas, la prohibición de actuar en el teatro a artistas y figuras teatrales cercanas al peronismo, la cancelación de obras, la anulación de contratos, la prohibición de aparecer en películas, la incautación de diarios, revistas, etc.

### Junta Consultiva Nacional
La Primera reunión de la Junta Consultiva Nacional,  se produce el 11 de noviembre de 1955,  constituida vía decreto la Junta Consultiva Nacional del gobierno militar (creada por decreto del 28 de octubre), de carácter meramente simbólico sin capacidad de legislar, elegidos y ratificados por el régimen militar. Se trataba de un organismo únicamente asesor, que trabajaba a partir de las sugerencias enviadas por el Ejecutivo de facto, sin elevar proyectos propios. Su accionar se puede seguir mediante de los diarios de sesiones, aunque varias reuniones no se reprodujeron por definirse como secretas. A través de la Junta se hizo evidente la cooperación con la dictadura por parte de algunos partidos políticos antiperonistas. La junta consultiva era presidida por rl Alte Isaac Rojas, vicepresidente de facto. Estaba integrada por políticos de partidos antiperonistas sin atender a representaciones mayoritarias o proporcionales, convocados por el gobierno militar: cuatro miembros de la Unión Cívica Radical (Oscar Alende, Juan Gauna, Oscar López Serrot y Miguel Ángel Zavala Ortiz),(Alicia Moreau de Justo, Américo Ghioldi, Ramón Muñiz y Nicolás Repeto), cuatro por el Partido Demócrata Nacional (José Aguirre Cámara, Rodolfo Coromina Segura, Adolfo Mugica y Reinaldo Pastor), cuatro por el Partido Demócrata Progresista (Juan José Díaz Arana, Julio Argentino Noble, Horacio Thedy y Luciano Molinas), dos por el Partido Demócrata Cristiano (Manuel Ordóñez y Rodolfo Martínez) y dos por la Unión Federal (Enrique Arrioti y Horacio Storni). La Junta Consultiva Nacional actuó durante el régimen militar con importantes proscripciones políticas (Reforma de 1957) y la convalidación de los fusilamientos de los militares y civiles que participaron en una sublevación contra la dictadura, realizada en 1956 y liderada por el general Juan José Valle. En 1956 se produjo la paralización de la junta, los representantes conservadores designados por el régimen dejaron de participar de la misma a fines de julio de 1956, aunque el Partido Demócrata nombró otros en 1957, designando a Julio Rodolfo César y Roberto Sahores.
La dictadura de Aramburu secuestró e hizo desaparecer el cadáver de Eva Perón, luego de profanarlo y someterlo a violencias que expresaban un odio profundo. El peronismo en la clandestinidad, encabezado sus mujeres, comenzaron a marchar a Plaza de Mayo para reclamar la devolución del cuerpo, con banderas que decían «¿Dónde está Evita?», que se convertiría en uno de los principales reclamos de la Resistencia.
Aramburu decreta en ejercicio del Poder Legislativo con fuerza de ley la prohibición de todo símbolo peronista, con prisión de treinta días a seis años y multa de m$n: 500 a m$n. 1.000.000; además, con inhabilitación absoluta por doble tiempo del de la condena para desempeñarse como funcionario público o dirigente político o gremial; con clausura por quince días, y en caso de reincidencia, clausura definitiva cuando se trate de empresas comerciales. Se impuso el decreto-ley 4.161 que prohibió el uso de los símbolos peronistas: desde cantar la marcha y utilizar su escudo hasta nombrar a Perón y Evita podía significar la cárcel.
(…) Se considerará especialmente violatoria de esta disposición la utilización de la fotografía, retrato o escultura de los funcionarios peronistas o sus parientes, el nombre propio del presidente depuesto, el de sus parientes, las expresiones “peronismo”, “peronista”, “justicialismo”, “justicialista”, “tercera posición”, la abreviatura “PP”, las fechas exaltadas por el régimen depuesto, las composiciones musicales o fragmentos de las mismas denominadas: “Marcha de los muchachos peronistas”, “Evita Capitana”.

## Dictadura de Pedro Eugenio Aramburu

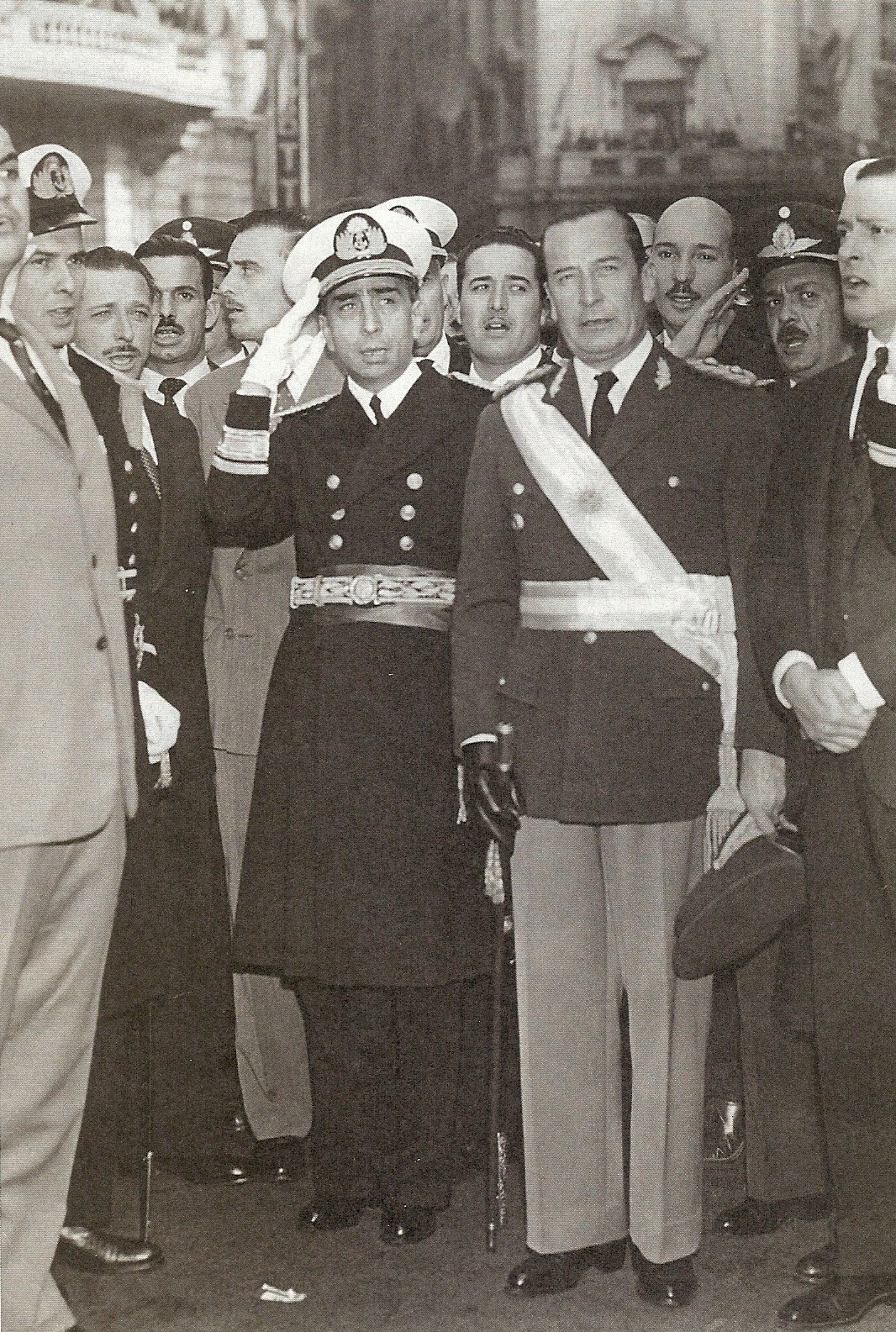
El vicepresidente almirante Isaac Rojas y el general Pedro Eugenio Aramburu, el 13 de noviembre de 1955.

Pedro Eugenio Aramburu asumió tras el golpe de palacio contra Leonardo, asumiendo de facto el día 13 de noviembre de 1955 e Isaac Rojas como "vicepresidente" a las 16.40 del domingo en vísperas de un paro decretado  general por la CGT que duraría hasta el 17. Pedro Eugenio Aramburu había tenido escasa relevancia en el golpe de Estado de septiembre, al haber sido impotente para sublevar las fuerzas militares de Curuzú Cuatiá. No tenía más apoyo que el de un reducido sector de oficiales que respondían al general Justo León Bengoa y el de un grupo de doctrinarios como Juan Carlos Goyeneche, Mario Amadeo, Clemente Villada Achával y de Pablo Pardo. Durante sus primeros meses  Aramburu ilegalizó partidos políticos y asociaciones profesionales de trabajadores y pasó a docenas de opositores por las armas.
Asumió mediante una violación a la Constitución Nacional que establece en su artículo 88: «En caso de enfermedad, ausencia de la Capital, muerte, renuncia o destitución del presidente, el Poder Ejecutivo será ejercido por el vicepresidente de la Nación».
Marcelo Sánchez Sorondo mantuvo una postura crítica respecto del gobierno a medida que la dictadura profundizaba su rechazo a Juan D. Perón, su autoritarismo y daba signos de pretender perpetuarse en el poder. Aramburu utilizó como argumento las "connotaciones providenciales" que él poseía para justificar el usurpamiento del poder a través de un golpe de Estado.
Se inició así una segunda etapa de la dictadura militar, caracterizada esencialmente por adoptar una línea más dura aun frente al Partido Justicialista. El nuevo régimen encaró una purga en las Fuerzas Armadas y en la Marina y fueron forzosamente pasados a retiro 114 oficiales, entre los que figuraban todos los almirantes con la excepción de Isaac Rojas y 45 capitanes de navío. En el Ejército, fueron pasados a retiro 63 de los 86 generales en actividad y unos mil oficiales fueron obligados a pasar a retiro.
La dictadura de Aramburu propició una legislación de persecución y prevención del comunismo, así como dio un rango estratégico al espionaje ideológico. El resultado fue la militarización de las agencias de seguridad e inteligencia, que tomaron como tarea monitorear la conflictividad interna y hacer espionaje sobre el comunismo de izquierda y las acciones de la resistencia de los simpatizantes de Perón. En 1956 fue creada la Secretaría de Informaciones del Estado (SIDE). Tenía potestad para realizar operaciones encubiertas y manejarse a discreción con fondos reservados. El mismo año se “refundó” la Dirección de Inteligencia de la Policía de Buenos Aires (DIPBA); una agencia dedicada a la vigilancia ideológica que reunió una voluminosa base informativa, organizada con criterios macartistas.El Dipba junto con secciones especiales de la policía ejerció una represión brutal contra quienes eran considerados oponentes al régimen. Paralelamente conformó una red de informantes y espionaje en la población, basados en militantes del Partido Demócrata Cristiano y de la UCR. El desarrollo de un masivo mecanismo espionaje fue desplegado sobre todo para abarcar las universidades nacionales, clubes de barrio, fábricas y centros barriales dónde el peronismo depuesto tenía sus bases de apoyo ciudadano. Rápidamente la Dirección de Inteligencia de la Policía de Buenos Aires se convirtió en una agencia de vigilancia actuando a nivel nacional cuyo objetivo de exterminio de toda disidencia, la desperonización social, la censura, y contribuir a la autodisciplina de la población. La dirección actuó al interior del aparato represivo del Estado, dependiendo del Poder Ejecutivo, adquiriendo cada vez más poder e influencia. El 15 de noviembre declaró el estado de sitio permanente en todo el país junto con un "estado de guerra" interna contra "el peronismo y el avance del marxismo" que en varias ocasiones se relacionó con la acción de terrorismo estatal a través de comandos formado por civiles y marinos.
Se dictaron decenas de edictos contravencionales que criminalizaban la homosexualidad el travestismo y otras conductas consideradas "vicios depravados e inmorales" se habilitaba detención por homosexualidad, por vestirse con ropas del sexo opuesto, por posesión de pornografía. Las policías provinciales desarrollaron Brigadas de Investigaciones responsables de perseguir las conductas sociales consideradas perniciosas.
También se establecieron contactos con Francia para iniciar cursos de guerra contrarrevolucionaria, una especialidad creada a partir de la experiencia colonialista en el sudeste asiático y en Argelia y que formarían los "escuadrones de la muerte" en Argentina. Las crecientes denuncias sobre torturas a opositores en diversas instituciones penitenciarias durante 1956, así como la fuga de importantes dirigentes peronistas presos políticos en marzo de 1957 de la cárcel de Río Gallegos, promovió acaloradas discusiones sobre la prisión política, generó controversias públicas sobre la situación de los establecimientos de castigo con fines políticos. El servicio penitenciario fue puesto al servicio del régimen dictatorial para la prisión a opositores y militantes, las estrategias de represión gubernamental y la subordinación de la gestión penitenciaria a imperativos de la represión política se extendió a cada provincia. El uso de la tortura sistemática y la picana eléctrica fue acompañado se otros sistemas como privación sensorial y aislamiento durante meses.
Inmediatamente la CGT declaró una huelga general para los días 15, 16 y 17 de noviembre. Ese mismo día el régimen militar encarceló a más de 9 mil dirigentes sindicales, incluidos Framini y Natalini. El paro tuvo adhesión en poblaciones mayoritariamente obreras, como Avellaneda, Berisso y Rosario, y debió ser levantado al día siguiente de iniciarse. La CGT y la mayor parte de los sindicatos fueron intervenidos por los militares. La dictadura tenía dificultades para nombrar en su gabinete a hombres que no pertenecieran a asesores de grandes grupos financieros o corporaciones, como por ejemplo Ygartúa, Morixe, Laurencena, Cueto Rúa y Krieguer Vasena, para poder asociarlos a los grandes grupos y corporaciones foráneas. En ese entonces el Gabinete estaba integrado por agentes del Grupo Bunge y Born, Bemberg, Chade, Bovril, Texas Oil, Standar Oil, etcétera. Estos administradores del gobierno defendían los intereses de las empresas por encima de los estatales. El objetivo prioritario del régimen y las patronales fue su desarticulación y la de los cuerpos de delegados. Mediante un decreto de febrero de 1956 se autorizaba a la patronal a eliminar lo que definía como “obstáculos a la productividad”: autorizaba la movilidad laboral dentro de una fábrica y permitía a los empleadores a concluir acuerdos especiales con sus trabajadores en lo relativo a nuevos sistemas de producción, al margen de las condiciones estipuladas en los contratos existentes, dejando en claro que los futuros acuerdos sobre salarios quedarían sujetos a la productividad.

### Política interna
En el nuevo gabinete de facto se produjeron cambios sustanciales respecto al anterior. En el Ministerio del Interior, asumieron dos radicales: Laureano Landaburu y Carlos Alconada Aramburú. También eran radicales el Ministro de Educación (Acdel Salas) y el Ministro de Trabajo (Horacio Aguirre Legarreta, frondizista). Se reorganizó la Junta Consultiva Nacional, de la que se habían visto excluidos los sectores 'nacionalistas' luego del golpe palaciego. Se firma el decreto-ley 5315/56 de Pedro Eugenio Aramburu y ampliado a través de la ley 18.302 por la dictadura de Juan Carlos Onganía, que permitieron el “uso irrestricto de fondos reservados”. También otorgó un indulto al mayor Guillermo Mac Hannaford, quien había sido condenado y degradado en 1936 por una corte militar por espionaje contra Argentina a favor de Paraguay. Aramburu amplió la competencia de la justicia militar en asuntos civiles.
Se intervinieron todos los sindicatos y la Confederación General del Trabajo (CGT), y se dispuso el encarcelamiento de más de 9000 dirigentes sindicales, luego de la huelga general declarada el 14 de noviembre de 1955.
En 1957, con el fin de controlar a los sindicatos la dictadura de Aramburu convocó un Congreso Extraordinario de delegados sindicales. El gobierno militar hacía dos años que tenía intervenidos los sindicatos, mientras perseguía a los peronistas y manipulaba las elecciones, de tal modo que confiaba controlar el Congreso y forzar la elección de una conducción adicta. Los peronistas y sus aliados sorprendieron a la dictadura y en la reunión del 3 de septiembre obtuvieron la mayoría en la votación sobre poderes, rechazando los "padrones inflados" de las "sindicatos autodenominados democráticos" apoyados por los militares. En dichas elecciones sindicales el no peronismo logró ganar 85 de los 87 sindicatos, tres días después las elecciones fueron anuladas por el régimen.
El gobierno militar dictó el Decreto 3855/55 disolviendo el Partido Peronista y luego el 5 de marzo de 1956 el Decreto 4161, de "prohibición de elementos de afirmación ideológica o de propaganda peronista", por el que incluso se prohibía mencionar el nombre de Juan D. Perón, castigando a los infractores con penas de hasta seis años de prisión. De este modo se inició un largo período de proscripción del peronismo de la vida militar, pública y docente que se extendería hasta el año 1973, y que dio lugar a un movimiento opositor, muchas veces clandestino, conocido como la Resistencia peronista. Se intervino la CGT y todos los sindicatos de base, se inhabilitaron más de 150 mil delegados de fábricas y se encarcelaron cientos de dirigentes justicialistas. A mediados de octubre de 1956 Comandos Civiles atacaron los locales sindicales y los tomaron a punta de pistola. Los gremios llamaron a la primera huelga para el 2 de noviembre y el gobierno detuvo a sus dirigentes. El gobierno de Aramburu encarceló a millares de trabajadores, reprimió cada huelga, arrasó la organización sindical. La tortura se masificó y extendió a todo el país en una implacable persecución de clase. El resultado fue un aumentó de la conflictividad social y gremial; según las estadísticas del Ministerio de Trabajo los jornales perdidos por huelgas pasaron de 144.120 en 1955 a 5.167.294 en 1956. Uno de los conflictos más importantes del período fue el de los metalúrgicos, entre los meses de noviembre y diciembre de 1956, con una huelga que se extendió por cincuenta días a pesar de haber sido declarada ilegal por el interventor de la CGT, quien ordenó el allanamiento de la sede de la UOM y el ataque contra los delegados de fábricas.
En el plano educativo fue nombrado ministro Atilio Dell'Oro Maini representante del sector ultra católico del régimen, famoso por su ayuda durante el bombardeo de Plaza de Mayo de 1955, Dell Oro declaró tenía como objetivo central explícito "terminar con el peronismo, el caos la "infiltración marxista" en el sistema educativo.
Desde el golpe de septiembre el movimiento estudiantil de base, con oposición de la FUa mantenía ocupadas las universidades para resistir el golpe y las intervenciones decretada por Lonardi, ante ellos Aramburu ordenó la intervención de las Fuerzas Armadas en las universidades decretando su cierre por dos semanas, llevando adelante una purga de profesores, reprimiendo a los estudiantes, llegando a simular fusilamientos en los patios de las mismas. Cientos de profesores fueron cesanteados y miles de estudiantes expulsados de las universidades.

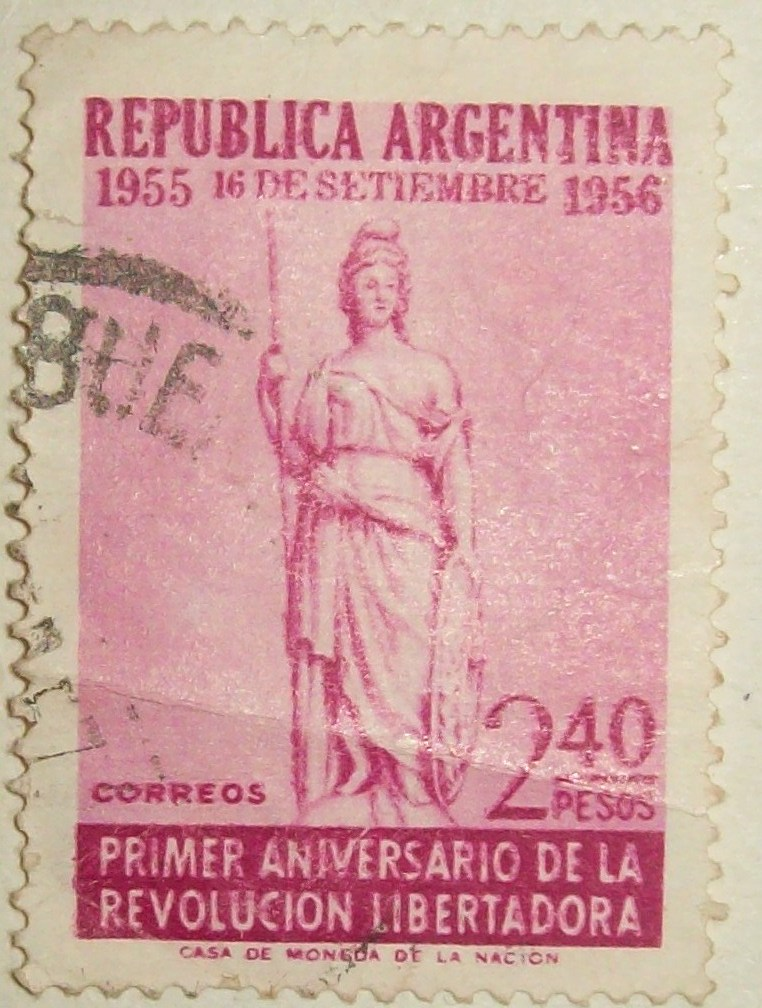
Estampilla de la Revolución Libertadora.

## Política exterior
El 25 de mayo de 1957 agentes de la dictadura de Aramburu, instalados en la embajada argentina en Venezuela, intentaron asesinar al Presidente Juan Domingo Perón haciendo estallar su automóvil en Caracas. El atentado fracasó. En respuesta, el presidente venezolano Marcos Pérez Jiménez, que había dado asilo al derrocado Perón, ordenó la expulsión del embajador argentino en ese país, general de brigada Carlos Severo Toranzo Montero, hecho que llevó a la ruptura de relaciones diplomáticas entre ambos países.
Las relaciones se verían interrumpidas tras el golpe de Estado de 1955 en Argentina que llevó a la instalación de una dictadura militar en el poder y el exilio del Presidente constitucional Juan Domingo Perón, quien sería recibido como exiliado en Nicaragua donde decidiría unos meses. Las relaciones llegaron a un punto de conflicto durante el régimen totalitario de Pedro Eugenio Aramburu cuando ordenó el asalto a la embajada nicaragüense en Buenos Aires a fines de noviembre de 1955 debido al apoyo diplomático de Nicaragua al gobierno constitucional derrocado. En el asalto fue herido un hijo del embajador nicaragüense, mientras que la esposa del diplomático María Rosa Ortiz sufriría abuso sexual por parte del grupo de asalto. La familia del diplomático 
pudo llegar hasta la embajada de Brasil ubicada a 70 metros de la misma dónde su familia encontró refugio. Una semana después, el primero de diciembre Nicaragua rompió relaciones con Argentina y logró la liberación de su diplomático.
En 1956 fue designado como el jefe de la Policía de la Provincia de Buenos Aires Desiderio Fernández Suárez, sindicado por la muerte de cinco personas, a las que fuerzas policiales dispararon por la espalda en un descampado de José León Suárez en la madrugada del 10 de junio de 1956. Estando al frente de la policía hubo fusilamientos y torturas, siendo un caso especial es el de Livraga, quien recibió el tiro de gracia que le destrozó la cara pero no lo mató, luego fue llevado a la comisaría de Moreno, arrojándolo desnudo y sin atención médica, y luego lo trasladaron a Olmos. El periodista y escritor Rodolfo Walsh investigó y escribió una serie de artículos que tuvieron como protagonistas a efectivos de la policía de la provincia de Buenos Aires, a la que denomina ‘la secta del gatillo alegre’, que describía el accionar de las fuerzas públicas de seguridad, las torturas, los fusilamientos encubiertos, los falsos enfrentamientos y los allanamientos ilegales durante la época. La dictadura perseguiría al coronel Hernán Pujato, quien había realizado las expediciones al sur durante el gobierno de Perón y lo obligaría a renunciar a la dirección del Instituto Antártico, que él mismo había creado y a ser condenado a un olvido de por vida. Gran parte de las políticas antárticas del gobierno anterior fueron desmanteladas, incluidas varias bases antárticas. En 1957, Aramburu firmó con la British Antartic Survey un memorándum renunciando a los reclamos soberanistas sobre el continente blanco. Algunos historiadores especializados en la cuestión antártica, como Susana Rigoz, interpretarían esta renuncia a la soberanía antártica como una devolución de favores por el apoyo de Gran Bretaña al golpe de 1955. El memorando sería derogado a fines de 1959 tras la asunción de Frondizi.
Aramburu hizo circular información falsa para desprestigiar al presidente constitucional depuesto, como que tenía un harén de jóvenes militantes de la UES o que científicos alemanes le habían fabricado unas lentes para poder ver desnuda a la actriz Gina Lollobrigida. Además de las fotos de la actriz italiana, lanzaron comentarios infamantes atribuyendo al general una relación homosexual con el boxeador negro Archie Moore, a quien había recibido antes del golpe cuando la estrella deportiva visitara la Argentina.
Con el golpe contra Perón, se produjo la intervención de todas las agencias estatales, incluyendo la policía bonaerense. Las autoridades dictatoriales llevaron a cabo una purga del personal, procurando la llamada 'desperonización' de la fuerza. Así, la cantidad de policías se redujo a 17.405 (frente a la de 19.092 de 1952), lo que representó un descenso de casi el 10%. Se disolvió la Dirección de Orden Público, que estaba sometida al Congreso, y se la reemplazó por un nuevo Servicio de Informaciones de la policía, que se nutrió de los legajos informativos sobre actividades políticas y sociales. También se incrementó el dictado de Edictos Policiales en materia de orden público y restricciones a la libertad de movimiento y de expresión de las personas.
Mediante un Decreto de Intervención Militar a la Provincia de Buenos Aires número 9329 del 13 de junio de 1956, publicado en la Orden del Día Número 19402 del 19 de junio de 1956, se decretaron ascensos extraordinarios de los policías participantes en la represión y fusilamiento del General Valle, que fueron publicados en la Orden del Día Número 19414 del 6 de julio de 1956.
Emilio Llambrias, de 19 años, fue llevado con los ojos vendados al Destacamento San Martín, otra jurisdicción policial del mismo partido. Acusado de distribuir panfletos "justicialistas", fue torturado y golpeado a puntapiés por todo el cuerpo. Diego Soler, dirigente estudiantil, fue interceptado en junio de 1956 por un grupo de policías de civil al mando del comisario Polo de Dock Sud, y conducido con venda en sus ojos a un sitio donde se lo torturó con picana eléctrica, golpes y se le introdujeron elementos cortantes en el recto, produciéndole hemorragias internas por las que fallecería tres días después abandonado en un descampado.
Aramburu se enfrentó con su "vicepresidente" Isaac Rojas por una medida propuesta por el presidente y el Ministro del Interior, el balbinista Carlos Alconada Aramburú. Aramburu evaluó continuar sin el apoyo de la Marina, aunque resultó imposible en la práctica, pues la Marina era el grupo más homogéneo y aguerrido de los que habían participado en el golpe. También se desplegó un intenso aparato de propaganda produciendo cortometrajes como Unidos por la libertad, que muestra el encuentro entre Aramburu y el presidente uruguayo Arturo Lezama, quienes participaron de los festejos del 9 de julio en Buenos Aires, glorificando el golpe de 1955 y a sus partícipes.
El miércoles 16 de noviembre decretó la intervención de la CGT y de todas las organizaciones afiliadas, siendo declarado interventor el capitán de navío Alberto Patrón Laplacette, quien dio rienda suelta a los Comandos Civiles para ocupar todas las sedes gremiales que pudieran. El historiador argentino Felipe Pigna describió al respecto: "Las corruptas intervenciones militares a los gremios fue para desfinanciar a las organizaciones sindicales. Llegaron al extremo insólito de convertirlas en prestamistas a costo cero de las empresas del ramo". Para debilitar al movimiento obrero, resulta óptimo privarlo de fondos. En la Unión Obrera Metalúrgica se registra por primera vez el caso de un sindicato prestando dinero a la patronal. Dispuso la extraordinaria medida el ex interventor, general Gallo. Su sucesor, el señor Barlova, estimó que por vía de tan extraño empréstito habían salido de la entidad 1.800.000 pesos. Prometió ofrecer datos más concretos pero fue relevado de su cargo antes de hacerlo. La intervención de la Unión Obrera de la Construcción recibió el sindicato con tres millones de pesos en caja, dejando dos millones de déficit.
Meses después sobrevino una catarata de decretos contra la organización sindical; entre otros, el 9270 del 23 de mayo de 1956, que echaba por tierra la legislación gremial vigente. Los decretos habilitaban numerosas discrecionalidades.
Respecto a las libertades individuales el gobierno de ‘facto’ hizo tabla rasa de las leyes para imponer el principio de la fuerza. "El capricho del poder ha puesto a la Nación al margen de su ordenamiento jurídico haciendo valer las normas impuestas por el criterio de quienes mandan pero no gobiernan". Es así que las reformas constitucionales fueron derogadas por los mismos que juraron mantenerlas; la libertad privada de los ciudadanos estuvo sometida al arbitrio policial del Estado y no a la garantía de los jueces; las organizaciones sindicales fueron avasalladas en el claro designio de servir intereses ajenos a la masa trabajadora; se sustituyó la voluntad del pueblo en la digitación de palaciegos candidatos.
En agosto de 1956, el director de Institutos Penales repone en sus cargos a varios torturadores dados de baja, y mientras tienen lugar las denuncias de «apremios ilegales», secuestran en la ciudad de Buenos Aires todas las copias del film nacional Los torturados. El uso sistemático de la tortura ya había comenzado los primeros días tras el Golpe de Estado, reportándose numerosos testimonios y entre otros de La Nación (20 de junio de 1956) y La Prensa (21 de junio de 1956). En agosto, insiste en el tema La Gaceta de Tucumán, que informa de torturas en dependencias del Congreso Nacional y en el interior del país. 
En Buenos Aires, el escritor Ernesto Sabato denuncia desde las páginas de Mundo Argentino, publicación periódica cuya dirección ejerce, la puesta en vigencia de la tortura. También fue aplicada sistemáticamente la tortura psicológica. La Comisión Nacional de Investigaciones, dependiente de la vicepresidencia de la Nación –cargo ocupado por Isaac Rojas- tenía entre sus componentes al subjefe de la Policía Federal, capitán de fragata Aldo Molinari. La sección a cargo de las torturas quedó a cargo de Germán Fernández Alvariño, conocido como Capitán Gandhi, formando un grupo parapolicial que cometía apremios ilegales. Entre otras cosas ordenó cortarle la cabeza al cadáver de Juan Duarte, y durante uno de los interrogatorios a que fue sometida la novia de Duarte, la actriz Fanny Navarro, mandó traer la cabeza tapada y la descubrió súbitamente ante ella causándole un colapso nervioso.(La Nación, 30.11.1997)
Se desata la epidemia de poliomielitis, en 1956, cuando la llamada Revolución Libertadora había empezado a desmantelar la infraestructura sanitaria. Conocida como parálisis infantil, la enfermedad dejó una secuela de muertes y discapacidades. Se dio el mayor brote epidémico de poliomielitis en todo el territorio nacional. Según cifras oficiales, en 1956 se registraron y notificaron 6490 casos mortales, con una tasa de mortalidad del 33,7 % en todo el país.
Respecto al turismo, el hotel Puente del Inca fue intervenido y su director reemplazado por un capitán de navío, quien ordenó destruir toda la vajilla del hotel, llevándola a la plaza, y gran parte de sus muebles, rompiendo cada plato y cubierto por asociárselos con el peronismo; incluso paró un tren ferroviario con maples de huevo que ordenó destruir por tener las letras P.P., creyendo que eran las siglas de Partido Peronista, siendo en realidad las siglas Pascual Palmada, dueño del embarque de huevos. En 1956 Aramburu sancionó el decreto 17.800 por el que se transfirieron a la Dirección General Inmobiliaria las Unidades Turísticas Chapadmalal, Embalse Río Tercero y de Alta Montaña, privatizando dichas unidades turísticas, quedando en muchos casos en manos privadas de los interventores designados por Aramburu. La Ciudad Infantil, conocida y admirada en el mundo como un ejemplo de contención y educación de la infancia desvalida, fue asaltada por las tropas. Sus casitas que reproducían los edificios clásicos de una ciudad y un enorme comedor que alimentaba a centenares de niños por día, fueron aplastadas por los tanques y sus piscinas fueron cegadas con cemento.
El 13 de junio de 1957 apareció muerto en su estudio de la calle San Martín 536 el doctor Marcos Satanowsky. El asesinato fue cometido por sicarios del general Quaranta, que había participado por órdenes directas de Aramburu en los fusilamientos de José León Suárez y del asalto a la embajada de Haití con el objetivo de matar a Perón. El crimen estaba vinculado con la tenencia de las acciones del diario La Razón, intervenido por Aramburu. Peralta Ramos había recibido presiones y extorsiones para que entregara el diario a Aramburu.
Tras la caída del régimen de Aramburu se formó una Comisión Investigadora acerca del asesinato de Satanowsky. Esta comisión entrevistó a Cuaranta, mano derecha del presidente, quien reconoció haber mandado a Pérez Griz a investigar la muerte de Satanowsky, y mencionó al pasar a Carlos Delgado. Rodolfo Walsh descubrió que esa persona era venezolana, que había ingresado a la Argentina con el nombre de Joaquín de la Torre, con recomendación del embajador argentino en ese país, general Toranzo Montero, encargado de los atentados contra Perón en Caracas. El venezolano entró en la SIDE, tuvo numerosas identidades y pudo haber sido el autor del asesinato del abogado de La Razón. Dice Roberto Ferro, al analizar el final de la investigación, que en el Caso Satanowsky las conclusiones son alarmantes. Se revela una verdad inquietante: el Estado ampara y oculta a los culpables. "El criminal es el Estado”.
Aramburu dispone además la desactivación absoluta de todos los programas de turismo social, por ser “un peligroso ejemplo de demagogia populista y antidemocrática”, en las Colonias de Vacaciones de Córdoba, Mar del Plata y Buenos Aires. Decide el cierre definitivo de las casi 200 proveedurías de alimentos de primera necesidad, la clausura del Plan Agrario, el Plan de Trabajo Rural y los Talleres Rodantes. Resuelve la intervención de los Hogares de Ancianos y el cierre de los Hogares de Tránsito. A pedido del Coronel Ernesto Alfredo Rottger son expulsados a la calle todos los estudiantes de la Ciudad Estudiantil “Presidente Juan Perón” para convertirlo en un centro de detención. La Dirección de Asistencia Integral fue encargada de intervenir, desmantelar y disolver toda la obra de la Fundación Eva Perón. Marta Ezcurra, fundadora de la juventud de la Acción Católica en 1931, ordenó el 23 de ese mes de ese mismo año la ocupación militar de cada una de las Escuelas Hogar. Se retiraron o se destruyeron todos los símbolos del justicialismo. Los niños alojados en ellas fueron testigos de la quema de frazadas, sábanas, colchones, pelotas y juguetes con el logo de la fundación. Cada Hogar fue intervenido por Comandos Civiles que, en el caso de la Clínica de Recuperación Infantil Termas de Reyes, de Jujuy, llegaron al extremo de expulsar a los niños para dejar inaugurado allí, muy poco después, un casino de lujo. En Mendoza los golpistas tiraron al río toda la vajilla y cristalería, que había sido importada de Finlandia y Checoslovaquia, y con la que habían comido los niños internados. En todo el país, además de la destrucción de los pulmotores se ordenó romper todos los frascos de sangre de los hospitales de la Fundación. Decenas de pulmotores fueron destruidos por la misma razón. Pocos meses después, ya durante la dictadura de Aramburu, una gravísima epidemia de poliomielitis se abatió sobre el país. Muchos chicos argentinos murieron por falta de aquellos aparatos y, ante la tragedia, tuvieron que importar veintiún pulmotores desde los Estados Unidos. Se produjo el asalto militar sobre la Escuela de Enfermeras fundada por Ramón Carrillo, y con ello su cierre definitivo. Es designado Ministro de Asistencia Social y Salud Pública Ernesto Alfredo Rottger, un coronel sin experiencia en temas sanitarios, quien como primer acto ordena el saqueo de la casa del Dr. Carrillo y la paralización de la construcción de hospitales.
Mediante el decreto-ley 4161 se convirtieron en delito: el uso del escudo peronista, pronunciar el nombre del anterior líder o su esposa, y cantar la llamada Marcha peronista. El decreto fue dictado en marzo de 1956 con el objetivo de prohibir al peronismo en todas sus formas y expresiones. El decreto fue objetado por la Cámara Criminal y Correccional de la Capital, que entendió que contrariaba el derecho de expresarse a través de la prensa, pero la Corte Suprema, adicta al régimen, y compuesta por Alfredo Orgaz, Manuel J. Argañarás, Enrique V. Galli, Carlos Herrera y Benjamín Villegas Basavilbaso, argumentó que el decreto era constitucional y fue aún más lejos, al dictaminar que lo que llamó «el poder revolucionario» podía restringir los derechos individuales dadas las particulares circunstancias que tocaba vivir. Diferentes artistas fueron encarcelados, entre ellos cantante, actor y productor Hugo del Carril, director de un clásico del cine social como “Las aguas bajan turbias”, de 1952, y también a Lucas y Atilio Mentasti, propietarios de Argentina Sono Films, propulsores de la industria del cine nacional acusados de contrabandear celuloide.
Como "vicepresidente de facto" ocupó el puesto Isaac Rojas, ferviente antiperonista, un militar que siendo Agregado Naval ante el Gobierno de Brasil, se le inicia por intermedio del Tribunal de Guerra un juicio por la venta a dicho país de cartas marítimas con posiciones y bases secretas de Argentina. Una vez de regreso a Argentina, el juicio archivado. Antes, como aspirante a la Marina de guerra, en febrero de 1923, había sido detenido y procesado por el Juez Dr. Malbrán por un robo cometido en el domicilio de la calle Peña, propiedad del Dr. Julio Agote, procedimiento en el cual se le secuestraron $ 1200 y varias alhajas. El 9 de abril de 1931, al recibirse de teniente de navío, fue detenido en la calle Lavalle y Maipú a la salida del cabaret Imperio por hallarse en completo estado de ebriedad vistiendo el uniforme.

### Abolición de la Constitución y la convención de 1957
Tras el golpe de Estado la dictadura toma diversas medidas, entre ellas, clausurar el Congreso y dejar cesantes, por Decreto N.º 415 del 6 de octubre de 1955, a los jueces de la Corte Suprema. Por primera vez desde su organización, la Corte era renovada sin el procedimiento constitucional, desaparecía el respeto por los pasos constitucionales y los gobiernos militares o civiles que se sucederían apelarían a toda clase de violación de tales normas para cambiar los jueces de la Corte e incluso los de instancias inferiores. De esta manera, la independencia y la inamovilidad de los jueces desapareció. Por el decreto citado de Eduardo Lonardi y su elenco del ministerio de Justicia fueron removidos todos los jueces supremos. Aramburu deja sin efecto la Constitución Argentina de 1949, mediante proclama del 27 de abril de 1956, imponiendo el texto de la Constitución de 1853 con las reformas de 1860, 1866 y 1898, en cuanto no se oponga a los fines de la Revolución enunciados en las Directivas Básicas del 7 de diciembre de 1955, y a las necesidades de la organización y conservación del Gobierno Provisional. En su Artículo 4 dejaba sin efecto las Constituciones sancionadas para las provincias de Chaco, La Pampa y Misiones.
La decisión fue cuestionada por diversos sectores, debido a la imposibilidad jurídica de que se pudiera aceptar que un presidente de facto militar derogara una Constitución e impusiera otra. La derogación por decisión militar de la Constitución generó una crisis en la Corte Suprema que, si bien aceptaba una cierta legitimidad del régimen por aplicación de la doctrina de los gobiernos de facto, tenía establecido que un régimen así debía ser provisorio y mantener la Constitución como norma suprema. La crisis llevó a la renuncia de uno de los cinco miembros de la Corte Suprema de Justicia, Jorge Vera Vallejo. Ni bien había comenzado la organización de la Asamblea, Sánchez Sorondo junto a otros intelectuales llevaron sus críticas de la “farsa democrática”, no ya sostenida solo por los ideólogos de la “Libertadora” sino fomentada desde el gobierno mismo con el fin de legitimar la derogación de una Constitución democrática. Así, se instauraba un sistema fraudulento, bajo el resguardo de una legalidad ficticia:
“Se han tácitamente postergado las elecciones presidenciales y se abre un procedimiento que manejado con el absoluto discrecionalismo [sic] que permite la cómoda teoría de los "derechos revolucionarios‟, puede convertirse a la reforma de la Constitución en el instrumento de un fraude por el cual una minoría determina las futuras autoridades”.
La reforma tenía como único fin legitimar ilícitamente su acción de gobierno “en el papel”. Paralelamente se dio el surgimiento de pequeños partidos estrechamente vinculados con la reforma del Estatuto de los Partidos Políticos, donde el gobierno asumía un carácter prescindente en los asuntos partidarios internos (Spinelli, 2005: 116).
El gobierno militar convocó a una convención que convalidara el acto. La convocatoria contradecía a la propia Constitución, cuyo artículo 30 establecía que solo el Congreso, y con una mayoría especial de votos en ambas cámaras, tenía esa facultad, y decidió también que en dichas elecciones no pudiera participar el Partido Peronista. Las elecciones se realizaron el 28 de julio de 1957 y en ellas el voto en blanco, propuesto por el peronismo, resultó en la primera minoría.
| Elecciones para constituyentes de 1957 |           |       |        |
| Partido | Votos     | %     | Bancas |
| Total | 8.703.322 | 100   | 205    |
| En blanco | 2.115.861 | 24,31 |        |
| Unión Cívica Radical del Pueblo (UCRP) | 2.106.524 | 24,20 | 75     |
| Unión Cívica Radical Intransigente (UCRI) | l.847.603 | 21,23 | 77     |
| Partido Socialista (PS) | 525.721   | 6,01  | 12     |
| Partido Demócrata Cristiano (PDC) | 420.606   | 4,83  | 8      |
| Demócrata (PD) | 333.749   | 3,83  | 7      |
| Partido Demócrata Progresista (PDP) | 263.805   | 3,03  | 5      |
| Partido Comunista (PC) | 228.821   | 2,63  | 3      |
| Unión Federal (UF) | 159.177   | 1,83  | 1      |
| Partido Laborista (PL) | 93.172    | 1,07  | 3      |
| Partido Cívico Independiente (PCI) | 86.441    | 0,99  | 1      |
| Partido Conservador* | 76.976    | 0,88  | 1      |
| Partido de los Trabajadores (PT) | 58.312    | 0,67  | 1      |
| Partido Liberal de Corrientes* | 47.862    | 0,55  | 2      |
| Demócrata Autonomista Conservador Popular (Corrientes) | 40.269    | 0,46  | 1      |
| UCR-Bloquista (San Juan) | 30.461    | 0,35  | 2      |
| Partido Demócrata Conservador Popular (Chaco, Jujuy y Tucumán)* | 25.036    | 0,28  | 1      |
| Partido Demócrata Liberal (San Luis y Tucumán)* | 24.206    | 0,28  | 2      |
| Unión Provincial (Salta)* | 11.265    | 0,13  | 1      |
| Partido Demócrata Conservador Popular/Partido Demócrata (Catamarca)* | 9.689     | 0,11  | 1      |
| Fuentes: La Nación, Melon Pirro. * Estos partidos provinciales, identificados con el conservadurismo, formaron en la Convención el Bloque Demócrata de Centro, totalizando 8 bancas. |           |       |        |

La población peronista votó en blanco, siguiendo las instrucciones de Perón. Los partidos políticos que apoyaban la reforma (UCRP, PS, PDC, PDP, PD, PDC y PCI) alcanzaron 120 bancas,[cita requerida] mientras que los partidos que estaban en contra de la reforma (UCRI, PL, PdelosT, UF) obtuvieron 85 bancas. Estos últimos se presentaron en la Convención para dejar constancia de que la misma era ilegítima. El temario a tratar había sido limitado de antemano por el gobierno revolucionario, y sin animarse a ir más allá. A tal punto que Adolfo 
Vicchi, miembro del sector más conservador advirtió  a los miembros que “Salirse del temario sería un golpe de Estado”.
El primer día, el bloque de la UCRI, presidido por Oscar Alende, impugnando su validez, debido al hecho de que no había sido convocada por el Congreso Nacional, tal como lo establece la Constitución. El bloque del radicalismo intransigente había discutido internamente hasta horas antes la postura a adoptar; por un lado el presidente del partido, Arturo Frondizi, sostenía a través de Oscar López Serrot, que había que plantear la nulidad de la Convención pero no retirarse de la misma, para evitar que quedara en manos de los partidos cercanos a la dictadura. Alende, por el contrario, sostenía que los convencionales de la UCRI no debían siquiera asumir sus cargos, retirándose inmediatamente después de sostener la postura de nulidad de la misma. El bloque rechazó la estrategia de Frondizi y aprobó la de Alende. Las autoridades de la Convención finalmente no le permitieron a Oscar Alende, ni a los demás miembros de la UCRI, explicar su punto de vista, ejerciendo una censura.
Poco después, el 3 de septiembre, sucedería lo mismo con Enrique E. Ariotti de la Unión Federal Demócrata Cristiana, a quien tampoco se le permitió explicar su impugnación a la reforma. Tampoco se incorporaron a la asamblea los dos convencionales del partido Demócrata Autonomista Conservador Popular de Corrientes. Finalmente, solo 125 convencionales, de los 205, se registrarían.
A pedido de Armburu se sancionó el artículo 5 del reglamento, que facultaba a la minoría a tomar medidas de  compulsión para asegurar el funcionamiento de la asamblea. Ese propósito habría derivado en reformas sumamente controvertidas, sobre todo 
en materia económica y educativa. La convención se difuminó por el retiro sucesivo de varios bloques, o de parte de ellos. A dos días de arrancar perdió el piso de 104 "convencionales", sobre un total de 205, de una mayoría en regla. Sólo permanecieron hasta último momento en sus bancas 92 convencionales: 66 de la Unión Cívica Radical del Pueblo y 28 de otros partidos.
La UCRI, que constituía el bloque mayoritario (77 convencionales), sostuvo la ilegalidad de la convención debido a su origen antidemocrático, generando un escándalo en el que se produjeron agresiones y el retiro de los convencionales frondizistas y otras fuerzas opositoras a la dictadura gobernante, e impidió la formación de un quorum. El bloque de la UCRI impugnó la Asamblea y se retiró con sus setenta y siete constituyentes, no sin antes declarar:
"Denunciamos ante el pueblo de la República que en el seno de la pretendida convención reformadora de la Constitución de 1853 se consuma en este instante otra etapa de la maniobra continuista que procura asegurar a la oligarquía nacional y a los intereses del privilegio internacional el manejo futuro de los poderes del gobierno político de la Nación […]. Afirmamos que esta convención está muerta. Solamente el pueblo en mayoría da vida y valor a la democracia. En esta oportunidad el pueblo en mayoría está ausente. Afirmamos que es absolutamente inválida la convención reformadora de la Constitución de 1853 reunida en esta ciudad de Santa Fe y de la misma manera inválido el mandato de los convencionales que la integran".
Las fuerzas restantes procedieron a convalidar la derogación de la Constitución de 1949 y establecer la de 1853, con las modificaciones de 1860, 1866 y 1898.
En tanto expusieron las impugnaciones a dicha decisión los convencionales del Partido Laborista (Cipriano Reyes, Ricardo Ovando y Luis V. Giacosa) y del Partido de los Trabajadores (Juan Carlos Deghi). Ambos partidos negaban la legitimidad de la reforma y exigían respetar la vigencia de la Constitución de 1949. En tanto Juan C. Deghi y la Unión Federal representados por Enrique Ariotti plantearon la nulidad de la asamblea. El argumento básico que utilizaron es que un presidente de facto no tenía facultades para derogar una Constitución, ni para declarar la necesidad de su reforma. Señalaron el carácter antidemocrático de impedir la representación del electorado peronista mayoritario en el país. Denunciaron que el verdadero objetivo de la Convención era convalidar el retorno a la Constitución de 1853 y eliminar definitivamente los derechos sociales y económicos establecidos por la Constitución de 1949. Tampoco se incorporaron a la asamblea los bloques Demócrata Autonomista Conservador Popular de Corrientes (2 convencionales) y de la Unión Federal (1 convencional). También los bloques Laborista, de los Trabajadores y Laborista Federal de Salta impugnaron la legitimidad de la derogación de la Constitución de 1949.
Con el retiro durante la primera sesión de 77 convencionales de la UCRI, más el retiro de partidos menores, la convención quedó sin quorum necesario para aprobar cualquier reforma. En vista del fracaso de la convención ya en su primer día y ante la imposibilidad de sancionar o modificar cualquier artículo, visto como un fracaso político, el general Aramburu presionó para que se cambie el reglamento interno para que la Constituyente pudiese funcionar sin el quorum legal establecido.
Al discutir los derechos humanos de segunda generación (sociales y laborales) y aquellos relacionados con una orientación social de la economía, que ya habían sido incluidos por la abolida Constitución de 1949, los sectores conservadores que incidían en el quorum de la Convención, debido al retiro de los representantes de la UCRI, comenzaron a retirarse para evitar las reformas. En esa circunstancia, el ala izquierda de la Unión Cívica Radical del Pueblo, liderada por su presidente Crisólogo Larralde, presionó a los delegados del partido para que no abandonaran las reuniones y así logró que se aprobara la inclusión del artículo 14 bis, referido a los derechos del trabajador, de los gremios y de la seguridad social. Después de votado el artículo 14 bis, los convencionales conservadores y parte de los convencionales radicales dejaron simplemente de asistir dejando sin quorum la asamblea, que se extinguió así informalmente, circunstancia que fue duramente criticada por todo el espectro político.
Sobre el final, ya sin quorum, el convencional socialista Alfredo Palacios, pronunciaba las siguientes palabras:

Los que se han ido serán responsables ante el pueblo y ante la historia. Por hoy basta con el repudio de esta Asamblea y de sus propios compañeros; repudio terrible, Señor Presidente.
Alfredo Palacios.

Comparada con la Constitución de 1949, la reforma constitucional de 1957 realizó algunos agregados y exclusiones de importancia:
- Agregados: derecho de huelga; la movilidad del salario; participación en las ganancias de las empresas, con control de la producción y colaboración en la dirección; garantías para los representantes sindicales; naturaleza estatal de la seguridad social. Todos los agregados se encuentran en el art. 14 bis.
- Exclusiones: derecho de reunión (art. 26); prohibición de discriminar por raza (art. 28); habeas corpus (art. 29); ultraactividad de la ley penal más benigna (art. 29); derecho de trabajar (art. 37, I); derecho a una retribución justa (art. 37, I); derecho a la capacitación (art. 37, II); derecho a condiciones dignas de trabajo (art. 37, I); derecho a la preservación de la salud (art. 37, I); derecho a la atención por el Estado de la madre y el niño; igualdad jurídica de hombre y mujer en el matrimonio (art. 37, II); patria potestad compartida (art. 37, II); bien de familia (art. 37, II); derechos de la ancianidad (art. 37, III); educación primaria obligatoria y gratuita (art. 37, IV); creación de escuelas rurales (art. 37, IV); autonomía universitaria (art. 37, IV); servicio de orientación profesional (art 37, IV); protección estatal para la ciencia y el arte (art. 37, IV); becas para todos los niveles de la educación (art. 37, IV); protección estatal del patrimonio cultural de la Nación (art. 37, IV); la función social de la propiedad (art. 38); estatización del comercio exterior (art. 40); nacionalización de los recursos mineros y energéticos (art. 40); estatización de los servicios públicos (art. 40); voto directo (arts. 42, 47 y 82).

## Política interna
A poco de tomar el poder Aramburu decreta la intervención de 40 firmas nacionales y extranjeras, entre ellas industrias como Kaises Argentina, Mercedes Benz, Fiat, Deuz, etc. En 1956 firmó un acuerdo con empresas fabricantes de tractores que lo llevó a un fuerte conflicto con la cámara argentina de fabricación de tractores y maquinaria agrícola, por los contratos que otorgaban el total control del sector a cuatro empresas extranjeras. La cámara sostenía que el oligopolio permitía a dichas firmas incrementar los precios abruptamente y cometer prácticas desleales, violentando los principios de competencia.
Al finalizar su período, Argentina se encontraba en default, y la deuda externa había crecido hasta alcanzar los 1800 millones de dólares. El déficit fiscal que en 1957 era de 27 000 millones de pesos moneda nacional, en 1958 se elevó a 38 000 millones. Durante su gestión sumó nuevas obligaciones externas por 700 millones de dólares estadounidenses, que no pudo pagar, dejando al país al borde del default. En 1955, meses antes de asumir como ministro, Argentina era un país acreedor y el Banco Central tenía 371 millones de dólares en reservas.
La igualdad jurídica entre hombres y mujeres junto con la patria potestad compartida y la ley del divorcio vincular sancionada a fines de 1954; fueron suspendidas sine die por decreto  en 1956 El 1 de marzo de 1956, a pedido de la jerarquía católica Aramburu emite el decreto-ley 4.070, el gobierno de facto declaró en suspenso todos los trámites de divorcio y ordenó paralizar los trámites judiciales ya iniciados y rechazar nuevas peticiones. Mediante el decreto 4077 se dispuso la posibilidad de embargo de los sueldos, jubilaciones y pensiones que había sido prohibida en la Constitución de 1949.
En el plano cultural la dictadura abarcó todos los sectores con su estrategia cultural de desperonizacion y someter la cultura al cumplimiento integral de sus objetivo de mediano y largo plazo que era desaparecer al peronismo de la vida política y cultural del país.
Al mismo tiempo se inició una persecución contra el peronismo y la familia de Juan Domingo Perón, a través del capotan Próspero Germán Fernández Alvariño, quien ocupó un lugar de relevancia en la dictadura autodenominada Libertadora. Gandhi exhumó el cuerpo de Juan Duarte sin orden judicial, le cortó la cabeza y la puso sobre una bandeja tapada por un pañuelo en su oficina. Fernández Alvariño era uno de los jefes de los grupos parapoliciales antiperonistas o comandos civiles, que cruzó fuego con las Fuerzas Armadas y de Seguridad en el golpe fallido de junio y el efectivo de septiembre de 1955 que se instaló como Revolución Libertadora.
La dictadura no se limitó a prohibir y destruir obras de arte, libros, a censurar películas, filma, cortometrajes y actores y sino también a producir valores culturales a través de una profunda propaganda afín al régimen. Las principales editoriales entre ellas Alea fueron primero intervenida con oficiales de la Armada, después “normalizada” con un equipo de marinos y civiles antiperonistas que se encargaban de seleccionar títulos que le resultaban sospechosos o que degeneraban la cultura. En octubre de 1955 se formó una Junta de Clasificación de libros y publicaciones dependiente de la Secretaria de propaganda, que evaluaba los libros, revistas y publicaciones que podían circular y cuáles estaban prohibidas, dicha junta formada por tres marinos y dos sacerdotes fue encabezada por Matilde Díaz Vélez se encargaría de censurar y destruir más de 200 obras literarias prohibidas.
Una de las primeras disposiciones del régimen dictatorial fue la intervención de todos las radios periódicos, diarios, semanarios y medios de comunicación del país y la clausura de cientos de ellos. Su gobierno se caracterizó por la prohibición de diarios y revistas que no eran afines a los proyectos del gobierno o publicaban noticias que afectarán su imagen. la censura abarcó medios extranjeros, decretandose la  expulsión del país de corresponsales extranjeros y la prohibición de entrada de corresponsales al país, desde enero de 1956 todo trabajador de prensa quedó bajo jurisdicción militar.

### Denuncia de fraude electoral
Pasada la elección, el exdiputado John William Cooke elaboró un informe remitido a Perón:
“Oficialmente el padrón se compone de 9.728.839 ciudadanos. Ya en oportunidad de su confección, varias publicaciones opositoras al gobierno denunciaron la prolija exclusión de electores peronistas. En aquella oportunidad las cifras de exclusiones arbitrarias fluctuaban entre los 250.000 y los 700.000. En tanto Frondizi confiesa que “por lo menos 480.000 excluidos eran peronistas”. Mayoría y otras publicaciones hacen ascender el total de los excluidos a 700.000. De este total, una inmensa mayoría es computable al peronismo puesto que las exclusiones fueron cuidadosamente estudiadas sobre zonas electorales reconocidamente como peronistas...“las cifras oficiales han sido tan fluctuantes y contradictorias, que la existencia de un ´fraude novedoso´ es innegable. No ha habido una publicación antigubernista que no denunciase el manoseo del porcentaje, aunque cada una lo interpretas de acuerdo a sus conveniencias. El mismo día de la elección, por la noche, el Ministro del Interior adelantaba que los votantes ascendían al 75%. Los resultados publicados en los días subsiguientes marcaban un elevadísimo porcentaje de abstenciones en el interior, principalmente en: Corrientes, Santa Cruz, Chaco, Formosa, Río Negro, La Pampa, etc. Estos porcentajes de abstención llegaban hasta el 70%. Súbitamente los porcentajes se invierten y el escrutinio definitivo indica que no hay provincia (salvo Misiones) que baje del 70% de concurrencia. El porcentaje medio oficial se elevó al 82,05%, y de golpe sobrepasan el 87%”....ellos mismos (en el diario Democracia del 30 de julio) cometieron el ´lapsus´ de deslizar la cifra de más de 2.300.000 a favor del voto en blanco. El secretario de redacción fue automáticamente separado de su cargo como consecuencia de esta filtración. El apoderado del Partido Comunista, Aráoz Alfaro, en la Junta Electoral fundamentó su opinión de que los votos anulados fueron computados como votos en blanco, respetando la voluntad de los electores. Pero su hipótesis no encontró eco, y arbitrariamente los votos anulados desaparecieron de los cómputos”.

### Levantamiento del general Juan José Valle y fusilamientos

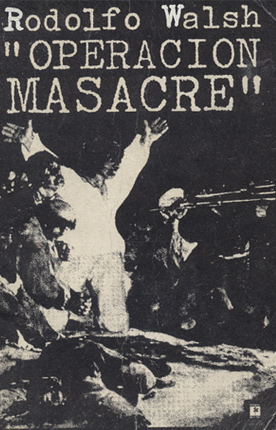
Portada del libro Operación Masacre (1957), de Rodolfo Walsh, utilizando como imagen el cuadro El tres de mayo de 1808, de Francisco Goya.

Portada del diario Resistencia Popular de 1957, donde se da cuenta de los fusilamientos ordenados por el Poder Ejecutivo.

El 9 de junio de 1956 se produjo un levantamiento cívico-militar contra el gobierno de facto de Aramburu, liderado por el general Juan José Valle, secundado en el mando por el general Raúl Tanco y los dirigentes sindicales Andrés Framini y Armando Cabo.
Las primeras manifestaciones de resistencia civil se produjeron a los pocos días del golpe en los bastiones peronistas de Rosario y Berisso. El 17 de 1956 los gremios de base, desconociendo a la CGT oficial, convocaron a un paro general que tuvo una importante repercusión en Rosario, el Gran La Plata, barrios del Gran Buenos Aires y Tucumán. En su proclama, Valle y Tanco denunciaban que: 

La Nación ha caído en manos de hombres y de fuerzas que aceleradamente retrotraen a la Patria a épocas de sometimiento, de humillación y vergüenza, han violado y desconocido el imperio de la Constitución y de las leyes, sustituyéndolo por un llamado “derecho de la Revolución” que no es otra cosa que el entronizamiento de la arbitrariedad, sin más normas ni vallas que la omnímoda voluntad de los que detentan el poder. Procediendo al avasallamiento de las garantías y derechos individuales, la persecución, encarcelamiento y confinamiento en verdaderos campos de concentración de miles de argentinos no sometidos a proceso y privados del derecho de defensa, la exclusión de cargos públicos y despido de sus empleos a miles de argentinos por razones políticas, la proscripción de la fuerza política mayoritaria, y sumergido a la patria en un clima de delación y espionaje fomentado y organizado desde el poder y la negación de la libertad de prensa, uniformada al servicio del gobierno...

El levantamiento fue rápidamente abortado, debido a que el movimiento había sido infiltrado y el gobierno militar estaba esperando a los insurrectos. El único lugar donde llegó a tener éxito fue la ciudad de Santa Rosa (La Pampa), donde tropas y civiles al mando del coronel Adolfo Philippeaux lograron publicar un manifiesto por una radio, aunque posteriormente huyeron. Los sublevados mataron a tres personas -Blas Closs, Rafael Fernández y Bernardino Rodríguez[cita requerida]- y tuvieron a su vez dos muertos -Carlos Yrigoyen y Rolando Zanera-, sin contar a los que fueron luego fusilados.
En la ciudad de La Plata, las tropas sublevadas, encabezadas por el teniente coronel Oscar Cogorno, el mayor Juan José Pratt y el capitán Jorge Morganti, lograron tomar el Regimiento 7 de Infantería y la Jefatura de Policía de Infantería. Resistieron varias horas los ataques rasantes de los aviones navales. Consciente de la derrota, Cogorno no quiso arriesgar una sola vida más. Antes de entregarse, intentó acercarse a su casa de City Bell para despedirse de su mujer y sus hijos, pero fue delatado y fusilado en la madrugada del 11 de junio en el paredón del Regimiento 7. En tanto en Santa Rosa, capital de La Pampa, los rebeldes, encabezados por el coronel Adolfo César Phillipeaux, lograron tomar el cuartel, la jefatura de policía, las comisarías y la cárcel, donde liberaron a los presos políticos y una radio. Al día siguiente la emisora fue bombardeada a la mañana por aviones navales provenientes de la base Almirante Espora.
La orden presidencial de fusilar a los sublevados, convalidada por los partidos políticos que integraban la Junta Consultiva Nacional, es un acto represivo que no tiene antecedentes en la historia argentina.
Los fusilamientos estuvieron signados por irregularidades, como la aplicación retroactiva de la ley marcial, decretos pre-redactados, falta de registros sobre la existencia de juicios sumarios y de las órdenes de ejecución, etcétera. Los mismos incluyeron también fusilamientos clandestinos de civiles en un basural de José León Suárez, que fueron mantenidos ocultos por el gobierno hasta que el periodista Rodolfo Walsh revelara los hechos en un libro clásico titulado Operación Masacre, publicado en 1957. Otro acto abiertamente ilegal fue el asalto a la embajada de Haití por parte de un grupo comando, que violando las reglas sobre asilo diplomático secuestró  allí a los refugiados, entre ellos el general Raúl Tanco, los cuales fueron devueltos a su asilo cuando el embajador presentó su reclamo.
Los 18 militares fusilados fueron: el general de división Juan José Valle, coronel Ricardo Santiago Ibazeta, coronel Alcibíades Eduardo Cortines, coronel José Albino Irigoyen, teniente coronel Oscar Lorenzo Cogorno, capitán Eloy Luis Caro, capitán Dardo Néstor Cano, capitán Jorge Miguel Costales, teniente primero Jorge Leopoldo Noriega, teniente primero Néstor Marcel Ovidela, subteniente Alberto Juan Abadie, suboficial principal Miguel Ángel Paolini, suboficial principal Ernesto Garecca, sargento ayudante Luis Pugnetti, sargento Hugo Eladio Quiroga, sargento Luis Bagnetti, cabo Miguel José Rodríguez, cabo músico Luciano Isaías Rojas. Los 14 civiles fusilados fueron: Clemente Braulio Ross, Norberto Ross, Osvaldo Alberto Albedro, Dante Hipólito Lugo, Aldo Emir Jofré, Miguel Ángel Mauriño, Rolando Zanetta, Ramón Raulvidela, Carlos Irigoyen, Carlos Alberto Lizaso, Nicolás Carranza, Francisco Garibotti, Mario Brion y Vicente Rodríguez.
En Campo de Mayo, en la madruga del 11 de junio de 1956, también fueron fusilados los coroneles Alcibíades Cortínez y Ricardo Ibazeta, los capitanes Néstor Cano y Eloy Caro, el teniente primero Jorge Noriega y el teniente de banda Néstor Videla. La decisión de fusilar al general Valle respondió a una orden directa del almirante Rojas. Los familiares de las víctimas no fueron notificados ni de la condena a muerte ni del fusilamiento, y ni siquiera del entierro.
Momentos antes de ser fusilado, el general Valle le escribió una histórica carta a Aramburu en la que le reclama duramente la decisión de fusilar a los insurrectos y justifica el levantamiento en la necesidad de defender al pueblo de un gobierno que le estaba «imponiendo el libertinaje de una minoría oligárquica». En uno de sus párrafos la carta dice:

Con fusilarme a mí bastaba. Pero no, han querido ustedes escarmentar al pueblo, cobrarse la impopularidad confesada por el mismo Rojas, vengarse de los sabotajes, cubrir el fracaso de las investigaciones, desvirtuadas al día siguiente en solicitadas de los diarios y desahogar una vez más su odio al pueblo. De aquí esta inconcebible y monstruosa ola de asesinatos.
Entre mi suerte y la de ustedes me quedo con la mía. Mi esposa y mi hija, a través de sus lágrimas verán en mí un idealista sacrificado por la causa del pueblo. Las mujeres de ustedes, hasta ellas, verán asomárseles por los ojos sus almas de asesinos. Y si les sonríen y los besan será para disimular el terror que les causan. Aunque vivan cien años sus víctimas les seguirán a cualquier rincón del mundo donde pretendan esconderse. Vivirán ustedes, sus mujeres y sus hijos, bajo el terror constante de ser asesinados. Porque ningún derecho, ni natural ni divino, justificará jamás tantas ejecuciones.

{{cita|Dentro de pocas horas usted tendrá la satisfacción de haberme asesinado.... Con fusilarme a mí bastaba. Pero no, han querido ustedes, escarmentar al pueblo, cobrarse la impopularidad confesada por el mismo Rojas, vengarse de los sabotajes, cubrir el fracaso de las investigaciones, desvirtuadas al día siguiente en solicitadas de los diarios y desahogar una vez más su odio al pueblo. De aquí esta inconcebible y monstruosa ola de asesinatos. Entre mi suerte y la de ustedes me quedo con la mía... Conservo toda mi serenidad ante la muerte. Nuestro fracaso material es un gran triunfo moral. Nuestro levantamiento es una expresión más de la indignación incontenible de la inmensa mayoría del pueblo argentino esclavizado. Dirán de nuestro movimiento que era totalitario o comunista y que programábamos matanzas en masa. Mienten. Nuestra proclama radial comenzó por exigir respeto a las instituciones y templos y personas. En las guarniciones tomadas no sacrificamos un solo hombre de ustedes. Y hubiéramos procedido con todo rigor contra quien atentara contra la vida de Rojas, de Bengoa, de quien fuera. Porque no tenemos alma de verdugos. Sólo buscábamos la justicia y la libertad del 95% de los argentinos, amordazados, sin prensa, sin partido político, sin garantías constitucionales, sin derecho obrero, sin nada. No defendemos la causa de ningún hombre ni de ningún partido. Es asombroso que ustedes, los más beneficiados por el régimen depuesto, y sus más fervorosos aduladores, hagan gala ahora de una crueldad como no hay memoria. Nosotros defendemos al pueblo, al que ustedes le están imponiendo el libertinaje de una minoría en pugna con la verdadera libertad de la mayoría, y un liberalismo en contra de las tradiciones de nuestro país. Todo el mundo sabe que la crueldad en los castigos la dicta el odio, sólo el odio de clases o el miedo. Como tienen ustedes los días contados, para librarse del propio terror, siembran terror. Pero inútilmente. Por este método sólo han logrado hacerse aborrecer aquí y en el extranjero. Pero no taparán con mentiras la dramática realidad argentina por más que tengan toda la prensa del país alineada al servicio de ustedes... Viva la patria.|General Juan José Valle
Los fusilamientos han sido fuertemente cuestionados por actores políticos, observadores e historiadores, tanto por su falta de legalidad como por el grado de violencia innecesaria que los mismos implicaron, así como por sus consecuencias negativas, desatando desde el Estado un ciclo vicioso de violencia y terror que desembocó en el terrorismo de Estado en Argentina en las décadas de 1970 y 1980. Más allá de las irregularidades concretas que presentan los fusilamientos en cada caso, quienes cuestionan los mismos destacan que la Constitución Nacional de la Argentina prohíbe la pena de muerte por causas políticas desde 1853.
En menos de 48 horas, civiles y militares son fusilados en Lanús, La Plata, José León Suárez, Campo de Mayo, la Escuela de Mecánica del Ejército y la Penitenciaría Nacional. Para la noche del 11 de junio de 1956, la lista de ejecutados asciende a 16 militares y 13 civiles.
El abogado radical Carlos Alconada Aramburú, quien al momento del levantamiento se desempeñaba como Fiscal de Estado de la provincia de Buenos Aires y, al año siguiente, fue designado Ministro de Educación y Justicia del gobierno militar, afirmó que los fusilamientos fueron penas de muerte aplicadas por el delito de insubordinación militar, aplicando las leyes 13.234 de 1948 y 14.062 de 1951. La historiadora María Spinelli afirma que las leyes invocadas por Alconada Aramburú habían sido derogadas por el propio gobierno militar el año anterior de los levantamientos, mediante los decretos-leyes 140 y 8.313. También, en sus respectivas Memorias, defendieron los fusilamientos el almirante Isaac Rojas (1993), quien los justifica en la necesidad de "salvaguardar los logros de la Revolución Libertadora", y el contralmirante Jorge Perrén (1997), quien sostiene que era necesario dar un "escarmiento ejemplar al peronismo".
Perón fijó su posición en una carta enviada a Cooke sobre la cual cuenta Miguel Bonasso: 

«El fracaso de la asonada del 10 de junio ha sido la consecuencia del criterio militar del cuartelazo. Los dirigentes de ese movimiento han procedido hasta con ingenuidad. Lástima grande es que hayan comprometido inútilmente la vida de muchos de nuestros hombres, en una acción que de antemano podía
predecirse como un fracaso. Yo vengo repitiendo, a los mismos peronistas precipitados, que no haremos camino detrás de los militares que nos prometen revoluciones cada fin de semana. Hace cinco meses impartí las instrucciones sobre la forma en que debíamos encarar el problema: mediante la resistencia civil. Durante estos cinco meses no he hecho sino repetir que los golpes militares no interesaban al peronismo porque no era solución salir de las manos de una dictadura para caer en otra. Que la única solución aceptable para nosotros era la voluntad del pueblo y que para ello debíamos recurrir a las fuerzas del pueblo y no a las fuerzas militares. Que la acción de las fuerzas del pueblo eran operaciones de resistencia y no golpes de Estado. […] todo ello lo he repetido miles de veces a todos los apresurados que confiaban más en un golpe de la fortuna que en la preparación sistemática y racional de un trabajo adecuado. Desgraciadamente, el golpe fallado del 10 de junio me ha dado la razón, pero el precio ha sido demasiado grande. Hubiera preferido equivocarme.»

La dictadura trató de fraguar la documentación sobre el asesinato de Valle y asentó su ingreso torpemente casi un año después de su muerte, mientras comenzaban a ser publicadas las investigaciones de Rodolfo Walsh y la Corte Suprema de Justicia dictaba un fallo en el caso Livraga por el cual pasaba todas las actuaciones al fuero militar, cerrando la vía de la justicia civil. La única causa judicial sobre los fusilamientos fue iniciada por el sobreviviente Juan Carlos Livraga, contra el jefe de la Policía de la Provincia de Buenos Aires Desiderio Fernández Suárez. El doctor Belisario Hueyo, juez de la causa, citó a declarar al acusado, pero Suárez recurrió a sus superiores y el 21 de enero de 1957 lo recibieron Aramburu y Quaranta, quienes lo tranquilizaron y le dijeron que la causa iba a pasar a la justicia militar. Días después los jueces militares le reclamaron al doctor Hueyo su jurisdicción en el tema, quien rechazó el pedido y se declaró competente. Se inventó un artificial conflicto de poderes que se resolvió en la Corte Suprema adicta, compuesta por Alfredo Orgaz, Manuel J. Argañarás, Enrique V. Galli, Carlos Herrera y Benjamín Villegas Basavilbaso, que falló a favor de la competencia de los jueces militares. El fallo obediente repetía casi textualmente lo que había dictaminado el procurador general, el aramburista Sebastián Soler; la causa pasó al tribunal militar y fue cerrada en tiempo récord. Sus asesinatos se dieron en un contexto de radicalización y profundización de la violencia, marcada por la persecución y criminalización de los activistas políticos.

### Legislación laboral
Luego del golpe de 1955, se produjo por una parte la ocupación de todos los locales sindicales combinado con represión y encarcelamiento para numerosos delegados fabriles y activistas sindicales. Luego del desplazamiento de Lonardi y al asumir a mediados de noviembre, Pedro Eugenio Aramburu impulsa una política antiobrera que incluyó: proscripción de dirigentes sindicales peronistas; intervención de la CGT; se declararon nulas y disueltas las comisiones internas por parte del Ministerio de Trabajo; nombramiento de Interventores Militares en numerosos sindicatos; y derogación de la Ley de Asociaciones Profesionales, quedando restringido el derecho de huelga. Al momento de su designación como Ministro por Aramburu, se encontraba retirado. Durante su gestión se dio una extensa huelga de trabajadores de astilleros en 1956. La llamada “Huelga de los Locos” hace referencia al paro protagonizado por los miembros de la Federación de Obreros en Construcciones Navales-Autónoma (FOCN) entre octubre de 1956 y noviembre de 1957, siendo la huelga más extensa de la clase obrera argentina en el siglo XX.
En materia laboral creó el régimen de asignaciones familiares para empleados de comercio y de la industria y el aumento de las indemnizaciones. El golpe de Estado del 16 de septiembre de 1955 impedirá que el proyecto de regulación laboral específica para trabajadores domésticos, presentado por la diputada Dellia Parodia antes del golpe, siga su curso institucional. Mediante un decreto de 1956, se les reconoce relación de dependencia a quienes trabajaban por lo menos cuatro horas diarias, cuatro días a la semana, y se les reconoce también a partir de entonces una indemnización por despido de medio mes por año de servicio. El Estatuto excluye a las trabajadoras domésticas de la ley de asignaciones familiares y de riesgos de trabajo. No contempla la remuneración por horas extras, el acceso a un seguro de desempleo ni a licencias por maternidad y les fija la semana laboral en 72 horas. El Decreto-Ley N.° 326/56 no establecía una cantidad de horas laborales por día, siendo la misma variable.
El dirigente peronista Antonio Cafiero afirma que las cajas de jubilaciones de asalariados tuvieron entre 1950 y 1954 un superávit que rondaba el 4 por ciento del PBI. El resultado se revirtió rápidamente tras el golpe de Estado y las cajas pasaron a exhibir un elevado déficit; a partir de 1955 la jubilación media se redujo en un tercio en moneda constante, a una tasa de descenso aún mayor que la de los salarios. El decreto/ley 9270/56 eliminó la personería gremial que otorgaba determinados derechos a los sindicatos más representativos, que así pasaban a ser entidades simplemente inscriptas, igualándolos a los sindicatos menos representativos.

### Conflictos laborales
Al asumir el nuevo gobierno luego del golpe palaciego contra Lonardi, el gral. Aramburu se encontró con una huelga general.
En algunos lugares, la huelga había comenzado el día 13 de noviembre de 1955 y las manifestaciones obreras habían producido enfrentamientos con las fuerzas de seguridad; en Rosario se produjeron víctimas fatales entre los huelguistas. El 15 de noviembre el propio gobierno admitió un 75% de ausentismo en el Gran Buenos Aires, llegando al 95 % en las principales industrias, y tan solo en el primer día hubo unas mil detenciones. El día 16, Aramburu intervino la C.G.T. y los sindicatos. Mientras se sucedían los encarcelamientos, no se limitó a castigar a la cúpula sindical, continuó con los estratos más bajos de la organización de los trabajadores y declaró disueltas las Comisiones Internas.
En CATITA, planta metalúrgica de la provincia de Buenos Aires, se efectuó en diciembre de 1955 una huelga exitosa contra el despido de varios delegados. En el Frigorífico Lisandro de la Torre de la Capital Federal, se realizaron en abril de 1956 una movilización y una huelga en contra del arresto de tres delegados por el interventor militar.
En 1957, amparándose en el decreto 2739/56, la Federación de Industrias Metalúrgicas pretendía modificar el convenio colectivo de trabajo para brindarles mayores poderes a los supervisores y empleados de vigilancia para que actúen sin necesidad de que interfiera el sindicato; establecer normas para terminar con el ausentismo y quitarles los fueros a los delegados. Sin embargo los trabajadores rechazaron inmediatamente el proyecto patronal, convocando a un paro de 24 horas contra el decreto 2739. El régimen no quería bajo ninguna circunstancia ceder ante las demandas porque se transformaría en un “caso testigo” para futuros conflictos en otros gremios que se sumarían a los que ya estaban en lucha: la construcción, el calzado, gráficos, textiles, obreros de la carne y de la construcción naval. Esta intransigencia del régimen llevó a que los metalúrgicos se embarquen en una histórica huelga que duraría seis semanas. La medida duró 40 días generando gran impacto social. El ejército y la policía reprimieron ferozmente. Las demandas de los trabajadores se centraron cada vez más en la libertad de los presos políticos- que en diciembre eran más de 400- y la reincorporación de los despedidos. Cuenta el historiador Daniel James en Resistencia e integración, que la policía amenazó a los comerciantes para que no abran crédito a los huelguistas, pero aun así los apoyaron demostrando la relación solidaria. La ofensiva de la patronal amparada por Aramburu fue durísima: la huelga metalúrgica dejó un saldo de 12 mil despedidos y perseguidos políticos.
A lo largo de 1957 los ferroviarios, empleados municipales, bancarios, alimentación, textiles, navales y telefónicos tomaron como ejemplo el caso metalúrgico y se lanzaron a la huelga erosionando a estabilidad del régimen. A partir de la aplicación del Plan Prebisch, la carestía aumentaba mes a mes. Desde enero, 3000 obreros y obreras de la empresa Philips durante varias jornadas reclamaron el reconocimiento de los delegados y la comisión interna. Se sumaron al conflicto los obreros de Siam, Piazza y Siambreta. Las luchas se extendieron a los obreros de la construcción de Mar del Plata, al frigorífico La Negra, del caucho, textiles, bancarios que reclamaban el reconocimiento de sus representantes, levantamiento de las intervenciones y aumentos salariales. Posteriormente se desató una violenta represión con allanamientos de domicilios, persecuciones, detenciones y despidos en las grandes empresas.
Durante los últimos tres meses del año volvieron con intensidad los conflictos. A fines de octubre, el gremio textil realizó un paro de 24 horas, que obligó al Ministerio de Trabajo a convocar al Comité de Huelga, y posteriormente se desató una violenta represión con allanamientos de domicilios, persecuciones, detenciones y despidos en las grandes empresas. En noviembre se sumaron los bancarios y los telefónicos por salarios, siendo intervenido el sindicato. Finalmente lo hicieron los trabajadores ferroviarios, construcción, transporte automotor, del tabaco, de la carne, gráficos y metalúrgicos. Todas esas luchas dejaron una gran experiencia en el movimiento obrero.
Luego del golpe de 1955, se produjo por una parte la ocupación de los locales sindicales por los comandos civiles y, por otra, represión y cárcel para numerosos delegados fabriles y activistas sindicales. Luego del desplazamiento de Lonardi y al asumir a mediados de noviembre, Pedro Eugenio Aramburu lo hizo impulsando una política antiobrera que incluyó proscripción de dirigentes sindicales peronistas; intervención de la CGT; se declararon nulas y disueltas las comisiones internas por parte del Ministerio de Trabajo; nombramiento de Interventores Militares en numerosos sindicatos; derogación de la Ley de Asociaciones Profesionales, quedando restringido el derecho de huelga; represión e intimidación del sindicalismo, con el arresto de cientos de dirigentes sindicales; y sanción del decreto 7107 de abril de 1956 que excluía de cualquier actividad a todos los que se hubieran desempeñado en la conducción de la CGT o sus sindicatos.
Las luchas salariales de fines de 1956 ayudaron a consolidar el movimiento de oposición. A partir de la aplicación del Plan Prebisch, la carestía aumentaba mes a mes y comienza a darse en los supermercado faltantes de productos básicos en las góndolas, junto a un aumento dramático de la inflación. Se fueron dando paros de los trabajadores de los gremios metalúrgicos, construcción, calzados, gráficos, textiles y carne. Justificándose en un paro de telefónicos y telegrafistas, el gobierno decretó el estado de sitio por 30 días en Capital Federal y Buenos Aires. En la reunión en la cual se definió la medida participaron el Ministro Alconada Aramburú, el subsecretario García Puente y el jefe de la Casa Militar, Capitán de Fragata Francisco Manrique. Según la cifras oficiales los detenidos por el estado de sitio ascendieron a 150 personas que fueron alojadas en los buques París y Washington.
En 1957 las entonces flamantes 62 organizaciones y otros sindicatos obreros argentinos disponen una huelga general que paralizó al comercio, industria y transportes. El ausentismo fue casi total en las líneas Sarmiento y Mitre, y en algunos ramales del Urquiza y el San Martín. El paro también fue importante en los barrios industriales del Gran Buenos Aires y en el interior, como en el Chaco, y en Bahía Blanca y Corrientes, donde las CGT locales pararon el día anterior, la adhesión fue total.
Después de septiembre de 1955 se procede a la expulsión de los empleados identificados con el peronismo. La Asociación Bancaria fue intervenida y puesta bajo la dirección de César González, un acérrimo antiperonista. Frente a la escalada inflacionaria de 1957/1958 comenzó una huelga bancaria. Entonces el régimen declaró la movilización militar de los empleados bancarios, a partir de las 0.00 horas del 10 de marzo de 1958. Se tomaron disposiciones de ocupación militar de todo el sistema bancario. Unidades de la infantería de marina y de la policía se ubicaron en las instituciones financieras. Según el decreto, el personal afectado tenía la obligación de noticiarse en las 48 horas siguientes y presentarse en el puesto de trabajo. Los infractores serían incorporados a las fuerzas armadas y sometidos a la justicia militar. El sindicato del Seguro emitió un comunicado contra la medida totalitaria adoptada por el gobierno de facto. El dirigente de ese gremio, Walter Iscaro, fue nuevamente detenido. La lucha por la democratización de la Asociación Bancaria da lugar a la huelga de enero, febrero y marzo de 1958, momento en que el gremio es intervenido y se concretan numerosas detenciones y apremios, movilizándolos militarmente.
El miércoles 12 de marzo de 1958, ante una huelga de brazos caídos en el Banco de la Provincia de Córdoba, 70 empleados en protesta fueron subidos a un ómnibus y conducidos a una unidad militar. También fue desalojada la Casa Central del Banco Nación. Los empleados fueron conducidos a la Escuela de Mecánica de la Armada, sufriendo torturas. El 14 de marzo alrededor de 350 bancarios fueron detenidos por las Fuerzas Armadas. Fueron declarados individuos “en cumplimiento de misión efectiva” y trasladados al Quinto Regimiento de Infantería. Para fines de marzo aproximadamente 8 mil empleados bancarios se encontraban alojados en unidades militares en todo el país. En la Capital Federal superarían los tres mil, distribuidos entre la Escuela de Mecánica de la Armada y la del Ejército, el regimiento primero de Infantería de Marina y el regimiento primero de Patricios. La medida hizo que la huelga se extendiera. En Rosario continuó el paro. Se hizo evidente que las medidas represivas no estaban dando resultados positivos para el régimen de Aramburu. Días antes de asumir Frondizi, este se reunió con los dirigentes bancarios, quienes luego de 52 días de huelga, junto con los gremios bancario y del seguro, retornaron a sus puestos de trabajo.
Ante la dureza de la medida de movilización militar, hubo muestras de apoyo de otras organizaciones sindicales que declararon su solidaridad con el gremio bancario: Sindicato del Seguro, Sindicato Argentino de Prensa, Asociación del Personal Aeronáutico, Federación Argentina de Trabajadores de Luz y Fuerza, Sindicato de Luz y Fuerza, Federación de Obreros y Empleados de la Argentina, Sindicato de Agua y Energía, Federación de Empleados de Comercio de Buenos Aires, Unión Obrera de la Industria Maderera, Unión de Trabajadores de Entidades Deportivas y Civiles, Delegaciones Regionales de la CGT (Concordia y Mendoza), Sindicatos Unidos de Petroleros del Estado, Asociación Argentina de Telegrafistas, Radiotelegrafistas y Afines, Sindicato Obrero de la Industria Aceitera, Sindicato de la Industria del Papel, Sindicato de Trabajadores de la Industria de la Alimentación, Unión Obrera de la Construcción, Sindicato Argentino de Músicos, Sindicato Obrero de la Industria del Vidrio y Afines, Sindicato Obrero de la Industria del Vestido y Afines, La Fraternidad, Unión Ferroviaria, Federación Argentina de Trabajadores de Industrias Químicas y Afines, Sindicato Único de Relojeros y Joyeros de la Argentina, Sindicato Único de Portuarios y Federación de Obreros de Construcciones Navales.
En la segunda mitad de 1958, las 62 organizaciones lanzaron varias proclamas de índole más política que gremial, en las cuales no se nombraba a Perón o al peronismo, aunque sí se utilizaba un lenguaje inequívocamente peronista. Los sindicatos peronistas anunciaron un paro general los días 22 y 23 de octubre de ese año, que terminó con la movilización militar de los trabajadores y el arresto de decenas de dirigentes gremiales y una enérgica represión.
En ese clima de huelgas, represión y ataques a las conquistas obreras, la “Federación de Obreros en Construcciones Navales-Autónoma” (FOCN) lanzó en octubre de 1956 una huelga que duró 14 meses, entre octubre de 1956 y noviembre de 1957, siendo la huelga más extensa de la clase obrera argentina en el siglo XX. El 11 de octubre de 1956, la huelga se agravó cuando en Rosario, elementos parapoliciales del régimen apuñalaron de muerte al obrero naval Ramiro García Fernández. El gobierno de Aramburu construyó un sindicato paralelo, el SAON (Sindicato Argentino de Obreros Navales), reconociéndolo formalmente en agosto de 1957, comenzando a afiliar compulsivamente nuevos trabajadores a este sindicato.
Desde mediados de 1956 hasta fines del mismo año, donde se efectuaron una serie de paros de gran significación, y se evidenciaba un incremento de la resistencia de los trabajadores recurriendo a todos los métodos a su alcance. En cada barrio, ciudad o pueblo surgieron dirigentes que por su decisión eran elegidos por sus compañeros para ocupar los primeros planos, no existiendo otra selección que la predisposición para la lucha.

#### Pueblada de Cutral Có
EL 19 de febrero de 1958 se desata en la localidad de Cutral Có (Neuquén) una pueblada en apoyo de la huelga petrolera que descalabra la represión. Ese día, miles de manifestantes salen a las calles para apoyar la huelga que llevaban a cabo los petroleros y enfrentar el plan represivo que había desplegado el gobierno militar. La masiva concurrencia partió del centro de la comarca petrolera y marchó hasta Plaza Huincul, encabezada por los párrocos locales Zantos y Urrutia. Las movilizaciones se fueron sucediendo desde el primer día de la huelga general por tiempo indeterminado, reclamando, entre otros puntos, “un aumento salarial de $800, reincorporación del personal cesanteado por cuestiones políticas y restauración del servicio asistencial”. Para evitar la acefalía ante el eventual encarcelamiento de la conducción, el 13 de febrero se aprobó la huelga general. El Regimiento 10 de Infantería irrumpió en la localidad, ocupando la sede sindical del SUPE y encarcelando a unos trescientos obreros.

### Huelga estudiantil de 1956
Aramburu sanciona el 23 de diciembre de 1955 el decreto-ley 6.432, en cuyo artículo 28 afirmaba: 
«La iniciativa privada puede crear universidades libres que estarán capacitadas para expedir diplomas y títulos habilitantes siempre que se sometan a las condiciones expuestas por una reglamentación que se dictará oportunamente».
Las protestas relativas a la derogación del artículo no se harían esperar y se convertirían en particularmente álgidas durante los primeros días de mayo de 1956, cuando detractores y defensores del ministro de Educación se crucen violentamente en un proceso que implicó tomas de dependencias secundarias y universitarias en todo el país.
En la UBA los comunistas serían los principales impulsores de las ocupaciones en la Facultad de Medicina. La caída de José Luis Romero del rectorado, quien había llevado adelante un proceso de cesantías masivas de docentes y renuncias de profesores acusados de colaborar con el peronismo a mediados de mayo de 1956, al igual que la renuncia del militante ultracatólico Atilio Dell’Oro Maini de la cartera educativa nacional, colocaría al médico conservador Alejandro Ceballos al frente de la UBA. Ceballos se convertiría en un adversario de los sectores «modernizantes», afincados en las Facultades de Ciencias Exactas y Naturales y Filosofía y Letras, que pretendían una renovación. En junio comienza la toma de diferentes universidades. El reclamo iría de una posición adversa respecto de los concursos docentes, criticándose el estado edilicio de las casas de estudio superior, y rechazándose la derogación de los exámenes mensuales (mediante los que se permitía al alumnado rendir finales a cada mes) y el espíritu limitacionista que ello implicaba. Desde febrero de 1956, la FUA y la FUBA manifestaron su preocupación por la posibilidad de que el Artículo 28 se reglamentara. Comenzado el ciclo lectivo de 1956, los estudiantes reformistas llevaron adelante una batería de acciones tendientes a impedir la reglamentación del Artículo 28, acciones que incluyeron demostraciones públicas, huelgas y ocupaciones de facultades en la UBA. Un clima de violencia y agitación se había desatado. Ya en los primeros días de mayo se presentaron por un lado los estudiantes universitarios y secundarios, y enfrentados a ellos las fuerzas represivas y las autoridades universitarias adictas al régimen, llevando a un paro de estudiantes de acatamiento unánime.
A partir de 1957 es fácil advertir a través de diversas publicaciones comunistas, aunque también en otras reformistas, un aumento de la radicalización estudiantil. En febrero de ese año los comunistas propiciaron las protestas contra el examen de ingreso. En este marco, retomando una metodología que los estudiantes habían utilizado el año anterior en repudio al artículo 28, y previamente en los días posteriores en rechazo al golpe de Estado. Se ocuparon las facultades de Medicina e Ingeniería porteñas. El hecho se inició el 12 de febrero en Medicina y luego se trasladó a Ingeniería bajo la consigna: «Menos presupuesto militar, queremos estudiar». El acontecimiento trajo aparejado fuertes cruces con las autoridades universitarias, cuya política limitacionista se juzgaba cómplice del ahogo presupuestario al que sometía el gobierno nacional a las casas de altos estudios.

### Política económica
En el ámbito económico, Argentina ingresó al Fondo Monetario Internacional y al Banco Mundial. Se decretó la intervención de la CGT, la derogación de la ley de Asociaciones Profesionales y la restricción del derecho de huelga, el desmantelamiento de IAPI y la privatización de los depósitos bancarios. De los 371 millones de dólares que se encontraban en el Banco Central, para el último día de la dictadura solo quedaban 125 y una deuda externa que comprometía mucho más que la totalidad de las reservas, mientras que el déficit de la balanza de pagos llegaba a los 339 millones de la misma moneda. El déficit fiscal se había elevado a 38.000 millones. Se habían liquidado en solo dos años tres millones de cabezas de ganado, había bajado sensiblemente la actividad industrial y aumentado exponencialmente la inflación, al tiempo que los salarios estaban contenidos y crecía la desocupación. Las importaciones sumaban en 1957 1.310 millones de dólares, superior a los 957 millones de exportaciones.
Se dispuso la intervención de 40 firmas nacionales y extranjeras, entre ellas industrias como Kaiser Argentina, Mercedes Benz, Fiat, Deuz, etc. En 1956 el gobierno militar firmó un acuerdo con empresas fabricantes de tractores, lo que llevó a un fuerte conflicto con la Cámara Argentina de Fabricación de Tractores y Maquinaria Agrícola por los contratos que otorgaban el total control del sector a cuatro empresas extranjeras. La cámara sostenía que el oligopolio permitía a dichas firmas incrementar los precios abruptamente y cometer prácticas desleales, violentando los principios de competencia. Al finalizar el régimen de Aramburu, Argentina se encontraba en default, y la deuda externa había crecido hasta alcanzar los 1.800 millones de dólares. El déficit fiscal que en 1957 era de 27 000 millones de pesos moneda nacional, en 1958 se elevó a 38 000 millones. Durante su gestión sumó nuevas obligaciones externas por 700 millones de dólares estadounidenses, que no pudo pagar, dejando al país al borde del default.
En 1955, Argentina era un país acreedor y el Banco Central tenía 371 millones de dólares en reservas. Al finalizar la dictadura Argentina se encontraba en default, y la deuda externa había crecido. Cuando la dictadura tomó el poder Argentina era un país acreedor y el Banco Central tenía 371 millones de dólares en reservas. Al retirarse en 1958, la deuda externa era de 1.800 millones de dólares. El déficit fiscal que en 1957 era de 27 000 millones de pesos, en 1958 se elevó a 38.000 millones.
Se desarticuló todo el sistema económico montado por el peronismo, pasando la economía del país a depender enteramente de sus exportaciones de granos y carnes, que además estaban controladas por grandes empresas extranjeras. También el Banco Central dejó de ser un promotor del desarrollo para ser un simple estabilizador de precios. Se intentó expandir la economía vía del aumento salarial y de los impuestos. Instauró un régimen de control de cambio, no se podían transferir divisas al exterior, la compra de dólares se limitó a 50 dólares por persona por mes, y para hacerlo había que firmar una declaración jurada. En ese momento, se registraban vencimientos con Estados Unidos a lo que el gobierno de facto de Eugenio Aramburu sumó nuevas obligaciones por u$s 700 millones, que no pudo pagar. Durante este período los términos de intercambio cayeron notablemente: en 1957 los precios eran un 13 % menores que los de 1953. A pesar de la política devaluatoria aplicada, las reservas declinaron y se acumularon las deudas comerciales. Se llevó a cabo una devaluación, con lo se produjo un alza interna en los precios de los productos primarios: se incrementó un 40 % la carne y más de 200 % en el caso de los cereales. Para cubrir el déficit comercial el gobierno debió recurrir a préstamos externos. Para ello entró en tratativas con el Exim-Bank de Estados Unidos y diversos bancos británicos; sin embargo a fines de 1956 la situación económica argentina se agravó, acusando la balanza comercial un déficit de 210 millones de dólares, cifra casi equivalente a la de las reservas existentes.
El régimen llegó al punto de realizar incesantes emisiones de dinero, mientras que en el año 1956 la dictadura de Aramburu había emitido 3.165 millones de pesos, en el año que terminaba, 1957, la cifra había ascendido a casi al doble: 5.904 millones.
El gobierno militar fundó el Instituto Nacional de Tecnología Agropecuaria (INTA) el 4 de diciembre de 1956 mediante el Decreto Ley 21.680/56, y se inauguró la Usina de San Nicolás en 1957.
Durante el régimen se formó una fuerza parapolicial, que bajo la mirada «vigilante» de los agentes del orden, grupos de antiperonistas, llamados «Comandos Civiles Revolucionarios», destruyeron locales partidarios, asaltaron sedes gremiales, atacaron locales de la Fundación Eva Perón y casas particulares de reconocidos funcionarios o militantes peronistas, quemando miles de documentos.
Se dio una fuerte animosidad contra la FUBA, que se debía principalmente a su protagonismo e importante poder decisivo en la política universitaria desperonizadora de la “Libertadora”. Inmediatamente después del golpe, la Universidad de Buenos Aires (UBA) fue dominada por organizaciones estudiantiles antiperonistas y fue intervenida pocas semanas más tarde. La política universitaria de Aramburu estuvo marcada por la impronta de la desperonización, que se había generalizado en todas las esferas de la vida social y política del país. A partir de ese momento, al igual que en las Fuerzas Armadas, se llevó a cabo una purga que implicó la incorporación y la separación de docentes en todas las universidades nacionales en base al signo respecto del gobierno derrocado.
Durante su régimen dictatorial se disolvió en parte el IAPI. Se suspendió el contrato firmado en 1954 con la Standard Oil para autoabastecer al país de petróleo, lo que provocó una declinación de la producción hidrocarburífera nacional y un aumento de las importaciones de petróleo que revirtieron la balanza comercial superavitaria, acumulando un creciente déficit comercial y atraso en el sector hidrocarburifero que entraría en crisis en la siguiente década a causa de ello.

### Política cultural y educativa
Siguiendo la política general de proscripción del peronismo, la dictadura militar reprimió sistemáticamente la expresión de las ideas de esa corriente política. Las posturas en contra del peronismo se profundizaron, decidiéndose la disolución del Partido Justicialista y la inhabilitación política para sus dirigentes más destacados. De ese modo, fueron clausuradas publicaciones como la revista De Frente y el periódico Palabra Argentina, este último clausurado el 9 de junio de 1957, simultáneamente con el encarcelamiento de su director, Alejandro Olmos. Se dispuso que fueran intervenidos los más importantes periódicos, colocando en ellos personas favorables al régimen. Carlos Alberto Erro fue el interventor de ALEA y ATLAS y se asignó a José Barreiro director de El Mundo; también fueron intervenidos o expropiados el diario Mundo Argentino; Hogar Democracia La Época; y Crítica. El 13 de junio de 1957 apareció muerto en su estudio de la calle San Martín 536 el doctor Marcos Satanowsky. El crimen estaba vinculado con la tenencia de las acciones del diario La Razón, intervenido por Aramburu. Peralta Ramos había recibido presiones y extorsiones para que entregara el diario al gobierno de Aramburu. Durante este período se generalizaron las torturas, expropiación de bienes y exilio de sindicalistas, partidarios y colaboradores peronistas, científicos, intelectuales y artistas. Hugo del Carril fue el primer detenido entre las personalidades del campo cinematográfico. Luego fue el turno de Ángel Luis y Atilio Mentasti, y luego de César Amadori. Los sectores católicos conservadores que le permitieron llegar al poder pedían una censura cada vez más estricta. Los tres años del régimen están marcados por una numerosa cantidad de episodios de persecución.
Atilio dell’Oro Maini fue designado ministro de educación, un personaje que ya en 1928 había alcanzado cierta notoriedad en los círculos de la derecha en su carácter de primer director de Criterio, revista semanal oficiosa de la Iglesia de marcada tendencia fascista. En 1931 el gobierno golpista del general José Félix Uriburu lo designó interventor federal en la provincia de Corrientes; Maini mantuvo un claro apoyo a las "potencias nacionales" del Eje. Dell’Oro Maini firma un decreto destinado a favorecer los designios de la Iglesia en materia de educación, siendo uno de los tantos simpatizantes del nazismo que acompañaron a Lonardi. Juan Carlos Goyeneche fue designado por el nuevo gobierno como secretario de Prensa. Anteriormente, en noviembre de 1942, en nombre del presidente argentino Ramón S. Castillo, logró en Berlín algo impensable en aquellos años para cualquier político latinoamericano de segunda línea: ser recibido por los más altos jerarcas nazis, como el jefe de las temidas SS Heinrich Himmler y el ministro de Relaciones Exteriores Joachim von Ribentrop. Además, tuvo oportunidad de intercambiar cartas con el propio "Führer", entrevistando también a Benito Mussolini en Roma; a Francisco Franco en Madrid; al dictador portugués Antonio de Oliveira Salazar; y a Pierre Laval, el más acendrado colaboracionista de los alemanes en la Francia ocupada. Durante el mandato de Aramburu y Rojas se acusa a Perón de 121 delitos, se le inicia un juicio por traición a la patria y se le prohíbe el uso del grado militar y el uniforme.
La Marcha de la Libertad, teniendo como objetivo la desperonización y combinando un gran despliegue de su aparato de propaganda, fue impuesta obligatoriamente dentro de las escuelas. Se impuso una fuerte censura en el teatro y el cine: obras como La gata sobre el tejado de zinc y su película homónima fueron censuradas en Argentina durante el régimen militar autodenominado Revolución Libertadora. Se encarceló al productor cinematográfico Hugo del Carril, y a los propietarios de la productora Argentina Sono Film. El rol protagónico lo tomó la Acción Católica Argentina desde la Dirección Central de Cine y Teatro de la A.C.A., encargada de “calificar moralmente” películas y obras de teatro. Aramburu impone mediante el Decreto 11.847 del año 1956 la formación de Comisiones de Censura Provinciales y Municipales. La inscripción misma a los concursos para cargos docentes tras 1955 sería parte de una violencia política inusitada, ya que se establecería que para la presentación a una cátedra el postulante tenía que firmar un documento en el cual declaraba no haber tenido ningún compromiso con el “antiguo régimen”. Las autoridades universitarias de la dictadura de Aramburu, más allá de la idoneidad de los docentes, se reservaban el derecho de impugnar las candidaturas con base en un análisis “de la conducta moral” del aspirante. Por ejemplo, por citar algunos casos, eran motivo de impugnación aquellos postulantes que habían participado en el Congreso de Filosofía de Mendoza del año 1949 o en el Latinoamericano de Sociología durante el peronismo o cualquiera que tuviera publicaciones ligadas al gobierno anterior. Se cometerían numerosas irregularidades en las universidades. A modo de ejemplo de los autoritarismos cometidos en la UBA luego del año 1955, Oscar Balestieri, en una entrevista, recuerda: (...) La universidad después del año 1955 y por citar el caso de Arquitectura que yo conozco, se caracterizó por sostener muchas arbitrariedades. Por ejemplo, yo entro en 1958, en el período donde habían ingresado los profesores a las cátedras por la fuerza, ya que se había expulsado a los docentes peronistas y los cargos serían cubiertos sin concurso. Habían echado a todos los profesores que venían del peronismo y había un nivel de persecución infernal. Echan a todos y luego asaltan la academia docentes recién recibidos o en varios casos, había algunos profesores que ni siquiera estaban recibidos. Eran, en gran parte de los casos, muy jóvenes e ingresaban sin concursos en el marco de las expulsiones sistemáticas y las arbitrariedades cometidas a la institución.
La etapa inaugurada en 1955 llevaría a cabo persecuciones, proscripciones y violaciones constantes al derecho y a las instituciones educativas de gobierno, retomando un esquema político restringido similar al modelo de la década infame.
La Marcha de la Libertad fue impuesta obligatoriamente dentro de las escuelas, teniendo como objetivo la desperonización y combinando un gran despliegue de su aparato de propaganda. Se encomendó a la Dirección General de Educación bajo la órbita de la Marina la reforma del plan de estudios y programas de las escuelas primarias, censurándose gran cantidad de autores e imponiendo obligatoriamente una visión historiográfica de línea mitrista-liberal. Se suprimió la libertad de cátedra y los concursos docentes, designándose profesores según su grado de apego al régimen de la "Revolución Libertadora". Al mismo tiempo fueron obligatorios el aprendizaje de textos y panfletos diseñados por el ministerio de educación de tono propagandista que exaltaban los logros de la "revolución", a la figura de Aramburu, comparándola con Sarmiento, y la de su esposa Sara Lucía Herrera, fomentando un culto hacia sus personas.
Ya durante el régimen de Aramburu se cerraría el cerco contra la autonomía universitaria, se prohibiría la participación estudiantil en los consejos, se reduciría el presupuesto educativo y se promovería la introducción de exámenes de ingreso en diversas facultades. A partir de la toma del poder de Aramburu se iniciaría la sistemática eliminación en las universidades ya no solo de peronistas, sino además, de los sectores católicos, nacionalistas y de la izquierda comunista.
Se dictaron desde un primer momento una serie de disposiciones tendientes a eliminar todas aquellas referencias que de forma gráfica, escrita u oral hicieran mención al gobierno peronista. Como parte de la campaña de "desperonización de la sociedad" se encargó de aplicar el decreto 4161 que prohibía los nombres de Juan Domingo Perón y Eva Duarte de Perón, así como cualquier mención referida a la ideología peronista. Se establecía una pena de prisión de treinta días a seis años para los infractores. Adicionalmente las personas culpables debían pagar una multa y quedaban inhabilitadas para desempeñar cargos públicos, sindicales o en partidos políticos. Si se trataba de una empresa comercial, en la primera ocasión era clausurada quince días y si infringía el decreto por segunda vez era clausurada permanentemente, por lo que se dejaron sin efecto los nombres alusivos al peronismo o a fechas relacionadas con ese movimiento.
Aramburu le ordenaría al coronel Héctor Cabanillas, jefe del servicio de inteligencia militar, el robo del cuerpo de Evita y su traslado al extranjero. Se entregó a la Armada una colonia de vacaciones para niños de la Fundación Eva Perón, abandonándose la construcción de hoteles de turismo social, todo ello en Villa del Dique (Córdoba), como el que se planificara como gran hospital pediátrico. Se clausuraron las 208 proveedurías que dependían de la Fundación –concebidas para combatir el agio y la especulación- permitiendo que se pudrieran los alimentos perecederos. Fueron destruidos libros, documentos oficiales, pulmotores y medicamentos por tener escrito el nombre de la Fundación; el Hospital Obrero de Nueva Pompeya fue entregado a la Aeronáutica.
Se llegó al extremo de castigar a deportistas: cualquier figura del deporte relacionada o sospechada de haber brindado su apoyo a Perón, o de haber recibido favores de este, pagaba con la exclusión social. Tal situación afectó a un centenar de atletas, como el remero olímpico Eduardo Guerrero, los campeones mundiales de básquet de 1950, el campeón sudamericano de bochas Roque Juárez, el maratonista Delfo Cabrera, la tenista Mary Terán de Weiss y hasta los corredores Walter Lemos y Osvaldo Suárez, que por consecuencia de la suspensión no pudo competir en la Maratón de Melbourne 1956.
En materia universitaria se expulsaron a profesores simpatizantes del peronismo de las escuelas y universidades. La persecución motivó a muchos profesores a exiliarse. En los meses siguientes cientos de profesores fueron despedidos, renunciaron a sus cátedras o abandonaron el país.
En 1955 se intervienen todas las universidades, acabando con la autonomía universitaria respecto del gobierno con cogobierno estudiantil y con la independencia en la administración de los recursos. Es demolido el Palacio Unzué, casona histórica que había pertenecido a la familia Unzué y había sido la residencia presidencial desde 1949. En cuanto a las comisiones investigadoras, María Estela Spinelli (2005) las considera parte del proyecto pedagógico de la desperonización, buscando la estigmatización del peronismo y de su gobierno.
Fueron intervenidos la mayoría de los municipios territoriales, comisarías y subcomisarías. Los jueces de paz fueron reemplazados en todo el país y una minoría fue reconfirmada en el cargo. Se intervinieron varios organismos, mayoritariamente establecimientos escolares, hospitales y delegaciones del ministerio de Trabajo y Salud, o bien fueron disueltos.
Se dictó una proclama militar que causaría la cesantía de cientos de docentes: "Declárase absolutamente incompatible, bajo pena de exoneración, el desempeño de cualquier función o empleo público, inclusive el docente, o las tareas de cualquier clase originadas en nombramiento de Comisiones Investigadoras o Intervenciones decretadas por el Gobierno Revolucionario, con la intervención o participación, por sí o por interpósita persona, en el asesoramiento, defensa, patrocinio o representación de personas y/o sociedades o asociaciones interdictas o sometidas a responsabilidad penal,
civil y/o administrativa por delitos o irregularidades investigadas durante el gobierno de la Revolución Libertadora".
En octubre de 1955 se interviene el Instituto Tecnológico del Sur (Universidad Nacional del Sur) (UNS) en la sureña ciudad bonaerense de Bahía Blanca, produciendo decena de cesantías de profesores y académicos, entre ellos Santiago Bergé Vila y Antonio Tridenti, pertenecientes al grupo de profesionales fundadores del Instituto. Benito Franchini y el doctor Solana, que se desempeñaba como vicerrector del ITS en 1954, también figuraron en esta nómina de cesanteados, junto con el ingeniero Antonio Siri, los doctores Romero Krause y Graziani, el doctor Remus Tetu, los profesores Dr. Marcelo Galar, los ingenieros Alejandro Clara, David Craig, N. Cardona, Eloy Varela, Jorge Reyes, Manuel Muradás -docente de origen rumano que se desempeñaba en la Escuela de Ciencias Económicas-. Algunos de las decenas de profesores e investigadores cesanteados, como Antonio Tridenti, Remus Tetu y Arnaldo Cañueto, se incorporarían al comité Acción Pro Revisionismo Universitario de Bahía Blanca, con el fin de luchar por la derogación de la legislación universitaria sancionada por la dictadura de Pedro Eugenio Aramburu. Se desencadenó una protesta estudiantil contra el decreto 6403/55, que imponía controles ideológicos a los profesores y un control represivo sobre la actividad estudiantil.
La Asociación del Fútbol Argentino (AFA), que gozaba de autarquía, fue intervenida, designándose al coronel Arturo Bullrich como interventor por el nuevo gobierno de facto. También fue intervenida la Asociación Argentina de Tenis por el presidente de facto Pedro Eugenio Aramburu, que exigió que se excluyera a varios tenistas, entre ellos a María Terán de Weiss, del circuito internacional, con la firma de Enrique Morea, exigencia que fue rechazada por la Asociación Internacional de Tenis, debido a "su evidente intencionalidad de persecución política contra Weiss". El Comité Olímpico Argentino, a pesar de ser una entidad civil, autárquica, desvinculada por normas estatutarias de todo tipo de influencia económica, política, religiosa y racial, también fue intervenido. El plano social se caracterizó por un fuerte conservadurismo, censura y represión. El libro Los desnudos y los muertos, novela de Norman Mailer, editada en los años previos a 1955 por editorial Sur, con una temática que alude al sexo, había sido secuestrada por la policía, e incluso la Municipalidad de la Ciudad de Buenos Aires secuestra con sus camiones los cuatro mil ejemplares de la edición. El orden dogmático se impone, prohíben la circulación del libro en el ámbito de la capital. Desde el ángulo social, otros hechos se suman a lo ya expuesto. En octubre de 1956, comisarios de distintas seccionales de la ciudad de Buenos Aires y de los partidos provinciales aledaños emprenden razzias en sitios de reunión y en la vía pública y detienen a los "petiteros" (palabra que alude a cierta modalidad en el vestir), y en general a todos aquellos que usan el pelo largo. Con el inicio de la dictadura nacionalcatólica de Lonardi comenzaron razzias y persecución contra la diversidad sexual, la policía clausuró locales donde se reunían personas del ambiente, arrestó a decenas de poetas, pintores y artistas considerados o sospechosos de ser homosexuales, se arrestaba por faltas a la moral y las buenas costumbres», los golpeaban y rapaban la cabeza; creando un clima desconfianza y miedo entre las personas homosexuales. En muchos casos, la violencia se manifestó en tratos denigrantes, detenciones, torturas y asesinatos por el solo hecho de ser homosexual. La dictadura estableció una fuerte represión en toda la sociedad.
Respecto al tango y al folklore, la autoproclamada "Revolución Libertadora", como más tarde haría el autodenominado "Proceso", va a establecer una política sistemática de opresión, manipulación, apropiación y aniquilación de las expresiones populares.
Se dicta una Ley de Radiodifusión en 1957, que sería luego reglamentada en 1965, y que establecía “abstenerse de los programas que exalten la disolución de la familia, el desvío sexual o el erotismo, como también la inclusión de alusiones o disquisiciones que exalten formas de vida reñidas con las normas sociales, políticas y éticas de nuestro país”.
El gobierno militar implementó una política de desfinanciamiento y postergación de la Universidad Obrera Nacional (UON), creada durante el gobierno de Perón, con la evidente intención de organizarla como instituto de formación no universitario. Los estudiantes de la UON se organizaron para reclamar la misma organización y reconocimiento que las demás universidades, y comenzaron a denominarla Universidad Tecnológica Nacional, denominación que finalmente fue adoptada de manera oficial, cuando la misma fue reconocida y organizada como universidad en 1959, durante el gobierno de Arturo Frondizi. El decreto incluyó también la cesantía de profesores universitarios, médicos y la elaboración de listas negras de artistas peronistas, a los cuales se les negó créditos y censuró a través de diversos organismos y se los inscribió en listas negras, negandoles cualquier tipo de ayuda económica y prohibiéndoles participar de muestras artísticas.
Producido el Golpe de Estado de 1955, Eduardo Lonardi emitió un bando donde Isidro Odena fue nombrado Director Nacional de Radiodifusión. Pocos días después del derrocamiento del gobierno peronista varias escuelas fueron intervenidas, los estudiantes comenzaron a movilizarse y ocuparon establecimientos. Tanto en las escuelas dependientes del nivel nacional como en aquellas que estaban a cargo de la provincia de Buenos Aires, los ministros de Educación establecieron que las clases terminarían antes de tiempo, el 11 de noviembre. En un contexto igualmente conflictivo, se inició el período lectivo siguiente, con el agravante de que la epidemia de poliomielitis lo retrasó en las instituciones de educación primaria hasta mediados de mayo. Se procedió a una masiva censura de los libros de lectura y enseñanza. Cada una de las recién creadas Inspecciones de Enseñanza de los distritos de la provincia se abocaron a elegir los textos de lectura y depurar los textos vigentes. Estas medidas fueron acompañadas, en este contexto, de otras orientadas al desplazamiento de docentes que pudieran ser identificados con el peronismo o el comunismo a través del decreto 2035 serie A del 28 de diciembre, a partir del cual la Subsecretaría de Educación reglamentaba criterios de despido de docentes.
Se cortaron los créditos y el cine argentino enfrentó su peor época: se suspende por completo la producción y durante dos años no se estrenará ningún film argentino. El cine estuvo signado por una paralización de la producción cinematográfica, la suspensión de los créditos y la persecución de los hombres y mujeres de la industria cinematográfica que padecían la inclusión en listas negras, especialmente los ligados al peronismo o la izquierda. Se elaboraron películas panfletarias y se creó el Instituto Nacional de Cinematografía (INC). En 1955 Lucas y Atilio Mentasti, propietarios de Argentina Sono Film, fueron arrestados. Se elaboraron además películas propagandísticas como Después del Silencio o El mito, con el objetivo de intentar desacreditar al peronismo. El nacionalista Juan Carlos Goyeneche, de claras simpatías por el nazismo, fue el primer secretario de Difusión, y este anuncia que en la residencia presidencial se hallaron “20 millones de dólares dejados por Perón”. El hecho nunca se prueba y luego es olvidado. Se prohíbe la circulación de medios impresos simpatizantes de “la segunda tiranía”. Lo único que se logra es que prolifere una gran cantidad de panfletos clandestinos.
Paralelamente los funcionarios del gobierno democrático derrocado fueron perseguidos, teniendo una encono especial contra aquellos funcionarios de origen judío como Abraham Krislavin, que fue subsecretario del Ministerio del Interior, Liberto Rabovich, que fue juez, Israel Zeitlin, director del suplemento de la Prensa de la CGT, el rabino Amram Blum, asesor presidencial en asuntos religiosos, David Diskin, diputado, Pablo Manguel, primer embajador argentino en Israel, Enrique Dickman, dirigente socialista que apoyó al peronismo, y el cronista deportivo Elías Sojit.
Se adoptaron medidas económicas a favor del catolicismo en las escuelas, que comenzaron con el restablecimiento de subsidios a colegios religiosos el 19 de febrero de 1956. El 22 de mayo de 1957 se firma el decreto por el cual se otorgaba a la educación privada subsidios. El Estado y la iglesia católica atendían también a la construcción de fundamentos políticos y pedagógicos sobre las modificaciones realizadas y para realizar un curriculum oficial, especialmente en lo vinculado a la inclusión de la religión en la escuela pública. El 9 de junio el Consejo de Educación obliga a incluir en el horario de clases la enseñanza de la religión católica. Esta materia hacia finales de 1956 sería incorporada al curriculum oficial en carácter de materia de promoción obligatoria para los alumnos.
A partir de 1957, con la nueva reglamentación de la radiodifusión, el medio entró en un terreno complejo. La censura y el cuidado de los contenidos en los programas se convirtieron en una práctica frecuente. Durante la dictadura, figuras identificadas con el depuesto gobierno de Perón fueron prohibidas, encarceladas o perseguidas: Hugo del Carril y su esposa, Alberto Castillo, Tita Merello, Elina Colomer, Fanny Navarro, Nelly Omar, Luis Elías Sojit, Antonio Tormo, Sabina Olmos, Cátulo Castillo, Chola Luna, Héctor Mauré, Paco Jamandreu, entre otras. 
Ante la censura oficial del régimen fueron creados periódicos clandestinos de breve duración, ya que muchos fueron censurados y sus editores y periodistas encarcelados, entre ellos El Descamisado, dirigido por Malfredo Sawady; La Argentina, dirigido por Nora Lagos; Doctrina, dirigido por José Rubén García Martín; y El Federalista, dirigido por José Antonio Güemes. Luego se incorporarían durante los siguientes años Tres Banderas y Compañeros, ambos dirigidos por J. Bernado Iturraspe; Bandera Popular; Palabra Argentina, dirigido por Alejandro Olmos; Palabra Prohibida, dirigido por Luis A. Sobrino Aranda; Rebeldía, dirigido por Manuel E. Bustos Nuñez; Línea Dura, dirigido por María Granata; entre otros.
Durante la dictadura de Pedro Eugenio Aramburu, combinando un gran despliegue de su aparato de propaganda, la Marcha de la Libertad, himno de las fuerzas golpistas de septiembre de 1955, fue impuesta obligatoriamente dentro de las escuelas. Se creó el Fondo Nacional de las Artes, dirigido por Victoria Ocampo.
El gobierno militar desmanteló el CONITYC que había congregado a importantes científicos, como el físico José Balseiro, Enrique Gaviola y el ingeniero nuclear Otto Gamba, los cuales debieron exiliarse o trabajar de forma privada, y se lo renombró como Consejo Nacional de Investigaciones Científicas y Técnicas (CONICET), designando a su frente al Premio Nobel Bernardo Houssay,
La Iglesia Católica, frente a la caída de su principal defensor, el general Lonardi, recibió finalmente como prebenda el decreto 6403, que en su artículo 28 permitía la creación de universidades privadas. El estudiantado protestaba en las escuelas secundarias y en las universidades extendiendo sus huelgas y movilizaciones a todo el país, lo que llevó a la renuncia del ministro Dell’Oro Maini, que estaba en Perú. También renunciaron el subsecretario de Educación, Belisario Moreno Hueyo, y varios interventores en las universidades. El gobierno aceptó las renuncias y le dejó al próximo gobierno la reglamentación y aplicación del polémico decreto.
También se incluyó la degradación de oficiales y suboficiales de las tres armas que habían actuado en defensa del gobierno constitucional derrocado, fueran o no peronistas, la puesta en disponibilidad del personal docente y administrativo de los distintos niveles educativos y cláusulas discriminatorias para acceder a cargos o concursos, además de cesantías en reparticiones de salud pública, en la justicia y en otras dependencias estatales.
El 9 de noviembre de 1956 se crea la "Junta de Defensa de la Democracia", un organismo destinado a perseguir a los comunistas, cuyo director fue Luis María Bullrich. El ente gubernamental tendría como tarea calificar las publicaciones culturales, económicas, sociales o políticas en la misma forma que se hará con las organizaciones. Durante ese mes continuó el traslado de presos políticos comunistas desde la Penitenciaría Nacional y la cárcel de Olmos al buque París. Entre otros fue arrestado el famoso Osvaldo Pugliese, quien compartió celda con Rodolfo y Orestes Ghioldi, dirigentes de larga data del Partido Comunista, y curiosamente hermanos de Américo Ghioldi, uno de los civiles que apoyaban la dictadura. También fue detenido por el régimen militar el reconocido poeta chileno Pablo Neruda, que se encontraba de paso en Buenos Aires y que fue trasladado al penal de Las Heras, donde sufrió vejaciones.

## Fuerzas Armadas
La situación con las Fuerzas Armadas se volvió tensa; las fuerzas armadas fueron parte del proceso de "desperonización", donde se buscó eliminar a oficiales y suboficiales con simpatías peronistas o que no se habían sumado al golpe de Estado de septiembre los cuales pasaron a ser considerados enemigos del Estado. Esto incluyó el pase a retiro de numerosos generales y oficiales, y se implementaron medidas para controlar y reeducar a los militares en línea con la nueva ideología antiperonista, lo que tuvo un profundo impacto en la estructura y la composición de las Fuerzas Armadas, marcando un punto de inflexión.
La etapa se caracterizó por las luchas facciosas dentro de la fuerzas armadas, la indisciplina, la falta de subordinación a las jerarquías, el quiebre de la cadena de mandos, la subordinación del poder político al militar, y la subordinación de toda las fuerzas armadas al objetivo del régimen dictarial.

Tras el levantamiento Valle de Juan Carlos Lorio presidió el tribunal ad hoc que realizó el juicio sumarísimo a los militares sublevados en Campo de Mayo. El fallo de ese tribunal fue el siguiente: «este Consejo ha resuelto que no ha lugar la pena de muerte».
A pesar de lo resuelto por el Tribunal Juan Carlos Lorio es notificado de que, pese al fallo dictaminado por el tribunal,la dictadura ya decidió que la suerte que correrían los detenidos sería la muerte por fusilamiento. La decisión del Aramburu tomó por sorpresa a Lorio e inmediatamente pide por todos los medios conversar con Pedro Aramburu, sin embargo recibió como toda respuesta: «el presidente duerme». Los detenidos fueron pasados por las armas el 12 de junio de 1956 luego de que Aramburu rubricara el decreto 10 364 que detallaba la lista de once militares que debían ser fusilados a pesar de que todos ellos habían sido cubiertos por el fallo del Tribunal de Honor presidido por Juan Carlos Lorio.
En el mes de diciembre de 1956 Juan Carlos Lorio pasó a situación de retiro junto al entonces comandante en jefe del Ejército, teniente general Francisco Zerda y otros generales de la cúpula del Ejército, por discrepancias con la dictadura de Aramburu que buscaba colocar a personajes adictos encabezando las 3 armas
.

### Aspectos sociales
Las cárceles fueron utilizadas para neutralizar la militancia disidente y silenciar las críticas al gobierno cívico-militar que tomó el poder. Hombres y mujeres declarados (o señalados como) peronistas, fueron encarcelados y mantenidos en reclusión por diversos periodos de tiempo y sometidos a todo tipo de vejaciones y torturas.
El régimen mostró una apreciable dosis de antisemitismo, produciendo manifestaciones de antisemitismo de algunos integrantes del gabinete. El régimen presentaba, en general, un discurso antisemita, católico, anticomunista, y antiperonista. Respecto a los derechos de las mujeres se derogó la posibilidad del divorcio y la patria potestad compartida, que había sido establecida mediante la reforma constitucional de 1949.
Se sancionó la Ley de Radiodifusión de 1957, de fuerte contenido conservador, la cual pedía: “Abstenerse de los programas que exalten la disolución de la familia, el desvío sexual o el erotismo, como también de la inclusión de alusiones o disquisiciones que exalten formas de vida reñidas con las normas sociales, políticas y éticas de nuestro país”.
La ley ómnibus 14.394 que contenía diversas disposiciones sobre derecho de familia fue modificada por el decreto 4070/56 únicamente "suspendiendo" su artículo 31 en cuanto habilita para contraer nuevo matrimonio a las personas divorciadas a que el texto se refiere. 
En 1958 comienza, gracias a un decreto de la dictadura llamada "Revolución Libertadora", a permitirse el 'arresto para identificar'. Era la policía la que dictaba sentencia (el jefe podía imponer hasta 30 días de arresto) y en los hechos no había defensa alguna. Por año, en Capital iban presos por edictos entre 110.000 y 170.000 personas.
En junio de 1956, por orden de Aramburu  se consumaron los últimos los fusilamientos ordenados por la Revolución Libertadora. El secretario general de la C.G.T. de Azul, Manuel Cháves, asesinado el 22 de septiembre de 1955 adelante su mujer e hijos, por un grupo represivo de la Marina de Guerra.

### Relaciones exteriores
Respecto a las relaciones exteriores, se produjeron varias controversias: en 1957, agentes del régimen militar presidido por Pedro Eugenio Aramburu, colocan un artefacto explosivo en el automóvil asignado a Juan Domingo Perón, quien se hallaba exiliado en Caracas. Al estallar un vehículo de su propiedad en la esquina de Venus, en Caracas, murieron tres ciudadanos venezolanos. El gobierno venezolano procedió a llamar al Embajador de Venezuela en Argentina y el Ministerio de Relaciones Exteriores de Venezuela declaró persona no grata al embajador argentino Toranzo Montero, responsable del atentado. El comunicado emitido por el Ministerio explicaba que lo efectuaba por “existir fundados indicios de que en la sede de la Representación Diplomática de la República Argentina se han venido fraguando sucesivos atentados contra la vida de refugiados políticos que en nuestro país se acogen al derecho de asilo territorial”. A los pocos días agentes argentinos perpetran un nuevo atentado en Caracas que terminó con la muerte de cinco venezolanos en las inmediaciones de la Facultad de Ciencias Jurídicas y Políticas de la Universidad Central de Venezuela. Pérez Jiménez acusó la injerencia extranjera y rompió relaciones con Argentina. El régimen militar cambió desde el punto de vista de la política exterior, se paso de la estrategia multilateral del  gobierno peronista, centrada en los intercambios comerciales con Latinoamérica y de no alineación con los Estados Unidos ni la Unión Soviética, que recibió el nombre de "tercera posición". La tercera posición fue diseñada originalmente por el ministro de Relaciones Internacionales Juan Atilio Bramuglia, un abogado sindical de origen socialista. Con la toma de poder de Lonardi se viro a una política de alineación a Estados Unidos y Gran Bretaña. Durante la dictadura de Aramburu a pedido de EEUU Argentina se ve obligada a integrar los organismos financieros ique se habían formado en el orden de posguerra bajo el dominio de USA: FMI, el Banco Mundial, etc; marcando el primer alineamiento automático en la relación con Estados Unidos. Tras ello gobierno estadounidense aportó 100 millones de dólares en préstamos. Dentro de ese mismo paquete había 50 millones de bancos privados, 75 del Fondo Monetario y 30 millones de la Standard Oíl. 
“En octubre de 1955 fue promulgado un nuevo Código del Petróleo con asistencia de
EE. UU. y a fines de la década unas diez compañías estadounidenses la más importante era la Standard Oil Company
En Panamá un comando argentino fue enviado al Hotel Washington con el objetivo de matar a Perón. La guardia nacional panameña pone hombres para custodiar a Perón. La guardia nacional panameña descubre intentos para asesinar a Perón, pero fueron frustrados y deportados los mercenarios, lo que originó una grave crisis diplomática con Argentina.
Durante su gestión también se produce el asalto argentino a la embajada de Haití. En 1956, en la madrugada del jueves 14, una veintena de hombres fuertemente armados, comandados por el general Domingo Quaranta, jefe del Servicio de Informaciones del Estado (SIDE), entra violentamente en la sede diplomática haitiana, sacando por la fuerza a siete asilados políticos. Estos son obligados a ubicarse a lo largo de la verja exterior de la embajada. El grupo asaltante se posiciona frente a ellos, preparando sus armas con la intención es fusilarlos allí mismo, pero se presenta Therese Brierre, esposa del embajador. El general Quaranta, mano derecha de Pedro Eugenio Aramburu, la aparta bruscamente, diciéndole “-callate negra hija de puta”. Ante el escándalo, un grupo de vecinos se acerca. La señora Brierre, por vía telefónica, denuncia inmediatamente el hecho a las agencias internacionales de noticias y se comunica con el Ministerio de Asuntos Exteriores haitiano solicitando su intervención, logrando salvar a los asilados que iban a ser fusilados. Lejos de ser sancionado, el general Quaranta fue premiado meses después por los jefes de la ahora «revolución fusiladora» con la jefatura de la Secretaría de Informaciones del Estado, la SIDE.
En 1958 el régimen de Aramburu financió, entrenó y apoyó la invasión al Paraguay desde territorio argentino de un comando militar que atacó el 1 de abril la localidad de Coronel Bogado, causando la muerte de un número nunca determinado de ciudadanos paraguayos, con el fin de anular la influencia brasileña en la dictadura del general Alfredo Stroessner. Paraguay denunció la agresión argentina ante la Organización de Estados Americanos y la crisis llevó a que Argentina y Brasil quedaran al borde de la guerra.
En 1956 llegó a Venezuela un individuo llamado Lluvisa Nicodevieth, procedente del Estado Libre de Tánger, contratado por el Secretario de la Embajada Argentina en Venezuela, Rottjer, quien lo había contratado por intermedio de una organización delictiva, para ejecutar a Perón en Venezuela.
Durante la noche del 22 de noviembre de 1955, por órdenes directas de Pedro Eugenio Aramburu, un comando de marinos al mando del teniente coronel Carlos de Moori Koenig entró por la fuerza en el edificio de la CGT, derribó el busto de Evita que se encontraba en el primer piso y con armas forzaron la puerta de la capilla del segundo piso. Allí quemaron las banderas argentinas dispuestas sobre el cadáver de Eva Duarte y orinaron sobre el mismo.
El relato del exmayor Jorge Dansey Gazcón difiere, ya que asegura que fue él quién lo trasladó.
Desde ese momento se estableció un itinerario macabro y perverso.
Aramburu destituyó a Moori Koenig y le encomendó al coronel Héctor Cabanillas sepultarlo clandestinamente. El 23 de abril de 1957 el cadáver fue trasladado en secreto en el barco Conte Biancamano a Génova (Italia) en un ataúd que se explicaba pertenecía a una mujer llamada María Maggi de Magistris y fue enterrado bajo ese nombre en Milán.
El gobierno del general Lonardi tuvo una vida efímera y su gestión con respecto a la URSS no alcanzó a delinearse. Con el arribo, en noviembre de 1955, Pedro Eugenio Aramburu comenzó a precisarse la política hacia Moscú, con una base ideológica netamente anticomunista. Durante el lapso de la dictadura las relaciones comerciales y diplomáticas argentino-soviéticas volvieron a entrar en un impasse, con una caída de los montos del intercambio a pesar de no anularse el convenio vigente con la URSS, siendo el año 1956 el de mayor deterioro, que comenzó a manifestarse en el comercio pero se extendió a los vínculos diplomáticos y políticos. También fueron deterioradas las relaciones con todos los países del bloque oriental.
Con Paraguay la relación se hizo tensa por la permanencia de Perón en ese país. Con Bolivia la situación amenazaba con repetirse. En Chile se denunciaron los contactos entre el gobierno de Ibáñez y el de Perón. El empeoramiento de las relaciones con todos los países vecinos menos Uruguay quedó demostrado por la publicación en 1957 de un nuevo libro del chileno Alejandro Magnet –Nuestros vecinos argentinos- en el que denunciaba nuevamente el expansionismo argentino.
Paralelamente, el régimen de Aramburu indultó a nazis que se hallaban prófugos en Argentina, mediante los decretos 10.213/1956 y 13.689/1956, que indultaba a los criminales de guerra nazis Hans Harmeyer y Wolf Franczok.

### Etapa final
El 30 de noviembre de 1956, el ministro de Aeronáutica, comodoro Julio César Krause, le envió a Aramburu el siguiente informe confidencial que describía la situación económica del país, producto de un trabajo intenso de sus asesores, del Servicio de Informaciones de la Aeronáutica y de la consulta a técnicos de diferentes tendencias. En este informe ponía en conocimiento de Aramburu sus comprobaciones acerca de cómo se estaban cumpliendo los objetivos del movimiento revolucionario que los había puesto en el poder:
En lo referente a los hechos económicos afirmaba:
- Aumento del costo de la vida
- Disminución de nuestras exportaciones
- Disminución del precio internacional de nuestros productos
- Disminución de nuestras reservas de oro
- Disminución de las ventas del comercio minorista
- Disminución del área sembrada de nuestros cereales
- Baja de los valores de la Bolsa
- Continuación de la evasión de divisas;
- Reducción de nuestro comercio exterior con los países limítrofes
- Carencia de apoyo y obstáculos al desarrollo industrial
- Desplazamiento de renta nacional a otros sectores en perjuicio de la industria
- Aumento general de todos los productos importados; y el aumento de fletes y pasajes al exterior.

Al mismo tiempo el informe confidencial argumentaba que la causa de ello eran:
- Que la política económica se ha orientado decididamente para beneficio de un sector en perjuicio del interés general de la familia argentina;
- Que por la misma causa se han beneficiado mercados extranjeros;
- Que tal orientación económica se asegura mediante la designación de funcionarios vinculados a los intereses del sector mencionado;
- Que la ponderación de conceptos doctrinarios tales como: libertad de empresa, supresión del dirigismo, etc, podrían tener como objeto afirmar esta política económica provechosa para el mismo sector;
- Que los propiciadores del Gobierno Provisional son movidos por el mismo interés de aumentar el tiempo en beneficio propio o de asegurar esta orientación de la economía;
- Que la política económica apreciada conducirá a la lucha de clases y por ende a la violencia, y a una nueva intervención de las Fuerzas Armadas en la vida cívica de la Nación.[338]

El 13 de junio de 1957 se destapa uno de los casos más sonados de corrupción del régimen aramburista, cuando apareció muerto en su estudio de la calle San Martín 536, el doctor Marcos Satanowsky. El asesinato fue cometido por un grupo de tareas dirigido por el general Quaranta, que había participado por órdenes directas de Aramburu en los fusilamientos de José León Suárez y del asalto a la embajada de Haití. El crimen estaba vinculado con la tenencia de las acciones del diario La Razón, que estaba intervenido por la «Revolución Libertadora». Peralta Ramos había recibido presiones y extorsiones para que entregara el diario a la dictadura de Aramburu. Según el escritor Rodolfo Walsh, el caso Satanowsky reveló la profunda corrupción de un régimen que intentaba resolver mediante un grupo parapolicial ―armado por la SIDE― la propiedad del diario La Razón.
En 1958 estalla el caso Busso, relacionado con una denuncia contra Eduardo Busso, mano derecha de Aramburu y Ministro del Interior. El caso se vinculaba al juicio de divorcio de los esposos Alejandro Vlasov y Emilia Cavure, en el cual el estudio jurídico que tenían el ministro y el subsecretario de justicia López Olaciregui defendía al marido en tanto Acuña patrocinaba a la esposa. Acuña afirmaba que los dos funcionarios, quienes además eran directores y accionistas de la firma Vlasov, habían influido para que se nombrara a Luis María Bunge Campos como nuevo juez a cargo de ese juicio, en el cual había importantes intereses económicos en juego. Busso renunció al cargo el 28 de abril de 1956.
A comienzos de 1957 se produce el asesinato de Miguel Modesto Figueredo, de 14 años, debido a una violenta represión policial contra los huelguistas ferroviarios de Tafí Viejo (Tucumán).
En enero de 1957 se declara una huelga de recolectores y barrenderos que tapó de basura la Capital Federal. El 23 de mayo de 1956 se desató en la capital argentina un paro de transporte que provocó inconvenientes variados. Aramburu dispuso una medida que se convertiría en una modalidad usual, que era la movilización militar del personal del transporte que quedaba sometido al Código de Justicia Militar. El 23 de enero de 1957 los trabajadores de los talleres de la Línea General Roca iniciaron un trabajo a desgano que en los días posteriores se extendió a otros sectores del mismo ramal. En las primeras horas del 6 de febrero de 1957 fuerzas de la Marina ocuparon la Estación de Retiro con tanques. Un dispositivo similar se desarrolló en la Estación de Constitución. En abril de ese año estalló un conflicto en los talleres de Tafí Viejo, en Tucumán, a raíz de lo cual tropas del Ejército fueron enviadas a la ciudad. Los trabajadores fueron sometidos al Código de Justicia Militar que establecía 4 años de prisión a quienes no se presentaran a trabajar. Se anunció que aquellos detenidos por el paro serían trasladados a unidades militares donde recibirían disciplinamiento militar, y se les limitaría las visitas sin posibilidad de recibir abogados o defensores, resultando en decenas de detenidos torturados.
Entretanto, los radicales estaban inmersos en feroces luchas internas por acceder, después de casi treinta años, a los cargos ejecutivos del país. El candidato tempranamente designado era Frondizi, visto con muy malos ojos por Aramburu, que decidió apostar a la división del radicalismo y apoyar decididamente al sector de Balbín: entregó así a los balbinistas todas las intendencias de la provincia de Buenos Aires, el distrito electoral más importante del país. El Interventor de facto de la Provincia de Buenos Aires, Coronel Bonecarrere, pidió la renuncia a todos sus Interventores Municipales, para darle el control de las mismas a los radicales balbinistas. Las maniobras encaminadas por la mano derecha de Aramburu, el capitán de fragata y jefe de la Casa Militar, Francisco Manrique, dieron sus frutos y para marzo ya existían la balbinista y oficialista UCR del Pueblo, y la frondicista UCR Intransigente. En ese contexto se anunció que el 23 de febrero de 1958 se producirían elecciones generales. Pocos días después creaba la Junta de Defensa de la Democracia, un organismo destinado a perseguir a los comunistas. Se designó para presidirlo al militante católico Luis María Bullrich, quien estaría acompañado por Andrés Bacigalupo Rosende, Juan Carlos Cruz, Reynaldo Pastor y Adolfo Sánchez Zinny como vocales. Los perseguidos fueron los partidos y organizaciones izquierdistas, incluso cancelándose la personería de los partidos Comunista, Obrero Revolucionario, Cívico, Obrero Revolucionario Trotskista y Unión Cívica Radical Junta Renovadora. De estos, solo el Partido Comunista pudo presentarse a elecciones.
Ante el aumento de protestas y movilizaciones, finalmente se ve obligado Aramburu a convocar a elecciones  organizadas por la dictadura encabezada por el general Pedro Eugenio Aramburu, con varios partidos proscriptos, entre ellos el peronismo. as elecciones se realizaron con el Partido Peronista ilegalizado, el expresidente Perón proscripto, así como los dirigentes que adherían a esa corriente política. La dictadura declaró ganador a Arturo Frondizi, de la Unión Cívica Radical Intransigente, quien superó a Ricardo Balbín, de la Unión Cívica Radical del Pueblo. Ante su proscripción política, Perón y Frondizi sellaron un pacto electoral, que fue determinante para el triunfo del segundo. El porcentaje de votantes en blanco alcanzó a ser el más alto de la historia electoral argentina hasta ese momento, la dictadura se vio obligado a entregar el poder el 1 de mayo del mismo año.
El fin del régimen dejaba un país fracturado políticamente, con graves problemas económicos y una miseria que se agudizaba cada día y que para 1958 arrojaba la cifra de cinco lactantes muertos cada hora por desnutrición o por enfermedades vinculadas a la pobreza.

## La Revolución Libertadora y la oposición peronismo-antiperonismo
Esta etapa ha sido materia de encendidos debates, en el marco de la oposición entre peronismo y antiperonismo. Según Félix Luna "Fueron muchas las conspiraciones que se fueron tejiendo, casi todas ellas totalmente locas y sin ninguna posibilidad de concretarse, pero que de todos modos dan la idea de que por parte de la oposición-antiperonista- tampoco existía la idea de un juego leal".
Algunos no peronistas y los antiperonistas calificaron como autoritario el proceder de la dictadura, las medidas sobre los medios de comunicación y algunas acciones represivas.
La dictadura fue criticada por implantar el terrorismo de Estado y el fusilamiento de civiles y militares, entre otras acciones anticonstitucionales. La dictadura también fue criticada por su autoritarismo y por pretender perpetuarse en el poder,
Durante años funcionó en el Círculo Naval la Comisión de Afirmación de la Revolución Libertadora, integrada por Alfredo Astiz, Jorge Acosta y Adolfo Miguel Donda. En Marcos Paz estuvieron presos, entre otros, Edgardo Campiantico y los capitanes de navío Gustavo Ottogalli y Ricardo Horacio Aumann, Vicente Massot Parte de la comisión era formada por el historiador Isidoro Ruiz Moreno; Horacio García Belsunce, Rafael Sarmiento, Alberto Rodríguez Varela; Arturo Ossorio Arana y Guillermo de la Plaza. También la dictadura ha sido reivindicada por Félix Luna, quien entre 1956 y 1958, durante el gobierno militar de Pedro Eugenio Aramburu dirigió la obra social del Ministerio de Trabajo. A la ruta nacional 9 se le había impuesto el nombre de Pedro Eugenio Aramburu en 1979, durante la dictadura autodenominada Proceso de Reorganización Nacional.
A partir del golpe de 1955 se popularizó el término "gorila" para denominar a los civiles y militares antiperonistas. El término fue tomado de un sketch cómico del humorista Aldo Cammarota que no tenía connotaciones políticas. Inicialmente tuvo un sentido elogioso de los militares y civiles que conspiraban para derrocar a Perón. Con el paso del tiempo, el término adoptó un sentido peyorativo. Desde entonces, la población comenzó a utilizar esa misma expresión para referirse a los movimientos de las tropas. En 2005 el Jefe del Ejército argentino expresó que la sentencia fatal contra el GeneralJuan José Valle fue parte de un dispositivo desesperado por silenciar el disenso y la historia, que se expresó también en la proscripción del peronismo, el acoso al movimiento obrero, el robo del cadáver de Eva Perón y la censura.
A fines de 2017, el gobierno de Mauricio Macri causó controversia por la inclusión de homenajes a dictadores argentinos; entre otros fueron incorporados objetos de Pedro Eugenio Aramburu, que fue calificado como "Presidente" y se incluyó una vitrina especial con objetos suyos, sin que se mencione en ningún lugar de qué manera llegó al poder y calificando el golpe de Estado de 1955 contra el gobierno constitucional de Juan Domingo Perón como "exitoso".

## Destrucción de obras de arte
Durante la Revolución Libertadora se destruyeron varias obras de arte por razones ideológicas. Entre las obras destruidas se destacan las grandes esculturas realizadas por el artista italiano Leone Tommasi, ubicadas en el frontispicio de la Fundación Eva Perón (actual Facultad de Ingeniería de la Universidad de Buenos Aires) y el Monumento al Descamisado.
Los golpistas también destruyeron el «Retrato de Eva Perón», pintado en óleo sobre tela en 1950 por Numa Ayrinhac.

## Homenajes y resarcimiento a víctimas de la dictadura
Desde la instalación definitiva de la democracia el 10 de diciembre de 1983, los gobiernos democráticos han tendido a no reconocer legitimidad histórica a ninguno de los gobiernos militares, incluida la "Revolución Libertadora", y se han abstenido de utilizar los nombres de sus gobernantes de facto para designar calles, edificios, plazas y otros espacios públicos, así como realizar actos de conmemoración de los golpes, a la vez que se han aprobado iniciativas para cambiar de denominación a espacios públicos que llevaban sus nombres. En sentido contrario, los nombres de funcionarios del gobierno peronista derrocado en 1955, incluido el del presidente Juan D. Perón, han sido aplicados a diversos ámbitos públicos.
En marzo de 1999 el presidente Carlos Menem firmó el proyecto de indemnización para resarcir económicamente a los descendientes de las 31 personas fusiladas el 9 de junio de 1956.
En 2012 se promulgó ley que equipara los derechos a percibir resarcimientos por parte del Estado a las víctimas de la última dictadura con las que padecieron los bombardeos a Plaza de Mayo y el golpe de Estado de 1955, que derrocó a Juan Domingo Perón de su segunda presidencia.
En 2005 el ejército argentino recordó a los caídos en junio de 1956 por oponerse a la Revolución Libertadora, expresando: "Ratificamos nuestra firme decisión de que nunca más las armas de la patria serán empuñadas en luchas fratricidas, ni se convertirán en instrumentos al servicio de la intolerancia y de la opresión". En 2005, el Concejo Deliberante de la Ciudad de Rosario aprobó una resolución declarando que la autopista de la Ruta Nacional N.º 9 que une las ciudades de Rosario y San Nicolás debía ser renombrada como Juan José Valle, en memoria del militar peronista fusilado por la Revolución Libertadora. Poco después, ese mismo año, hicieron lo mismo los concejos deliberantes de las ciudades de San Nicolás y Villa Constitución.
En 2006, el senador justicialista y exgobernador de Santa Fe Carlos Reutemann y la senadora Roxana Latorre presentaron un proyecto de ley para dar a la Ruta 9 el nombre de Juan José Valle en toda su extensión, obteniendo la media sanción de la cámara el 11 de abril de 2007; pasado a la Cámara de Diputados, fue aprobado por unanimidad en comisión el 10 de junio de 2008.
En 2008 se inauguró también, frente a la Casa Rosada, un monumento en memoria de las víctimas del Bombardeo de Plaza de mayo de 1955.

## Final
En medio de un contexto de creciente inflación, estancamiento económico y revueltas sociales la dictadura organiza unas "elecciones"  supervisadas encabezada por Pedro Eugenio Aramburu, en estas se encontraban proscriptos el principal partido político el Partido Justicialista que había obtenido más del 62 por ciento en 1951 y casi el 65 por ciento de los votos en 1954. La campaña fue marginal, teniendo solo un mes de duración, los candidatos  no pudieron realizar actividades proselitistas sumado al control total del régimen sobre los medios de comunicación. Tanto los candidatos como sus programas - solo el Partido Socialista presentó un programa de gobierno- debían ser aprobados con antelación por la Junta Consultiva y recibir el visto bueno del poder Ejecutivo, la Junta anunciaba públicamente el motivo de los rechazos de determinados candidatos, ni dejaba constancia por escrito de sus decisiones. 
Las elecciones se realizaron con el Partido Justicialista perseguido e ilegalizado, el expresidente Perón proscripto, así como los dirigentes que adherían a esa corriente política. El 15 de enero de 1958 el régimen habilitó sólo cuatro candidatos a competir en las elecciones realizadas sólo un mes después.
Fueron proscriptos el peronismo, los partidos de origen comunista y  socialista - excepto el PS de fuerte línea ficialista, así como decenas de partidos provinciales o aliados al peronismo; perseguidos miles de dirigentes políticos principalmente peronista.
Faltando semanas para las elecciones el sistema D'Hont fue anulado y los electores fueron designados por el sistema de lista incompleta, derogado en 1913, que establecía dos tercios para el ganador y un tercio para el segundo. Las 'elecciones' presidenciales fueron realizadas bajo el sistema indirecto mediante un Colegio Electoral que elegía al Presidente en lugar de la ciudadanía mediante voto directo. El Golpe de Estado autodenominado «Revolución Libertadora», al abolir la reforma constitucional de 1949 derogó la atención directa y las elecciones volvieron a ser realizadas mediante Colegio Electoral.
En 1955, tomó el poder una dictadura militar que persiguió a gran cantidad de deportistas por razones políticas. Durante este período se redujo sustancialmente el apoyo económico al deporte amateur, dando origen a varias décadas de fuerte retroceso deportivo, en términos generales. Argentina tuvo una notable caída en su rendimiento deportivo en los Juegos Olímpicos, dejando de ganar medallas de oro y llegando al punto de no ganar ninguna medalla entre 1976 y 1988.

## Los fusilamientos y secuestro de Aramburu
El primero de junio de 1970, 
Pedro Eugenio Aramburu fue ejecutado entre otros crímenes por los fusilamientos de José León Suaréz.